# Cathédrale Sainte-Cécile d'Albi
Pour les articles homonymes, voir Sainte-Cécile, Sainte Cécile et Cécile.
La cathédrale Sainte-Cécile d'Albi  est le siège de l'archidiocèse d'Albi, dans le département du Tarn en France. Elle est construite sur un piton rocheux qui domine le Tarn. Deux siècles auront été nécessaires pour son édification, de 1282 à 1480.
L'édifice surprend par le contraste entre son allure extérieure austère de forteresse militaire et la richesse picturale et sculpturale de son intérieur. Monument sans égal, elle affirme sa puissance à travers un style typique du Midi languedocien, le gothique méridional. Son style unique est renforcé par sa décoration intérieure.
La cathédrale Sainte-Cécile, classée avec la cité épiscopale d'Albi depuis le 31 juillet 2010 sur la liste du patrimoine mondial de l'Unesco, est aujourd'hui l'une des cathédrales les plus visitées de France. Le siège archiépiscopal (d'Albi, Castres et Lavaur) est occupé depuis le 17 septembre 2023 par Mgr Jean-Louis Balsa. Le curé-archiprêtre de la cathédrale est le père Pierre André Vigouroux. 
En plus de son statut d'église archiépiscopale, elle a été élevée au titre de basilique mineure, dignité accordée par le pape Pie XII le 9 mai 1947. Les célébrations afférentes ont été présidées par Mgr Roncalli, alors nonce apostolique à Paris et futur pape Jean XXIII.

## Histoire

### Édifices antérieurs
La cathédrale actuelle a été précédée de plusieurs édifices.
Le premier est daté du IVe siècle et est détruit en 666 ou 667 par un incendie. Un second apparaît dans les textes en 920 sous le nom de Sainte-Cécile, la patronne des musiciens. Un ensemble épiscopal regroupe à cette époque, la cathédrale, mais aussi un baptistère et une chapelle dédiée à saint Pierre. De cette époque subsistent quelques arches de l'ancien cloître, plusieurs fois déplacées après être restées longtemps dans le parc Rochegude et placées dans les années 2010 entre la cathédrale et le quartier du Castelviel. D'autres éléments d'architecture romane sont situés entre les bâtiments actuels de la cathédrale et le palais de la Berbie, non visibles des lieux publics.

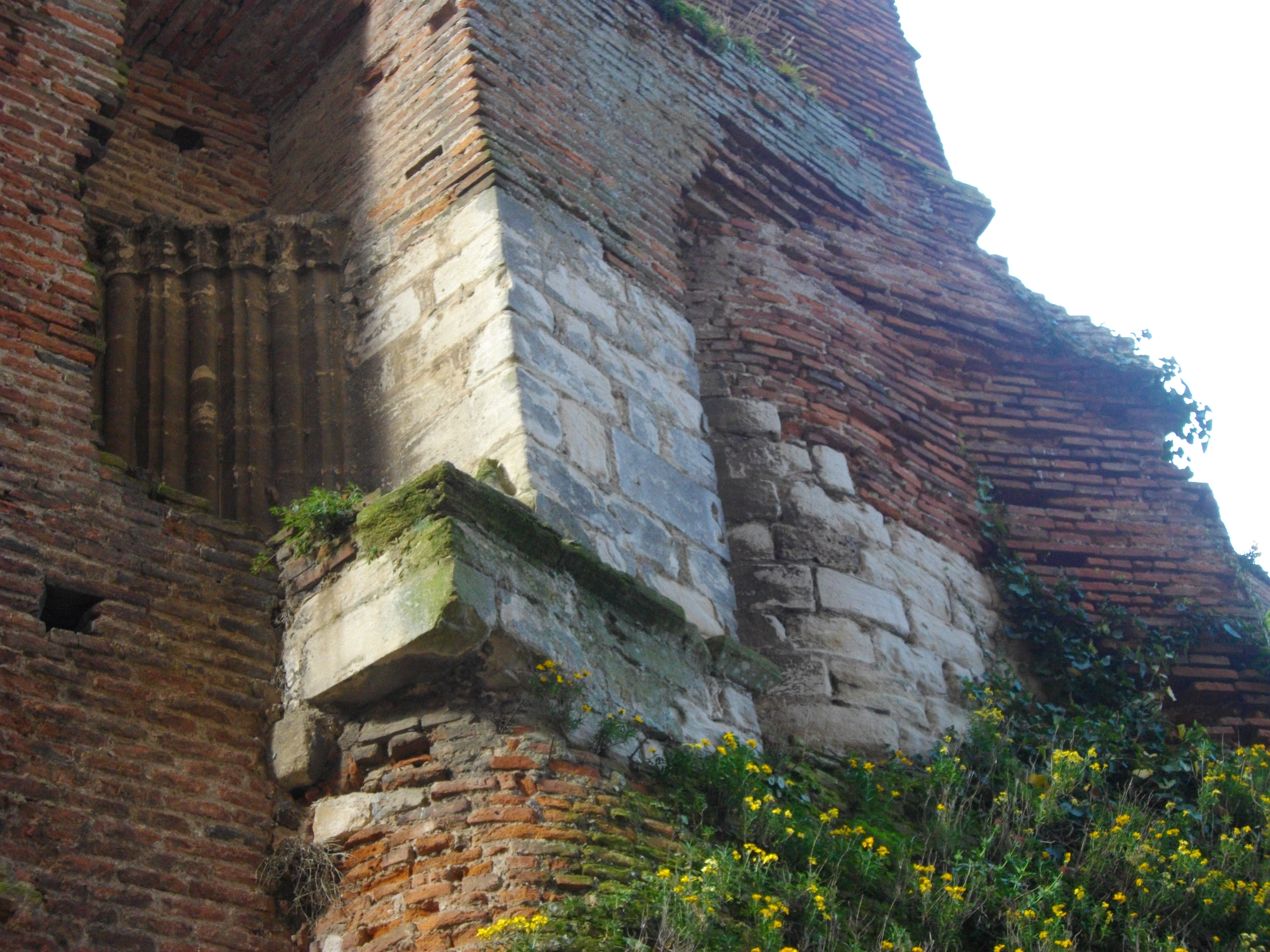
Encadrement d'ouverture révélant la colonnade droite d'un portail de l'ancienne cathédrale romane.

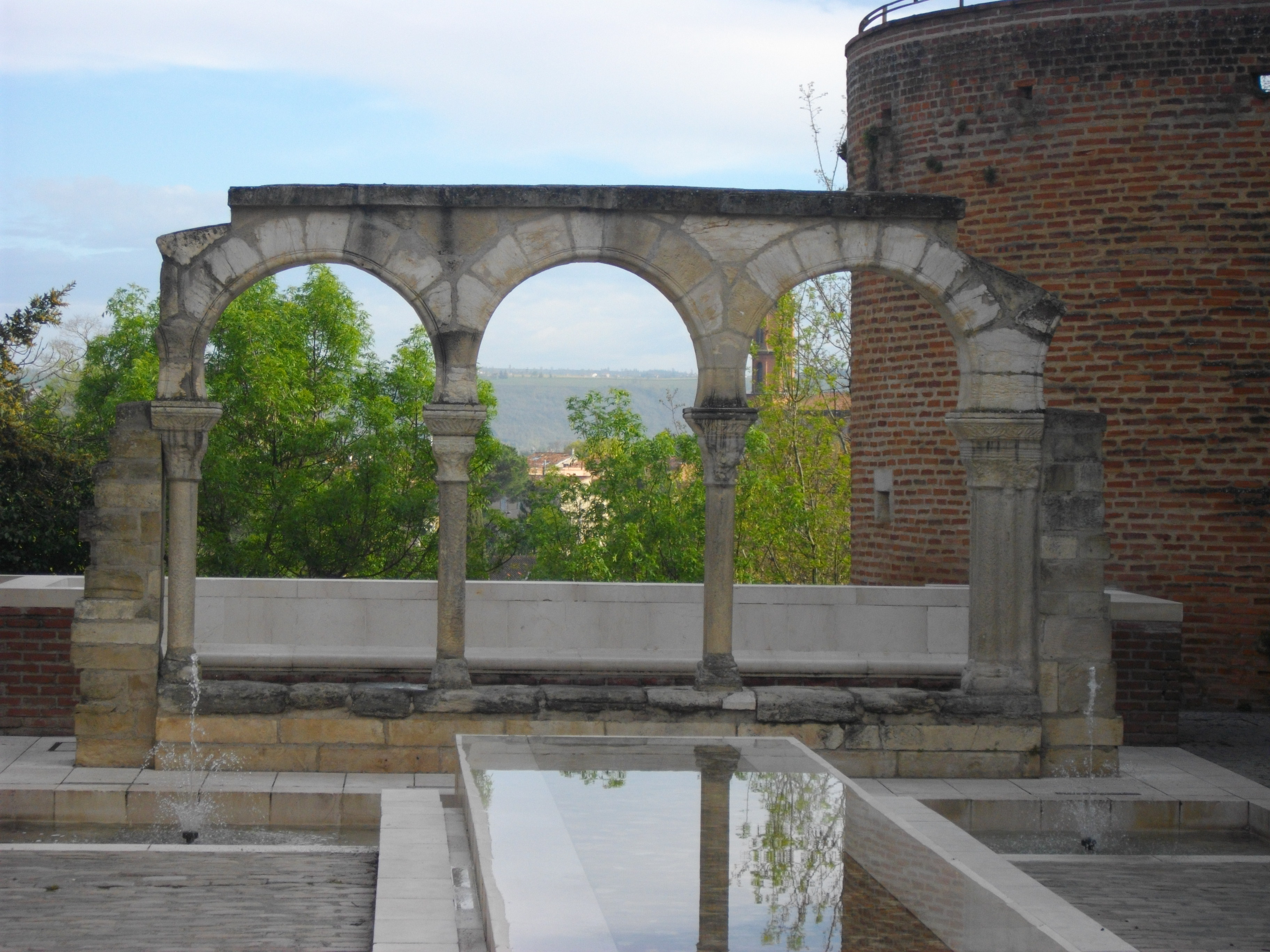
Cloître de l'ancienne cathédrale romane.

Au cours du XIIIe siècle, la cathédrale est profondément modifiée par des travaux de grande ampleur entre 1245 et 1260. À cette époque, l'évêque Durand de Beaucaire accorde des indulgences aux donateurs et récupère la dîme détenue par des laïcs pour financer le chantier. Une ouverture permet la communication entre la cathédrale et le palais de la Berbie tout proche en construction. Il semble que les voûtes aient été refaites, mais les écrits restants manquent de précision. La construction de ses éléments se fait en grand appareil de pierre. Cette église perdure à côté de la nouvelle cathédrale pendant environ deux siècles sous le nom d'église vieille.
Elle est finalement ruinée par le conflit entre deux évêques concurrents, Bernard V de Cazilhac, élu par le chapitre de chanoines et Robert Dauphin d'Auvergne nommé par le pape Eugène IV. Leur querelle dure de 1435 à 1462 et l'église disparaît des textes après 1437. Au siècle suivant, les ruines sont aplanies pour aménager une esplanade destinée à recevoir de l'artillerie durant les guerres de religion.
Quelques éléments architecturaux existent toujours, inclus dans les murs de constructions plus récentes, vestiges de cet édifice de grande taille : éléments d'un portail suspendu en hauteur au nord, parties d'un portail sud pour les fidèles, pilier à colonne à base polygonale.

### Contexte duXIIIesiècle

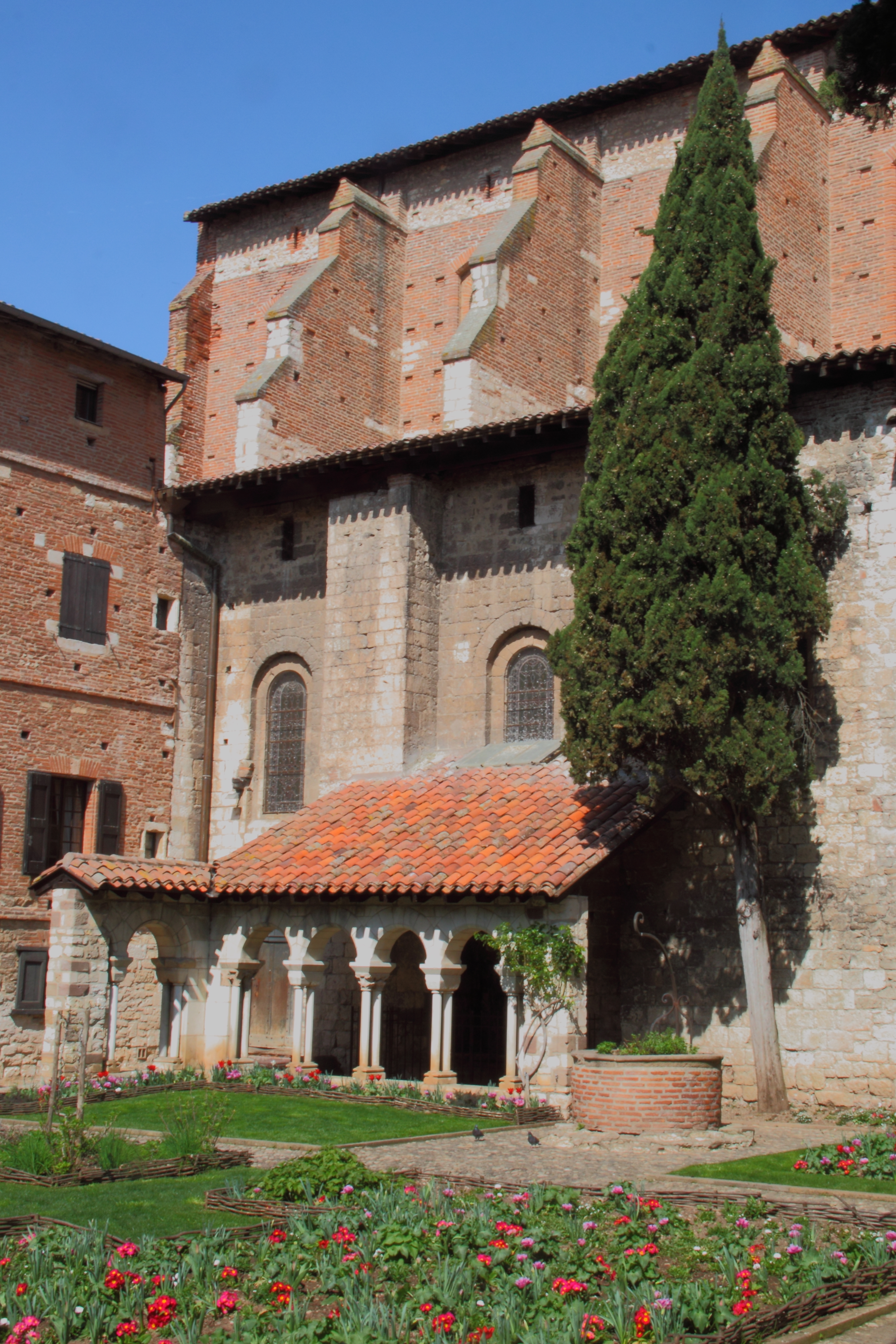
Saint-Salvi depuis le cloître, illustration de la transition de la pierre à la brique.

Durant un siècle, l'Albigeois, aux confins des terres des vicomtes Trencavel et des comtes de Toulouse, a subi des conflits importants. L'opposition des deux grandes familles nuit à l'économie, d'autant que la guerre s'étend aux puissants voisins qui lorgnent vers ce riche territoire : Guillaume IX d'Aquitaine puis Pierre II d'Aragon. En parallèle, les excès du haut-clergé occitan détournent de nombreux croyants de l'Église catholique. Certains sont attirés par la simplicité de l'hérésie cathare.
En 1167, le concile de Lombers est une tentative de réconciliation qui se tint en Albigeois. Ce lieu donnera son nom à la croisade des Albigeois à la guerre de conquête des armées venues du nord de la France à l'appel du pape Innocent III. Entre 1209 et 1229, les combats ravagent les terres occitanes. L'économie est exsangue et le commerce inexistant. En 1229, lors du traité de Paris, la paix est signée. La lutte contre les cathares est confiée à l'inquisition dont le travail montrera une bien meilleure efficacité pour extirper l'hérésie.
Sous l'impulsion de la maison Alaman, gestionnaire des biens des derniers comtes de Toulouse, des bastides sont fondées pour abriter la population dépossédée par les combats, répondre à l'accroissement démographique et attirer des artisans. Le commerce le long du Tarn et de la Garonne se développe et le redressement économique est spectaculaire. Le développement des villes entraîne une demande accrue en matériaux de construction et la redécouverte de la brique de terre cuite, tant prisée des Romains, porte ici le nom de brique foraine. Facile à fabriquer sur place et aisée à mettre en œuvre par des maçons moins qualifiés que pour la pierre, elle permet une avancée plus rapide des chantiers.
Elle marque le milieu du XIIIe siècle. La première cathédrale gothique est bâtie en pierre, matériaux jugé plus noble pour un édifice religieux. Toutefois, pour la cathédrale actuelle, le chantier utilise la brique à dessein : il faut bâtir vite et peu cher. Le but est de montrer la puissance de l'église catholique, de protéger son sanctuaire par des murs épais et de montrer le sentiment de pauvreté en réponse au catharisme qui prône ce mode de vie. Un temps restée parent pauvre de l'architecture destinée aux maisons, la brique conquiert sa noblesse dans un premier temps avec l'érection du palais de la Berbie et la nouvelle cathédrale assurera son triomphe.

### Construction

#### Projet
Alors même que le chantier de reconstruction ou rénovation de l'ancienne cathédrale de pierre vient de s'achever, un projet prend forme pour qu'Albi suive le mouvement de reconstruction des cathédrales dans tout le Midi toulousain. Ce projet est traditionnellement attribué à Bernard de Castanet nommé évêque en 1276 et entré en fonction en 1277. Toutefois, un élément laisse à penser que l'initiative pourrait lui être antérieure : Sicard Alaman, gestionnaire des comtes de Toulouse, lègue une forte somme en 1275. Vu la rapidité de démarrage du chantier, il ne fait pas de doute que la décision a été étudiée et réfléchie, soit avant l'arrivée de Bernard de Castanet, soit que ce dernier ait étudié l'affaire avant sa nomination. La décision de bâtir en brique rompt avec l'ancienne cathédrale de pierre, mais le chantier de la collégiale Saint-Salvi avait déjà amorcé le changement.
Bernard de Castanet assure le projet par la mise à disposition du vingtième des revenus de l'évêché durant vingt ans et par la rentrée de la dîme. À son époque, Albi est au 25e rang des plus riches sur les 120 évêchés que compte la France d'alors, reflet de la prospérité économique qui suit la fin de la croisade des Albigeois.

#### Architecte

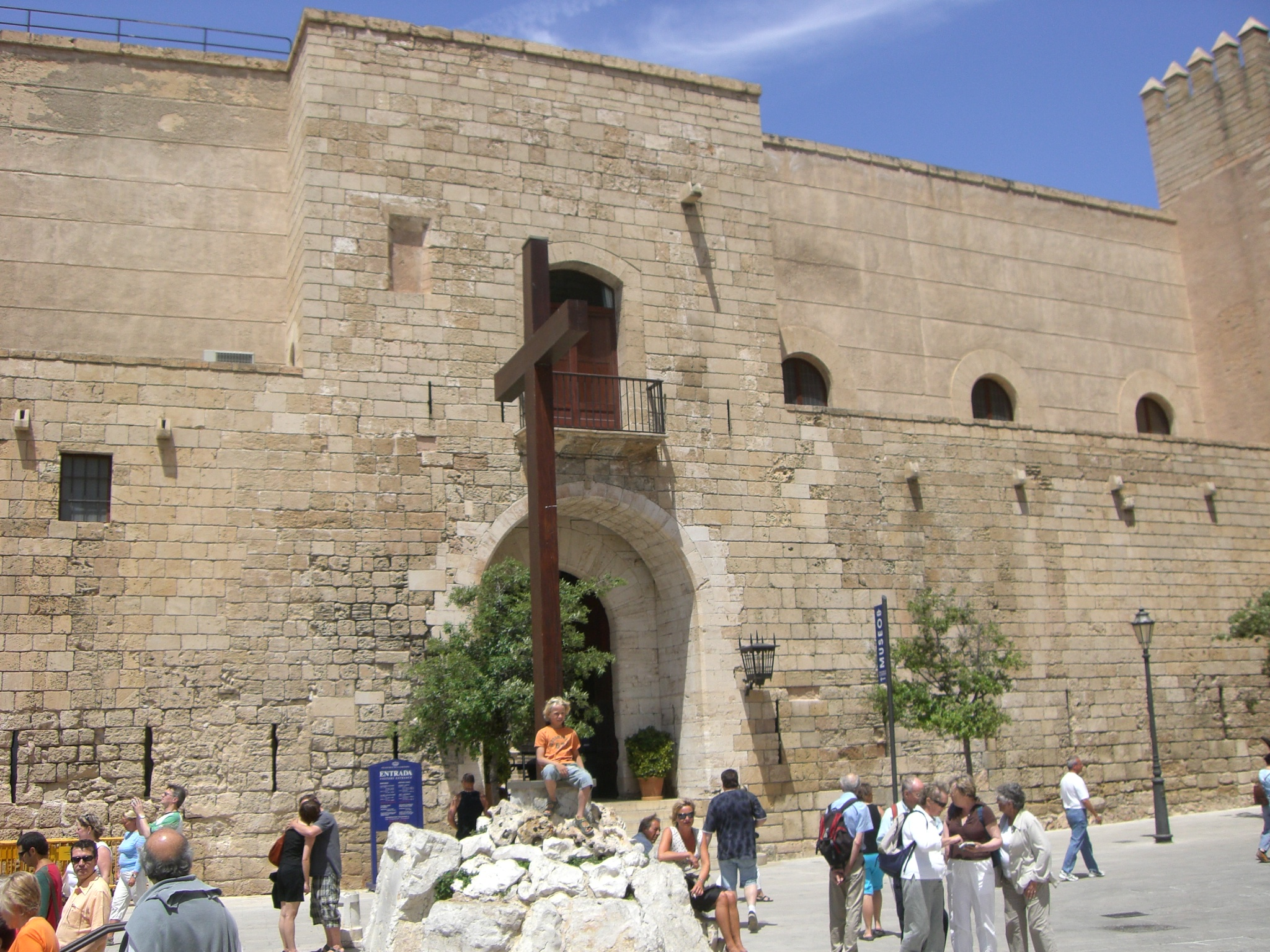
Palais de l'Almudaina de Majorque où a œuvré Pons Descoyl.

Selon Jean-Louis Biget, l'hypothèse la plus probable du nom de l'architecte de Sainte-Cécile serait celui de Pons Descoyl. Il accumule plusieurs preuves pour appuyer son hypothèse.
En 1308, lors d'un jugement sur une affaire de 1293, un témoin signale la présence de « magister Poncius », maître Pons en français. Ce titre de maître révèle le rôle du responsable du chantier. Or, parmi les architectes connus, seul Pons Descoyl possède ce nom dans le midi du XIIIe siècle.
Cet architecte catalan apparaît dans des textes de chantiers à Perpignan en 1277, 1282 et 1283. Il disparaît jusqu'en 1303. Il a contribué, entre autres, aux plans de l'abside de la Cathédrale de Palma de Majorque et à des édifices militaires.
L'évêque Bernard de Castanet, issu de Montpellier, connaissait certainement des personnages catalans importants qui auraient pu lui conseiller un architecte de talent. Ensuite, le style architectural d'Albi rappelle par ses choix techniques, des éléments d'autres chantiers où Pons a œuvré. Enfin, les dates coïncident : il est matériellement possible que sa disparition des textes catalans soit due à sa présence à Albi et il réapparaît dans les chantiers du royaume de Majorque en 1303, au moment où le chantier d'Albi subit un coup d'arrêt.
Josep Carrasco i Hortal, un architecte catalan qui a étudié les proportions d'édifices de sa région, a remarqué que les proportions de la cathédrale d'Albi correspondent à des mesures faites avec la canne catalane de 1,555 m de long et n'a pas de correspondance avec les mesures locales, ni d'Albi, ni de Toulouse.

#### Choix architectural
Après 1270, le roi de France, déjà souverain des terres Trencavel, devient héritier de son oncle, le dernier comte de Toulouse. Nombre de villes méridionales adoptent alors l'architecture gothique, née dans le nord de la France, pour plaire au roi. À Albi, le contexte particulier conduit Bernard de Castanet à choisir une architecture bien différente. Sa fidélité au pape Boniface VIII est sans faille et il ne dépend que de lui, ne recevant pas d'ordres du roi. Ensuite, la ville d'Albi reste un foyer important d'hérésie qui cherche à s'émanciper de la tutelle épiscopale sur le plan politique et économique, comme sur le plan religieux. 

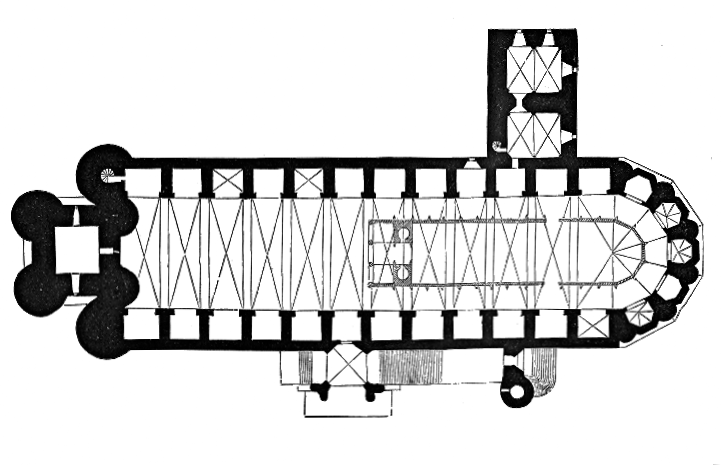
Plan de la cathédrale.

Dans ce contexte, il adopte le gothique méridional, mieux adapté à la pauvreté prônée par les cathares. Le dépouillement de l'église encourage à l'écoute de la Parole. (les premières peintures de la voûte se feront à la fin du chantier, un siècle plus tard). Sur cet aspect, le catharisme a forcé les édiles religieux à modifier leur train de vie : l'évêché d'Albi est devenu plus riche qu'il ne l'a jamais été, mais cet afflux pécuniaire ne sert plus à l'évêque lui-même, mais aux bâtiments qu'il a entrepris. Si quelque luxe il y a, il reste caché derrière les murs du palais épiscopal.
L'architecture s'inspire des dernières constructions du Midi « indépendant », tels le couvent des Jacobins de Toulouse. Le lien entre Albi et Toulouse est étroit depuis que Sicard Alaman, gestionnaire des comtes de Toulouse a bâti la capitale de son fief à Castelnau-de-Lévis, à quelques kilomètres d'Albi sur l'autre rive du Tarn. De plus, Bernard de Castanet entretient un lien étroit avec les ordres monastiques, principalement les Dominicains qui ont mission inquisitoriale. Ce lien provient aussi de son action en Italie, avant son épiscopat albigeois.

#### Le chantier

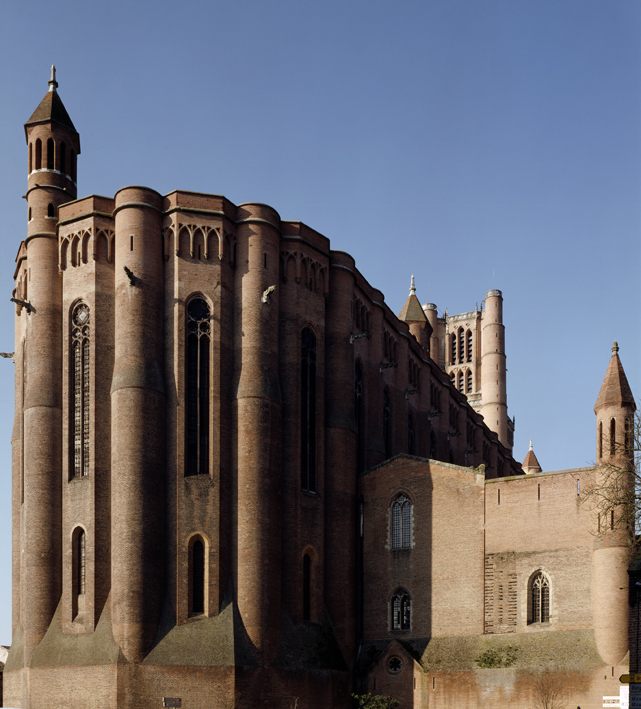
Partie orientale, première construite ; les bâtiments à droite sont sur l'emplacement de l'ancienne cathédrale.

Les écrits sont très succincts concernant l'avancée du chantier. Les traces les plus précises sont finalement les dates des sépultures de chanoines dans les chapelles latérales : on n'enterre pas dans les parties inachevées, donc ces dates signalent une partie finie.
Commencée par la façade orientale, comme cela se pratique en architecture religieuse, la construction débute par la pose de la première brique le 15 août 1282 par Bernard de Castanet et se poursuit vers l'ouest, chaque génération de bâtisseurs ajoutant son apport à l'ensemble. Une étude archéologique du site permet toutefois de discerner des éléments permettant de dater les étapes, en particulier les éléments en pierre : clés de voûte et encadrement des fenêtres hautes. Les parties en brique, plus homogènes, révèlent beaucoup moins de différences.
Entre 1282 et 1303, les murs goutterots de l'abside et des quatre premières travées droites sont érigés ; cette avancée semble relativement lente pour de la brique où le travail est beaucoup plus rapide qu'avec la pierre : probablement est-ce la concurrence avec la fin du chantier du palais de la Berbie. Entre 1301 et 1308, des différends apparaissent entre le roi de France Philippe IV et Bernard de Castanet et les officiers royaux perçoivent les revenus du diocèse à la place de l'évêque. C'est cette interruption des travaux qui aurait pu contraindre Pons Descoyl à rentrer en Catalogne, les plans étant établis. En 1310, le chantier reprend par l'établissement de voûtes sur la partie construite précédemment et la construction des murs de trois nouvelles travées jusqu'en 1340. Entre 1340 et 1370, les murs sont achevés et la base du clocher s'amorce. Entre 1370 et 1390, les voûtes sont terminées.
Des fragments détachés de l'actuel enduit ont révélé qu'il recouvre un autre enduit moins fin sur chaux et sable réalisé sous l'épiscopat de Guillaume de la Voulte entre 1383 et 1392. Ce travail concernait probablement l'ensemble de l'édifice dès l'achèvement des voûtes.

### Ajouts ultérieurs

#### Dominique de Florence

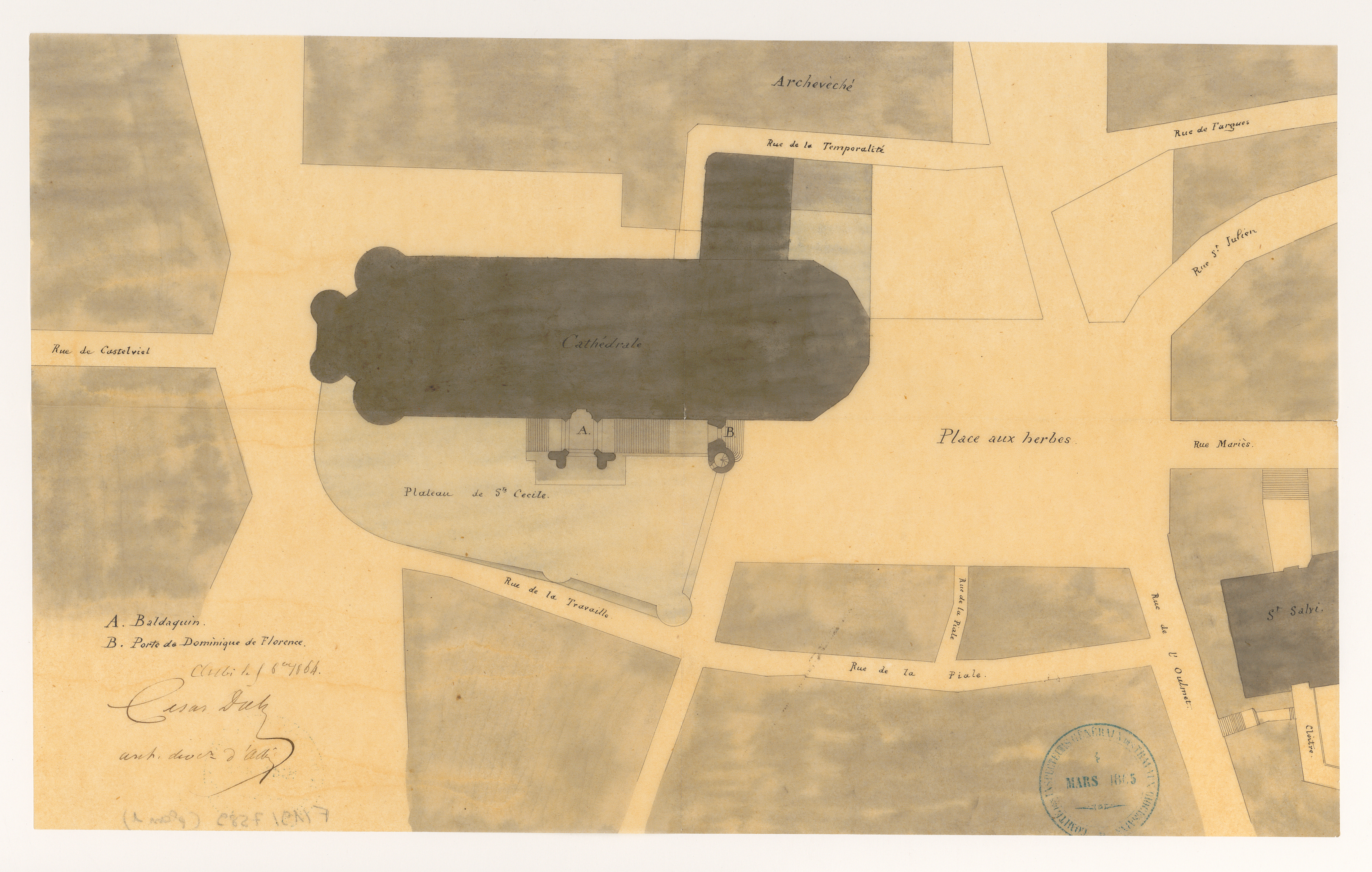
Projet de restauration de la porte de Dominique de Florence et du baldaquin, par C. Daly (1864).

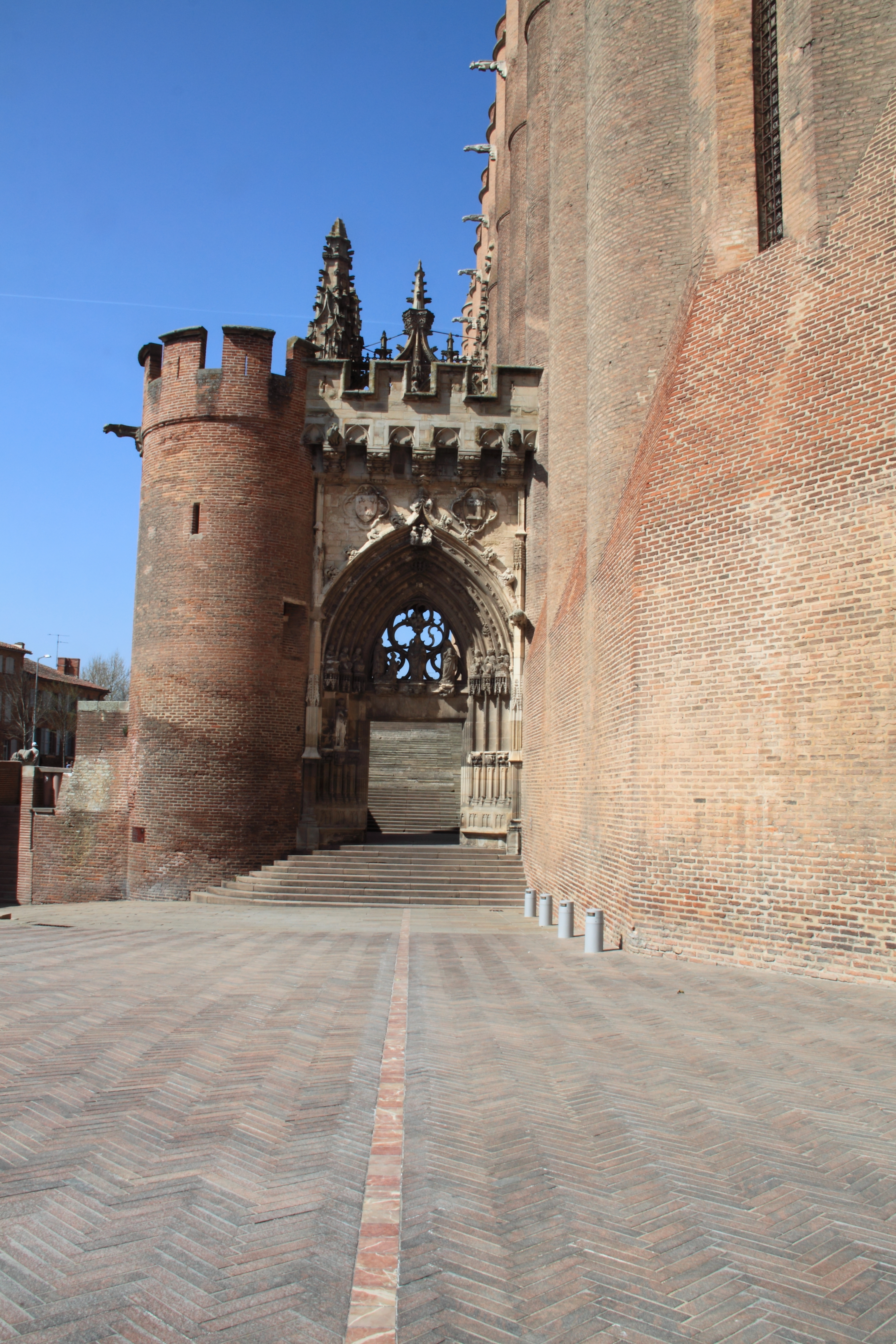
Porte de Dominique de Florence.

Dominique de Florence fait construire l'escalier d'accès à l'édifice côté sud pour les fidèles. Le bas est doté d'une porte fortifiée dite porte de Dominique de Florence, plus décorative que réellement défensive. Elle est constituée d'une entrée en pierre avec un tympan ajouré. Cet ouvrage s'appuie sur le mur de la cathédrale et sur une tour ronde en brique. Cette dernière abritera le trésor des chanoines au XVIIIe siècle. La statuaire du portail a disparu mais il reste une clé de voûte de la Vierge de l'Assomption et à la retombée des arcs, des anges musiciens. Jean-Louis Biget lui attribue un rôle d'arc de triomphe. Un dessin ancien de Dauzats en 1833 montre que cette porte s'ouvrait dans un couloir sombre entre la cathédrale et la ville qui venait quasi au pied de l'édifice.

#### LouisIerd'Amboise

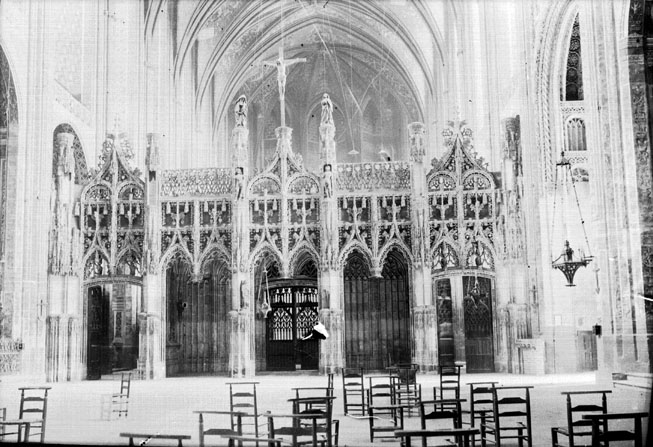
Entrée du jubé, photo d'Eugène Trutat en 1899.

Après 1400, une période sombre de soixante-dix ans voit le chantier stagner : les épidémies de peste et la guerre de Cent Ans ont affaibli l'économie locale et le conflit entre évêques concurrents détourne les maigres subsides au profit de la rétribution des combattants. La reprise du chantier se produit sous la responsabilité de Louis Ier d'Amboise. C'est lui qui consacre la nouvelle cathédrale le 23 avril 1480,. Ce nouvel évêque issu d'une grande famille proche du roi Louis XI, veut faire d'Albi une ville à la hauteur de son origine de grande famille. Sa nomination coïncide avec un essor économique considérable basé sur la culture et le commerce du pastel et du safran de l'Albigeois.
Ce sursaut économique entraîne une hausse des revenus de l'évêché ; cette abondance transparaît dans la qualité des décorations que la cathédrale reçoit. L’austérité, prônée jadis, n'a plus lieu d'être, le dernier cathare a été brûlé vif en 1321. À l'intérieur de l'église, un jubé de pierre finement sculptée ceint le chœur. Ces éléments de pierre semblent rappeler l'origine géographique de l'évêque avec sa ressemblance avec les cathédrales gothiques du nord de la France. Le massif clocher carré gagne deux étages octogonaux à baies closes de volets qui masquent les cloches.
Une galerie intérieure est ajoutée pour ceinturer la cathédrale au niveau du bas des baies. Cette tribune est assise sur des voûtes s'appuyant sur les contreforts et des ouvertures ont été percées dans la masse de ces derniers pour assurer la continuité du cheminement. À peu près à la même époque, des baies sont grossièrement ouvertes dans les absides, au marteau dans la brique. Jean-Louis Biget pose la question de l'ordre chronologique de ces aménagements : la ceinture de tribune sert-elle a renforcer les murs dans les absides, avant le percement des baies puis d'étendre le projet à toute la cathédrale, ou la tribune a-t-elle assombri le chœur au point de nécessiter des ouvertures supplémentaires ? Il n'est pas possible de trancher avec les éléments actuellement disponibles pour les historiens.
Un jubé de pierre a été ajouté à l'intérieur du chœur de la cathédrale. Cette construction de pierre constitue presque une église dans l'autre. Les éléments sont totalement séparés du reste de l'édifice en brique. La dentelle de pierre constitue une séparation entre les fidèles et le chapitre de chanoines. Aucun document ne permet de le dater, mais la présence, en plusieurs endroits, de blasons des Amboise situait l'érection de cet ensemble sous l'épiscopat de Louis I ou de son successeur de neveu, entre 1474 et 1517. Au début des années 1980, Jean-Louis Biget a relu les textes datant de cette époque et trouvé des traces de cérémonies mentionnant tel ou tel élément. À sa relecture, il en a déduit que les travaux devaient être achevés en 1484 et suggère, au vu de l'ampleur de la tâche, qu'ils aient été débutés en 1474, à l'arrivée de Louis Ier d'Amboise. Certains historiens ont vu au sommet de la clôture du chœur une alternance de fleur de lys et d'hermine, signe de l'accession au trône de France d'Anne de Bretagne en 1491. Mais pour Biget, les hermines stylisées sont des croix. L'alternance de croix et de lys honore le roi et l'évêque.

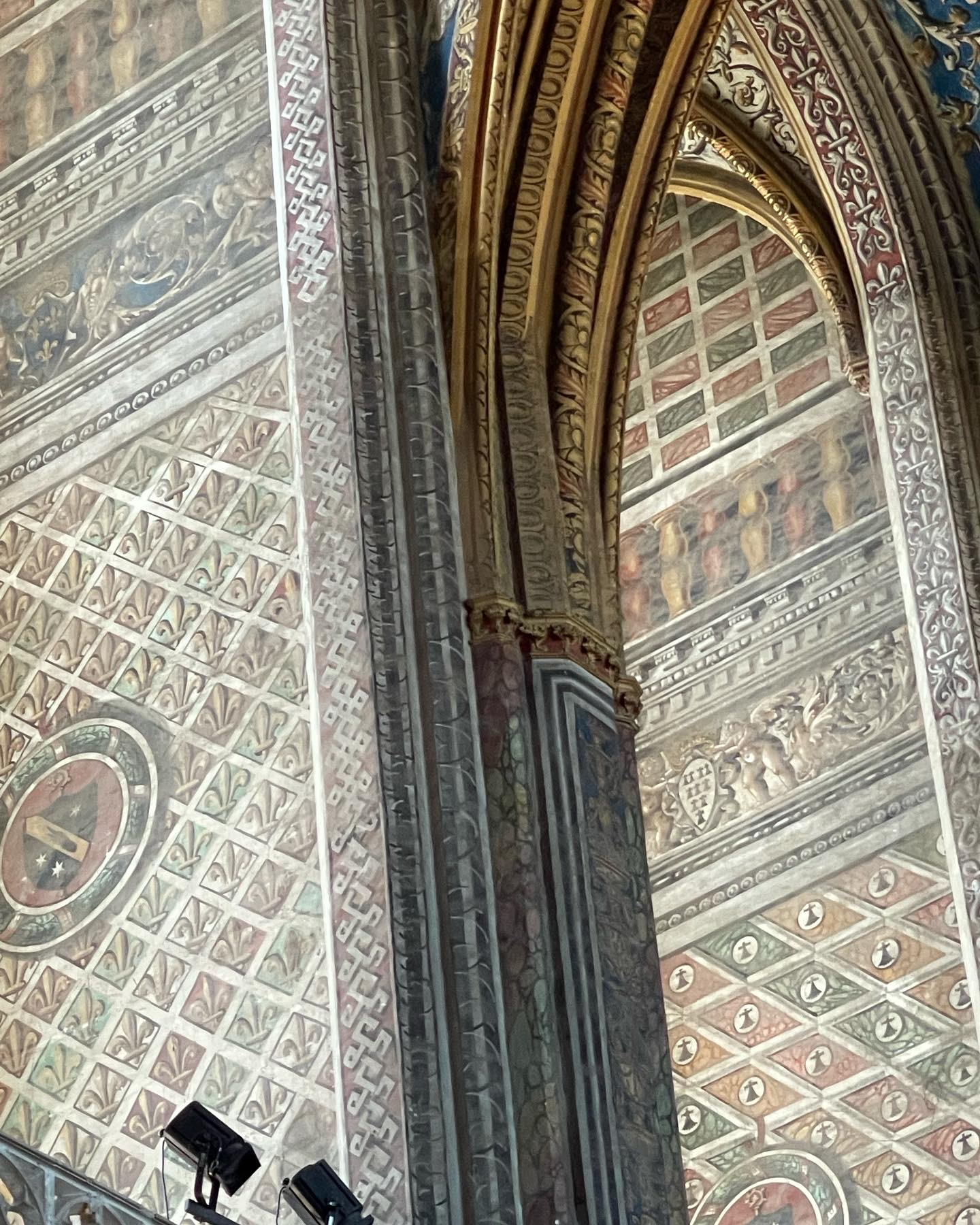
Murs de la cathédrale St-Cécile avec armoiries, notamment celles de la famille Robertet.

La vaste surface du mur occidental aveugle est utilisée pour représenter un Jugement dernier de 270 m2, la plus grande fresque médiévale de la France méridionale. L'enduit léger n'efface pas le relief des briques, conférant un aspect particulier à la peinture. Sa datation est d'abord située dans les premières années de l'épiscopat de Louis I, entre 1474 et 1480. Une étude attentive des peintures par Marcel Durliat montre que l'artiste s'est inspiré des illustrations d'un recueil d'Antoine Vérard publié en 1492. Ce recul de datation permet mieux d'expliquer l'évolution de style dans la représentation des vêtements par rapport aux années 1470.

#### LouisIId'Amboise
Louis II d'Amboise, neveu de son prédécesseur, est un familier de la cour du roi Louis XII qu'il accompagne durant les guerres d'Italie en 1502. L'année suivante, il est nommé évêque d'Albi et fait venir des artistes peintres d'Italie. Outre sa connaissance de ce pays, son frère, Charles II d'Amboise est grand découvreur d'artistes italiens ; c'est par son entremise que Léonard de Vinci aurait rencontré le roi François Ier. Louis a découvert, dans la région frontalière entre Lombardie et Émilie, un foisonnement d'ateliers de maîtres décorateurs. Plusieurs d'entre eux sont séduits par le projet du nouvel évêque et installent leur atelier à Albi.

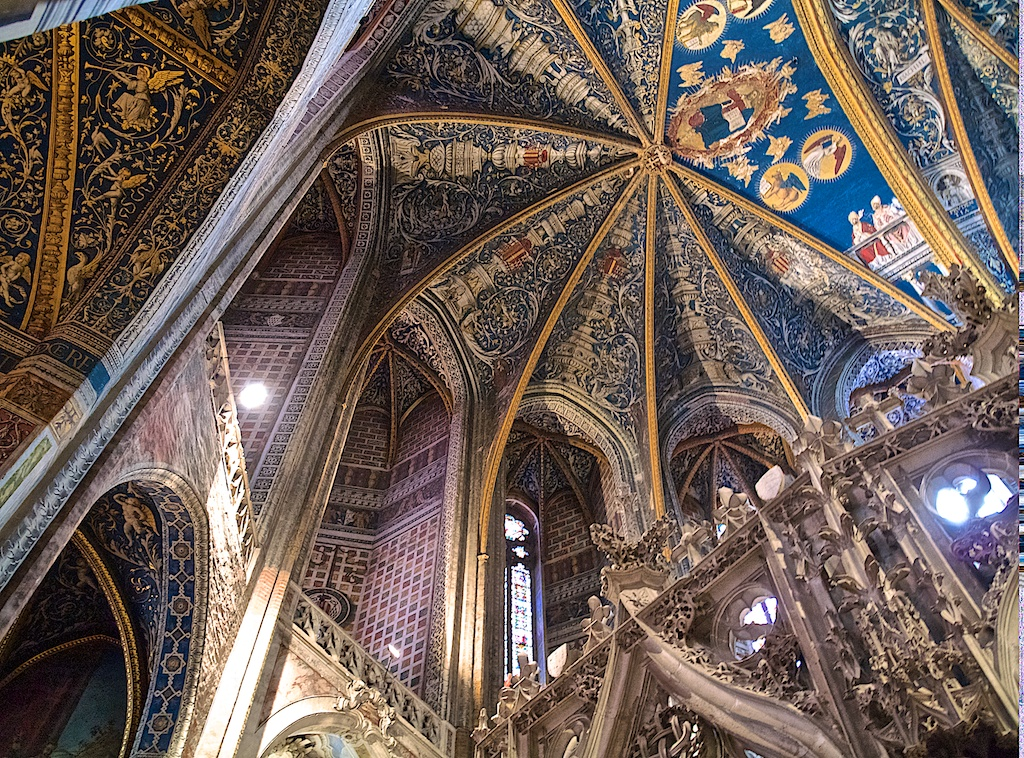
Les fresques du XVIe siècle.

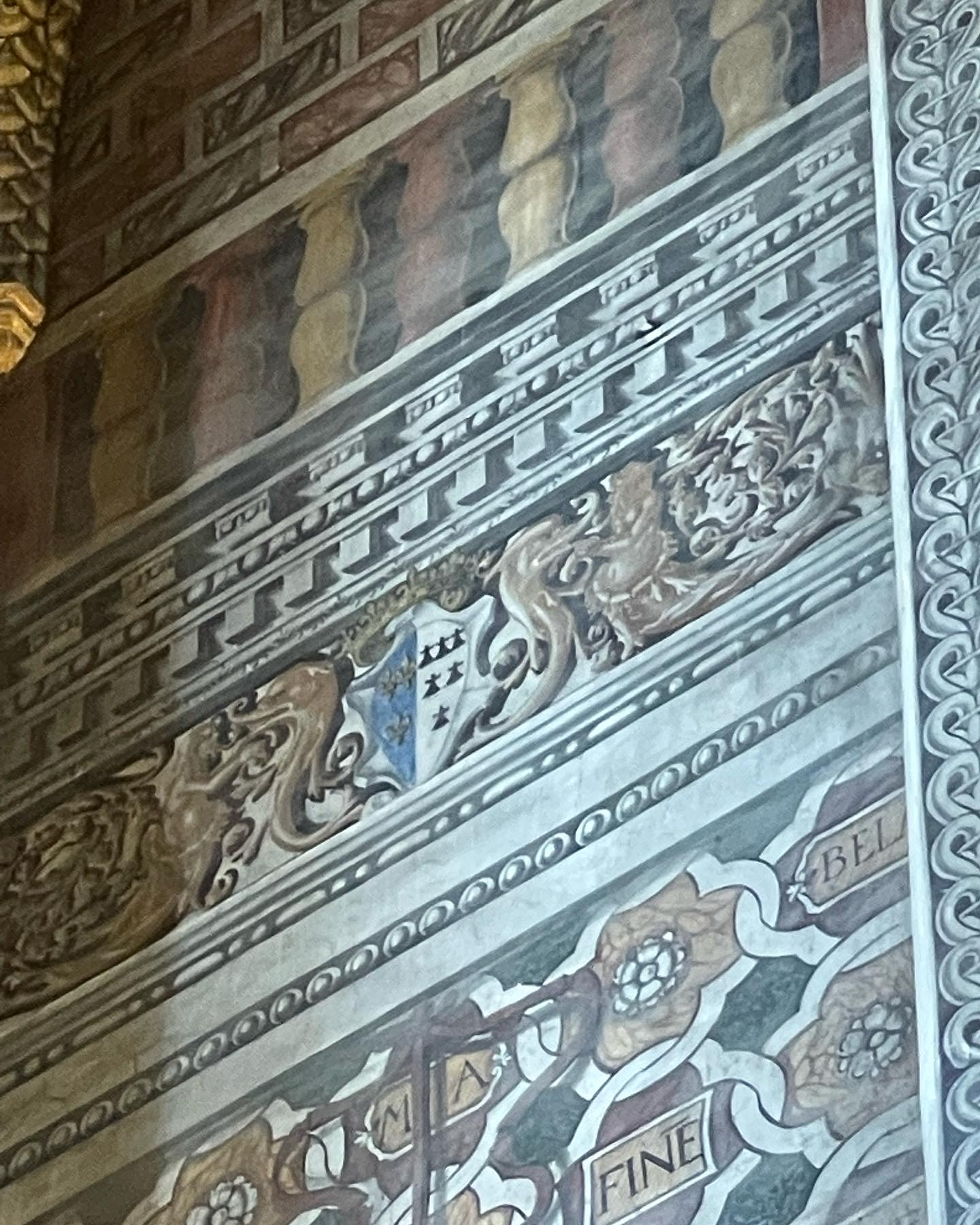
Armes de France et de Bretagne st Cécile

Le début des décorations se situe autour de l'année 1509 et l'achèvement des voûtes date de 1512. La rapidité d'exécution s'explique par le nombre d'artistes : neuf signatures ont été répertoriées dans des recoins de la cathédrale et chacune concernait le chef d'un atelier.
Le haut de chaque mur latéral est orné des armes de France ou de Bretagne, en hommage à Louis XII et son épouse Anne de Bretagne, monarques de l’époque. Le haut des murs du chœur Est sont ornés des armes de mariage de France et de Bretagne.

#### Le baldaquin
Un baldaquin de pierre, au-dessus de l'entrée, tranche sur la brique omniprésente. Cette entrée généralement attribuée à l'épiscopat de Louis Ier, laisse toutefois, des interrogations : la finesse des sculptures du jubé est ici moins flagrante. Elles semblent avoir été faites par une autre équipe. De plus, les blasons d'Amboise, abondants à l'intérieur sont ici absents. Jean-Louis Biget pense que cet ouvrage serait postérieur au grand évêque de la fin du Moyen Âge.
À l'origine, le baldaquin était prolongé vers l'ouest par une chapelle de même architecture destinée à recueillir les sépultures des chanoines. Elle comportait une nef de trois travées et une abside à cinq pans. Elle a disparu au début du XIXe siècle.
Sur les piliers du baldaquin figurent deux cadrans solaires datant du XVIIe siècle et restaurés en 2008. L'un regarde vers l'est et indique les heures du matin, l'autre regarde vers l'ouest et indique les heures de l'après-midi. Ils sont accompagnés de décorations et de devises en latin. Celle sous le cadran de l'ouest indique, après traduction: « Puisse un accord mutuel réunir les hommes afin qu'ils veuillent se partager tous les biens du monde », celle sous le cadran de l'est : « Les frères Tyndarides vivaient à tour de rôle un jour ; mais, pour nous, un seul jour divise la vie ».

Entrée ouest
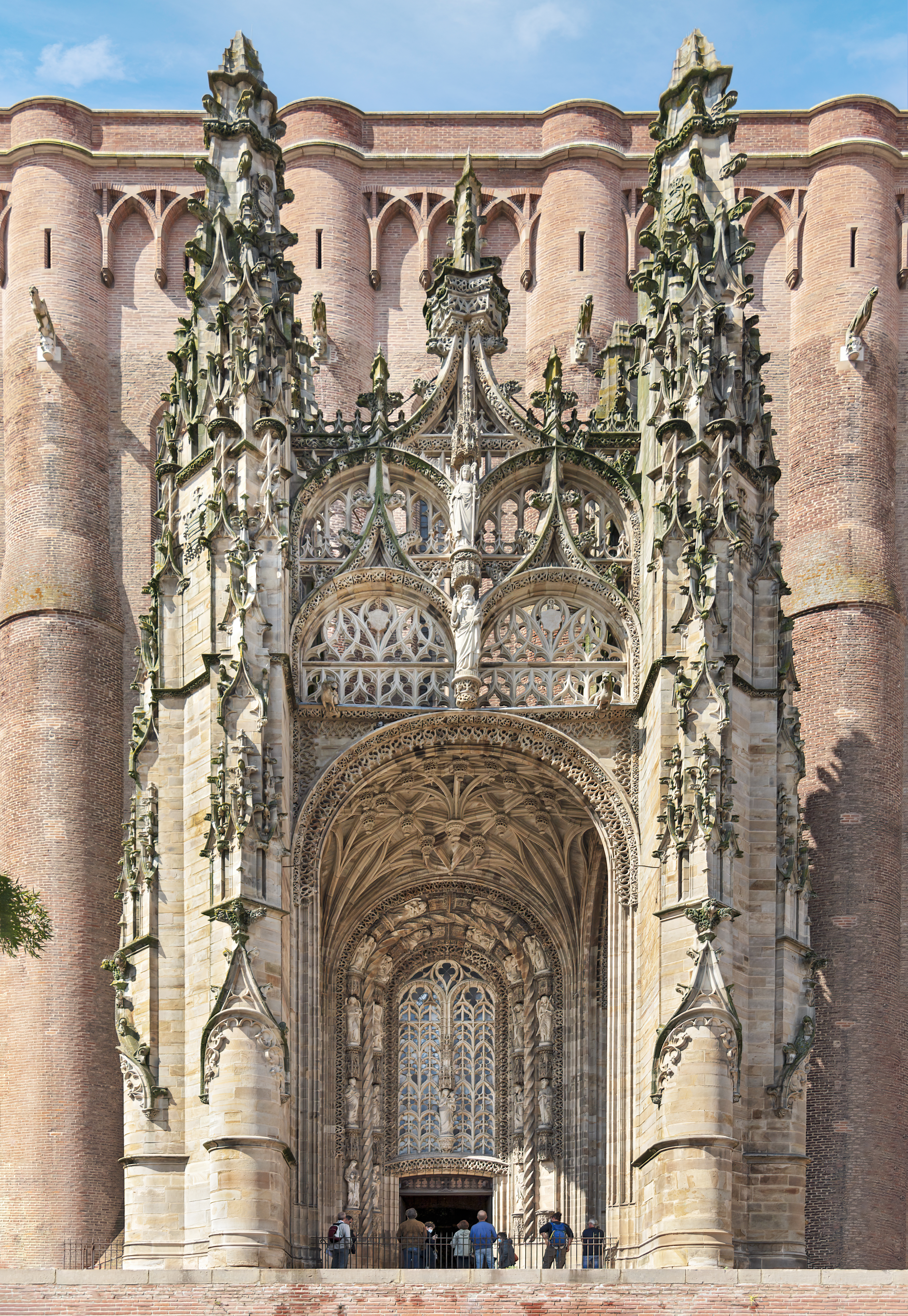
Face sud
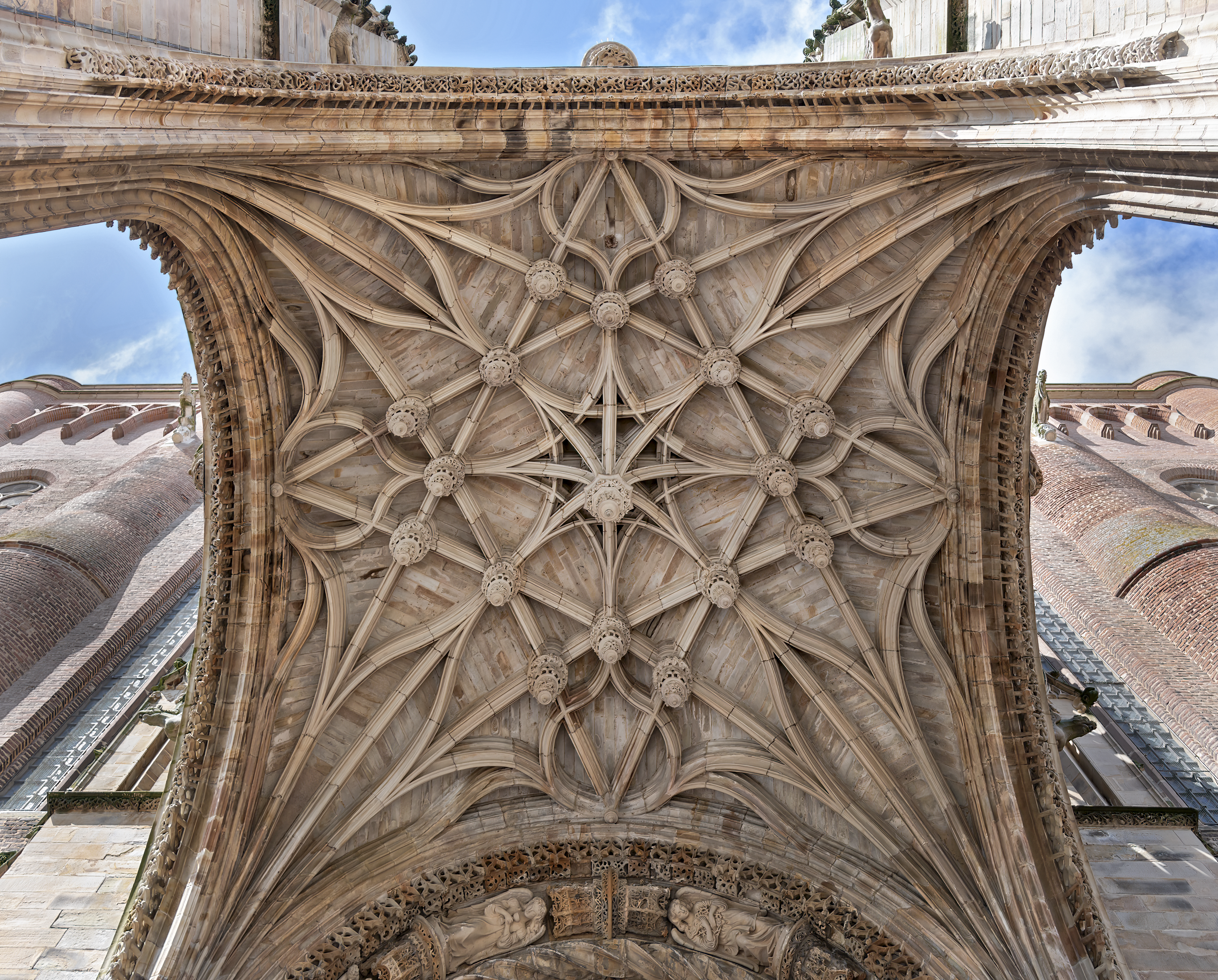
Voutes du baldaquin.

#### CharlesIIde la Berchère
Charles Le Goux de La Berchère décide d'adapter sa cathédrale au mouvement général consistant à replacer les fidèles au cœur de la messe en supprimant la séparation entre les religieux et les laïcs, afin que l'assemblée puisse voir l'autel lors des messes. Il prend le parti de conserver le jubé, contrairement à de nombreuses autres églises, mais pour le sauver, il sacrifie la partie centrale du jugement dernier en faisant ouvrir une porte pour aménager une chapelle sous le clocher derrière l'autel installé dans la partie occidentale. La peinture devait être illisible à l'époque, enlevant tout scrupule à cet aménagement.
Par la suite, la cathédrale ne reçoit que peu de modification, les prélats préférant aménager des appartements plus confortables au palais de la Berbie, ou, comme Daillon du Lude, construire une résidence d'été hors des murs près de la route de Castres, nommée château du petit Lude.
Seul apport de taille, le grand orgue est construit entre 1734 et 1736 par le grand facteur d'orgue, Christophe Moucherel. Ces travaux sont exécutés par l’archevêque d’Albi Armand Pierre de La Croix de Castries.

### La Révolution
Les excès de la Révolution sont fatals aux statues du portail du jubé : elles sont démontées et disparaissent, probablement détruites puisque aucune trace n'en a été retrouvée depuis. Le 9 mai 1792, l'évêque constitutionnel Jean-Joachim de Gausserand demande la démolition de la clôture du chœur et du jubé de la cathédrale. Le Directoire du département du Tarn avait par ailleurs décidé la destruction de tout l'édifice. Ému par cette décision, Jean-François Mariès, un ingénieur et architecte local, écrit une lettre le 5 novembre 1792 à Roland, alors ministre de l'Intérieur :

« Monsieur le ministre, je m'empresse de vous avertir que la hache de la destruction est prête à frapper la belle cathédrale d'Albi, qui est un des plus magnifiques monuments que la piété des hommes ait élevés dans le moyen âge à la gloire de l'Être Suprême. Déjà les funestes formalités sont remplies pour la démolir et pour livrer ces précieux débris au plus offrant. Je les mets, Monsieur le Ministre, ainsi que l'édifice imposant qui les renferme, sous votre protection tutélaire, puisque vous avez eu la générosité de joindre au titre de votre autorité, celui de conservateur des monuments publics. Si nous nous arrogeons ainsi le droit d'anéantir les monuments que nous devons au génie, à la munificence et à la piété respectable de nos anciens, quel droit pouvons-nous avoir nous-mêmes à la stabilité de ceux que les événements mémorables des temps présents vont inspirer et faire surgir ? Je vous prie donc, Monsieur le Ministre, d'interposer votre autorité pour empêcher qu'il ne soit porté aucune atteinte à la cathédrale d'Albi, qui est si digne d'être conservée par la sublimité de sa destination et par la majesté que les arts lui ont imprimée en y étalant la magnificence de leurs productions. »

Le ministre intervint pour faire arrêter les projets de destruction.

### Aménagements duXIXesiècle
En 1830, la toiture fuit et l'eau de pluie traverse la voûte et des traces apparaissent au niveau des fresques. Les travaux sont confiés à César Daly, architecte diocésain. Lors de la restauration, il décide d'étanchéifier les voûtes et de surélever le toit pour créer un vide sanitaire : avant les travaux, la charpente reposait directement sur les extrados de voûte. Daly doit aussi rehausser les murs de 7 mètres pour masquer la modification de toiture ; ces murs sont munis d'arcatures supportant une balustrade de pierre, renforçant l'aspect défensif de l'ouvrage. Il décide également de doter les contreforts avec des tourelles à clocheton de 12,90 mètres de haut.
L'aspect très transformé correspond à la vision de l'époque partagée par Eugène Viollet-le-Duc que la cathédrale était inachevée ; leur avis montre qu'ils n'ont pas compris l'esprit qui prélude le développement du gothique méridional. Ces travaux choquent les habitants d'Albi et le chantier est interrompu en 1866. Les travaux sont repris après la mort de César Daly en 1896: les clochetons sont démontés sauf un sur la façade orientale et la balustrade remplacée par un mur de brique. Les travaux du XIXe siècle sont visibles à la couleur plus claire des briques.
Les abords de la cathédrale sont dégagés suivant un plan établi par Jean-François Mariès. L'ancienne place de la Pile, cœur économique de la ville avec ses mesures à grain, est devenue trop petite pour la ville ; elle est démolie pour créer un grand parvis devant la cathédrale et ménager des accès vers l'est, axe de développement de la ville depuis que la route royale Toulouse-Lyon a remplacé les remparts. Les façades des immeubles qui l'entourent constituent un ensemble homogène d'architecture néoclassique. Ces aménagements ne plaisent pas à tout le monde. Jean Laran note que la création du parvis a produit un « grand plateau, précédé d'une place carrée trop grande et sans caractère. [] On regrettera notamment le caractère pittoresque que formaient à l'église les vieilles maisons de la place de la Pile ». Il est vrai que ces travaux couplés au sur-élèvement des murs de la cathédrale en augmentent le caractère massif et austère.
La cathédrale fait l’objet d’un classement au titre des monuments historiques par la liste de 1862.

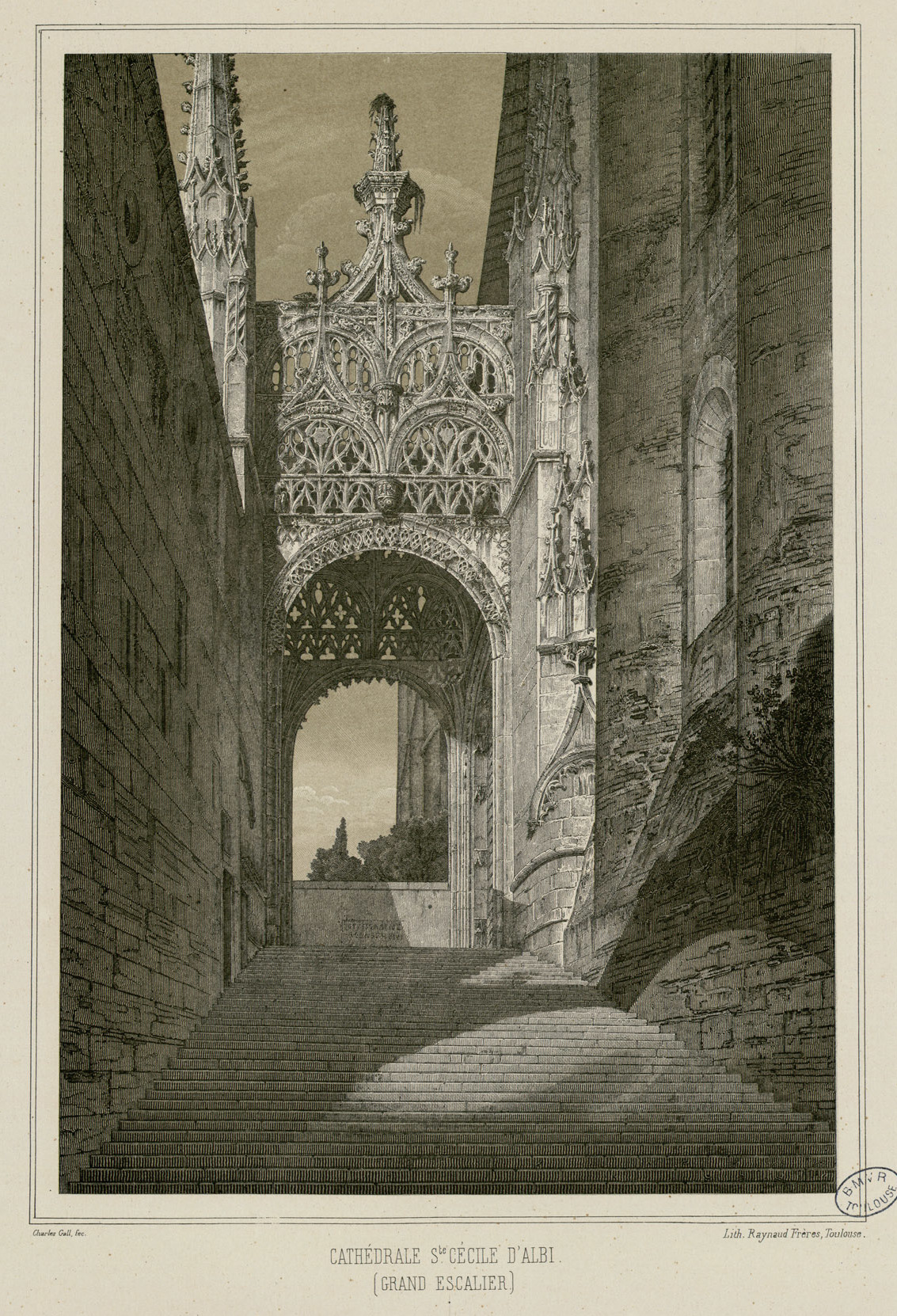
Accès à la cathédrale avant aménagement du parvis, illustré par Alexandre Du Mège.
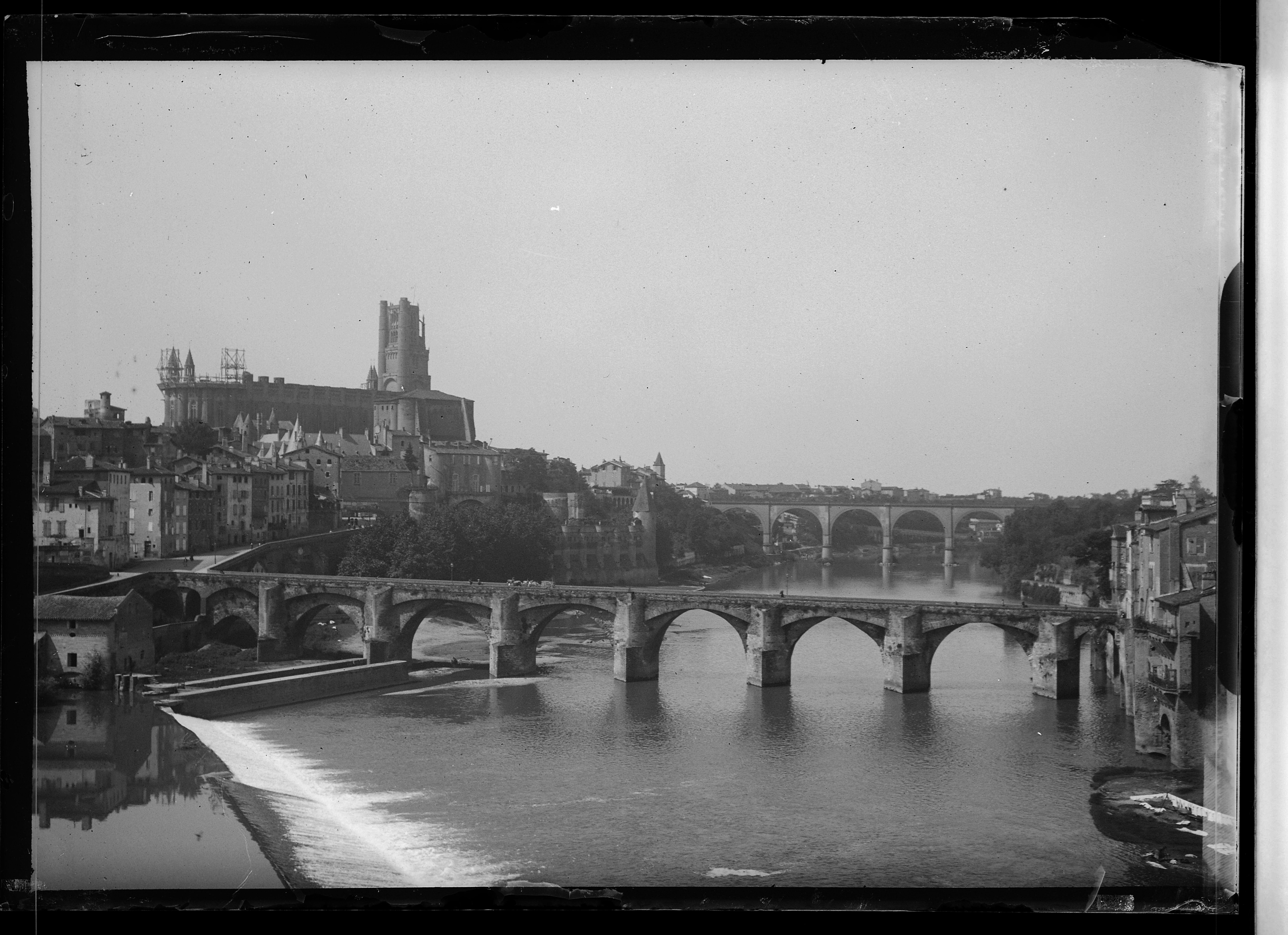
Cathédrale Sainte-Cecile, Eugène Trutat, 1899, conservée au Muséum de Toulouse
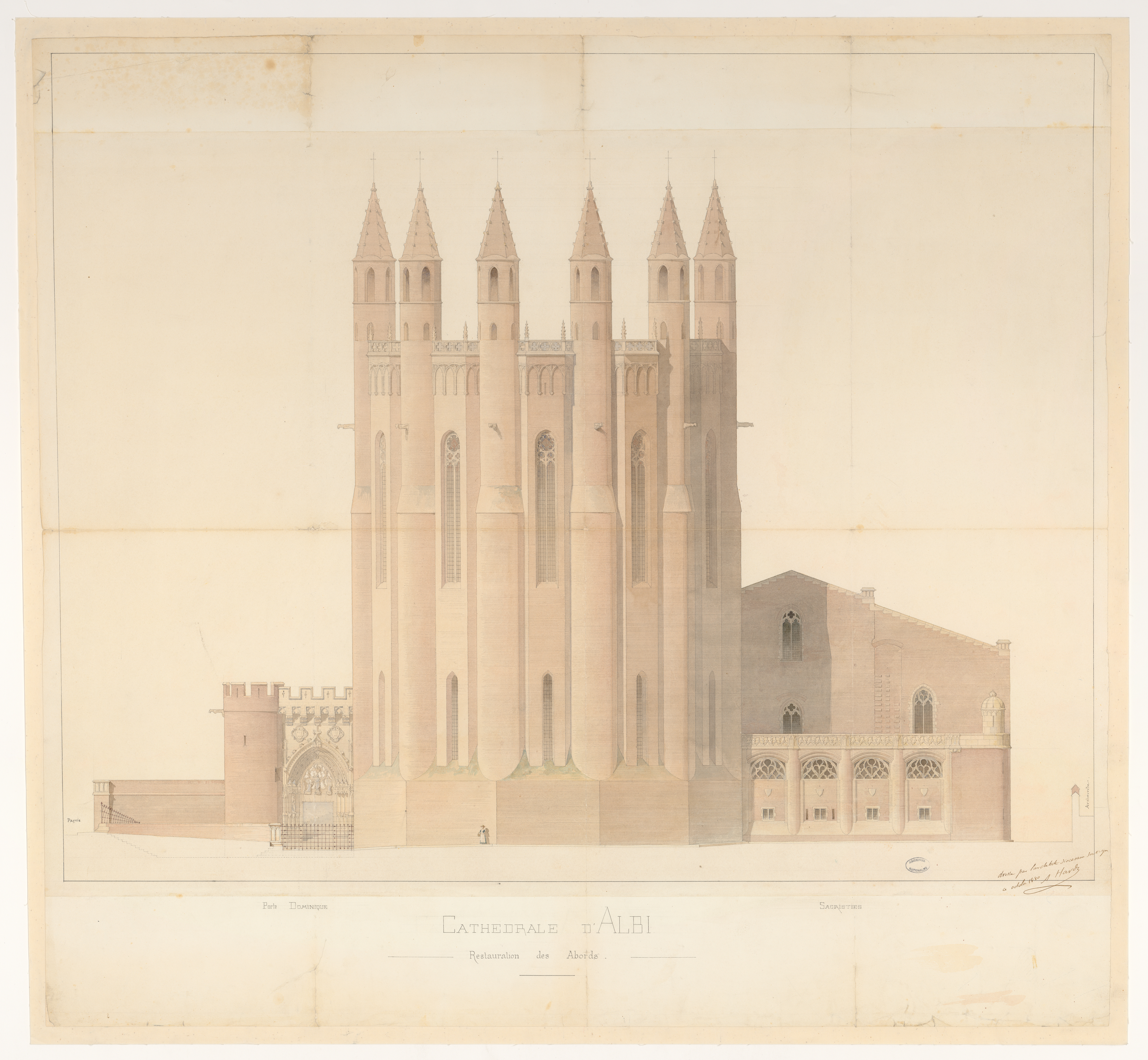
Restauration des abords : porte Dominique, sacristies, par A. L. Hardy (1880).

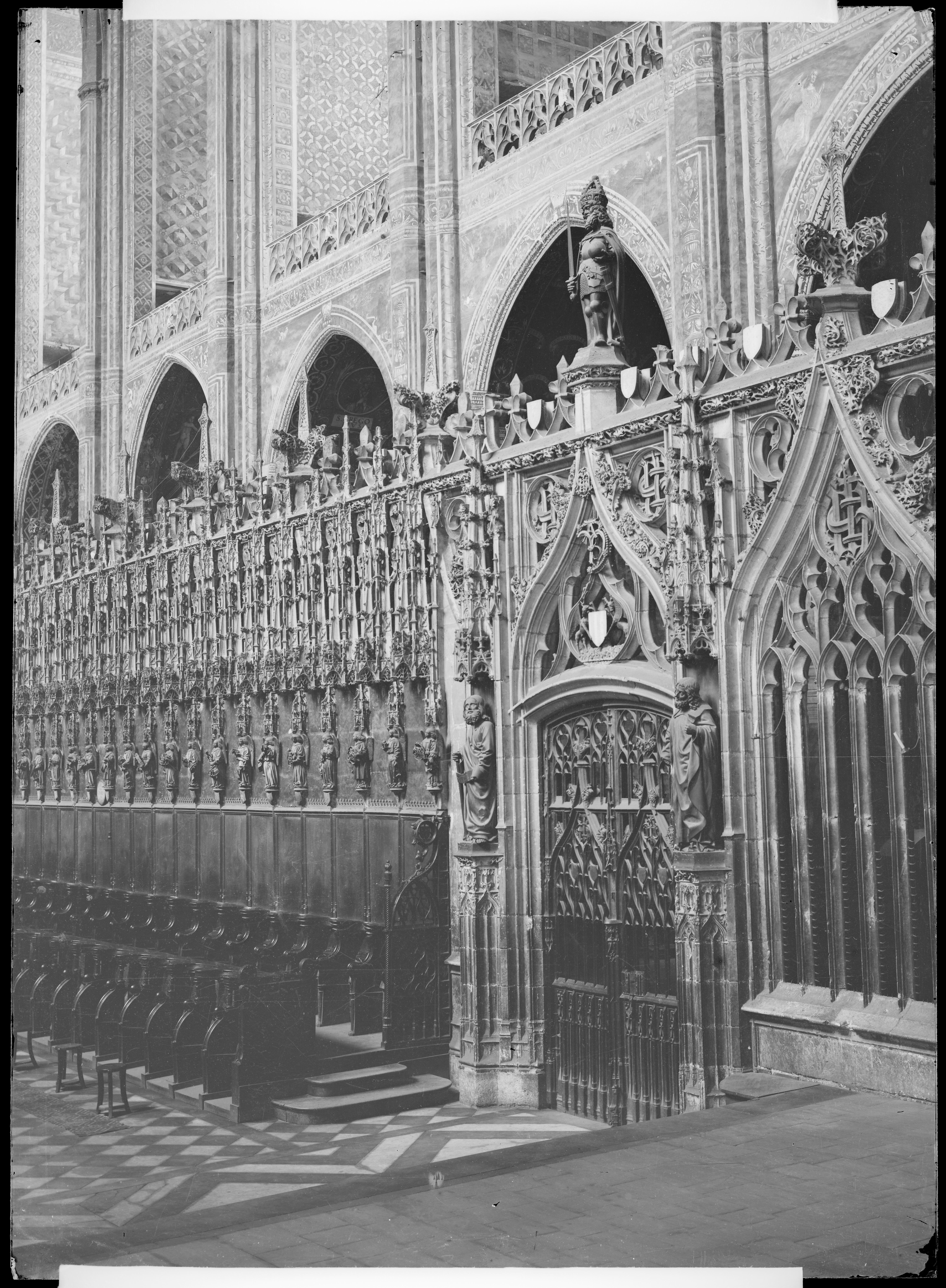
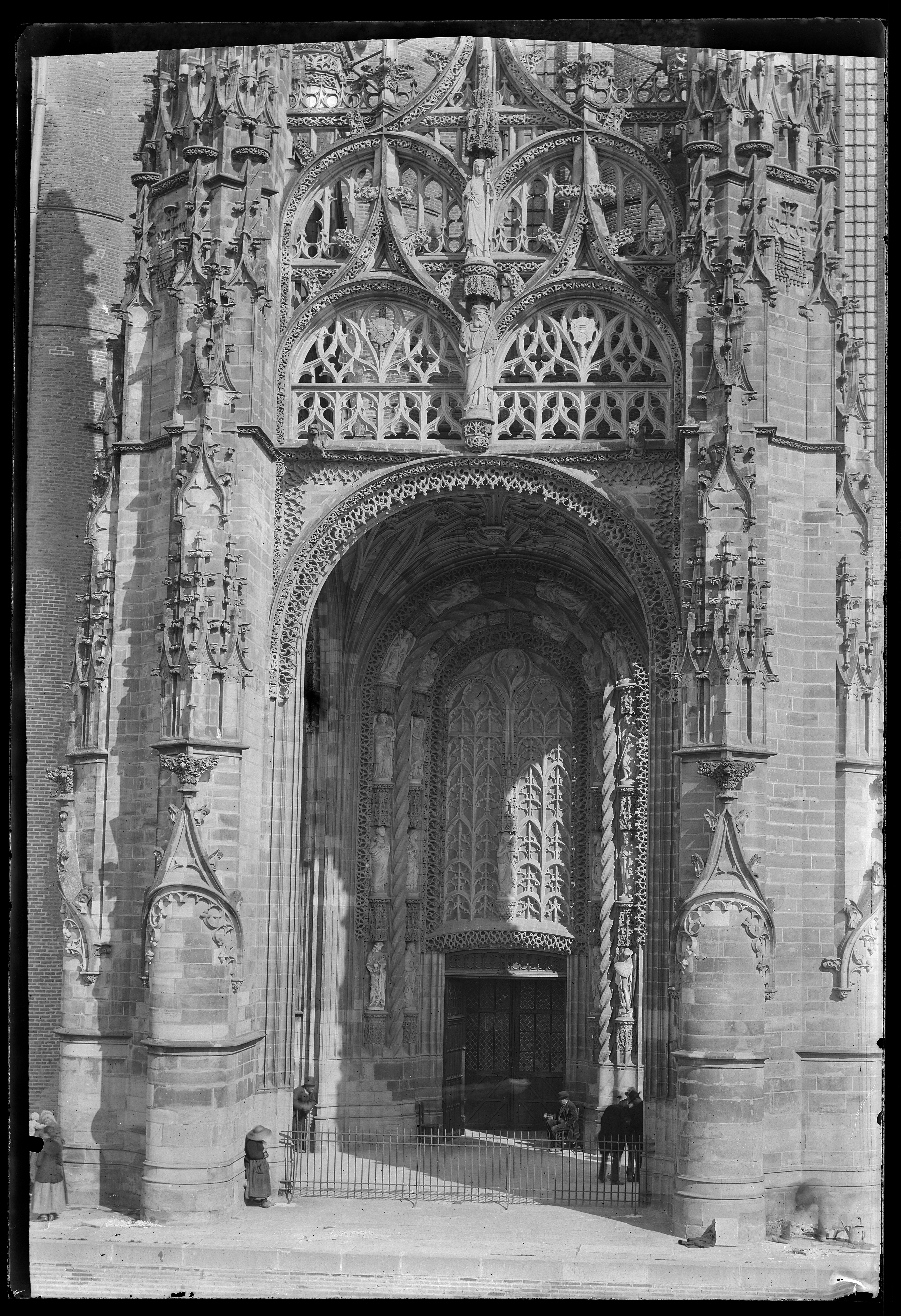
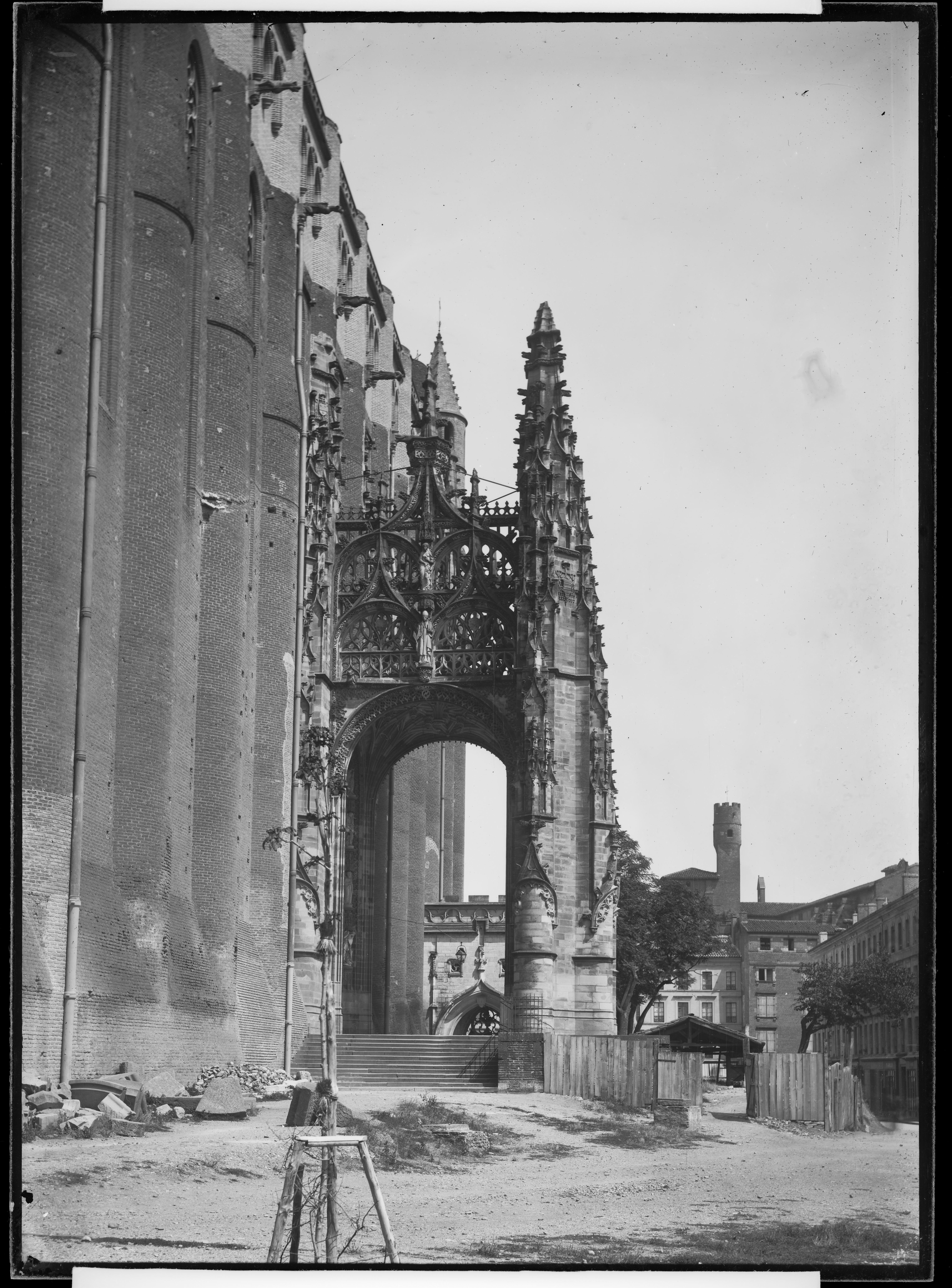
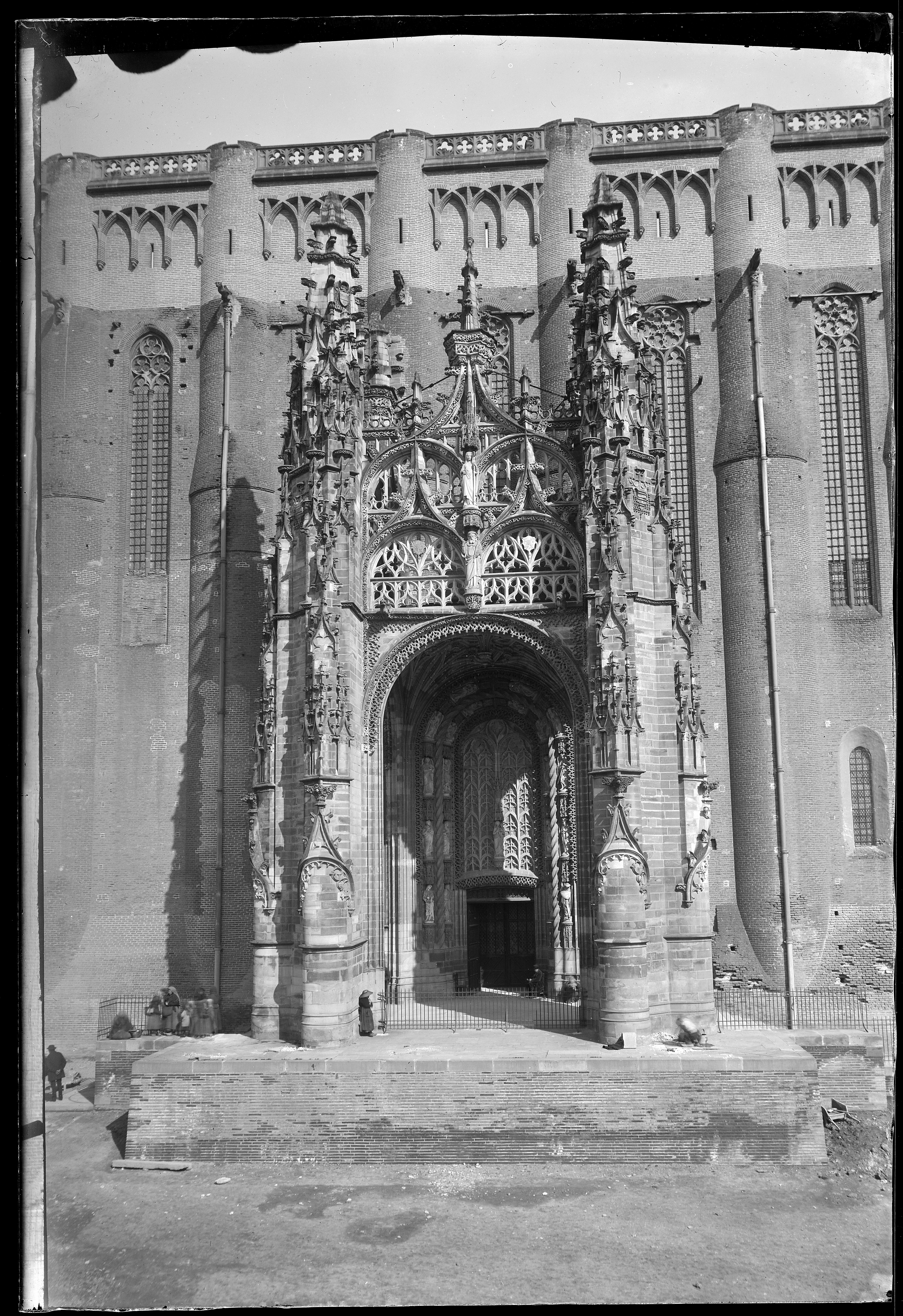
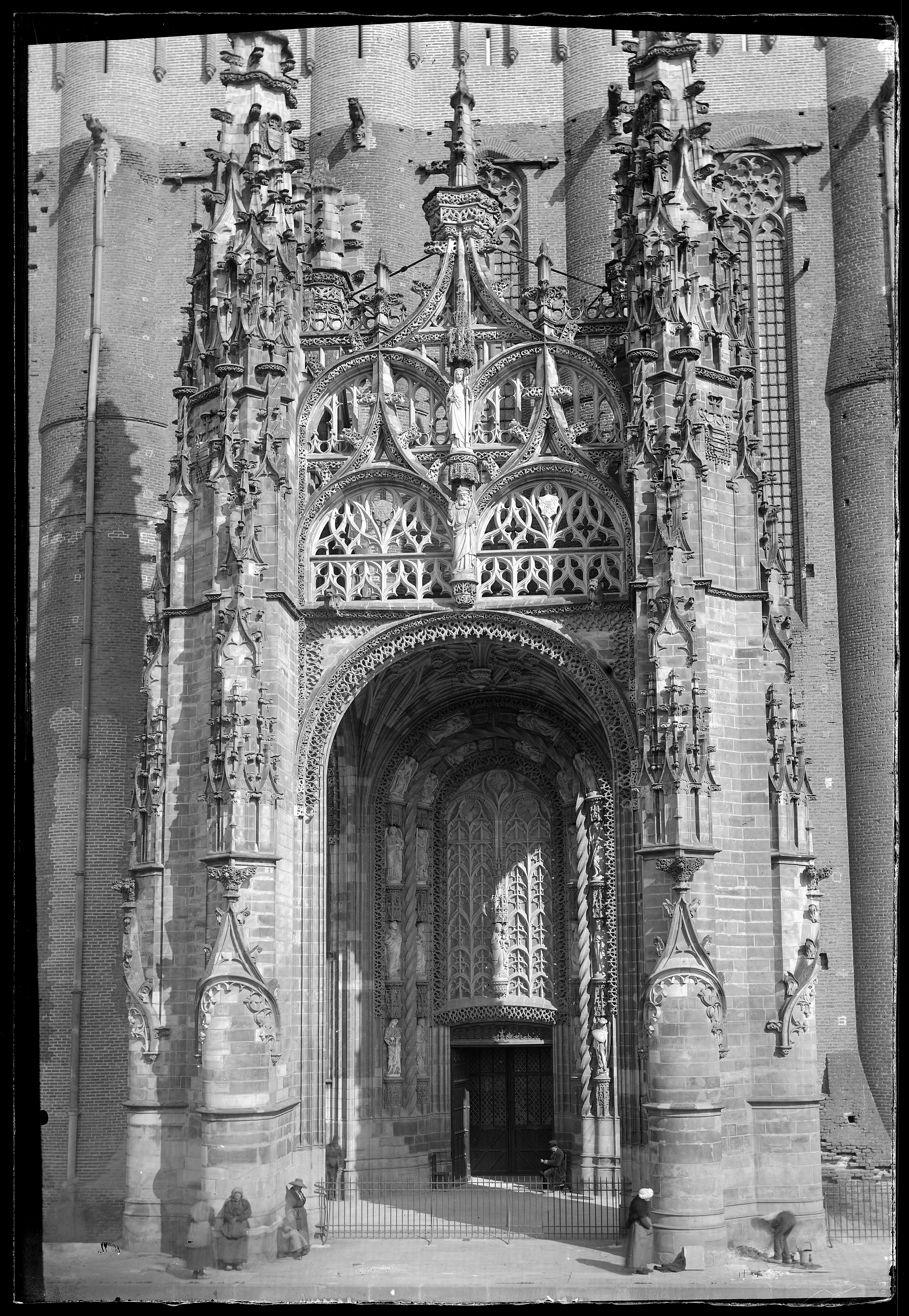

### Travaux auXXesiècle
En 1929, les ouvertures de l'abside sont reprises. Mal faites au XVe siècle, elles avaient été simplement découpées dans la masse de briques. La restauration consiste à munir les fenêtres d'un entourage bâti dans les règles de l'art.
Les autres restaurations du XXe siècle sont menées dans un esprit de préservation et d'entretien, à l'opposé du siècle précédent dont les travaux sont qualifiés de « reprises hasardeuses et réparations créatrices » par Jean-Louis Biget.
En 1988, un couple de faucons pèlerins y élit domicile, la présence de nombreux pigeons n'y étant pas étrangère. Dès 1989, il bénéficie d'un nid ajouté à son usage. Si la première couvaison échoue en 1994, depuis 2001, chaque année voit s'envoler de nouveaux jeunes. En 2008, des ornithologues peuvent installer des équipements vidéo pour étudier l'élevage de la progéniture.
D'importants travaux de rénovation et de réaménagement du parvis piétonnier ont été menés à la fin du XXe siècle. Ils constituent une partie du chantier du cœur historique d'Albi qui a abouti au classement au patrimoine mondial de l'UNESCO pour la cité épiscopale d'Albi en 2010.
Un programme de rénovation du chœur de Sainte-Cécile est lancé par la World monument fund en 2012 et s'étend jusqu'à fin 2013.

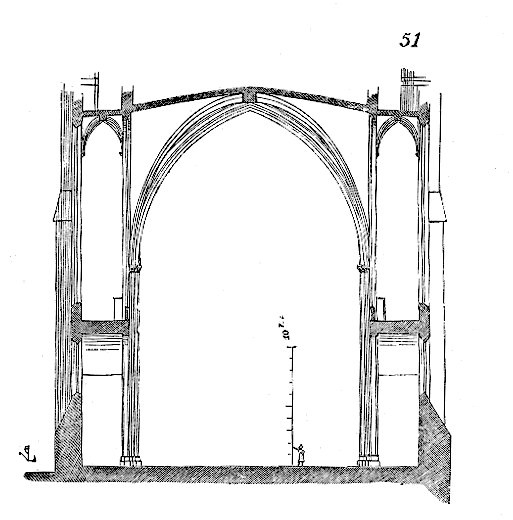
Vue en coupe de la nef. La finesse de la structure est surprenante en regard de l'aspect visuel massif.
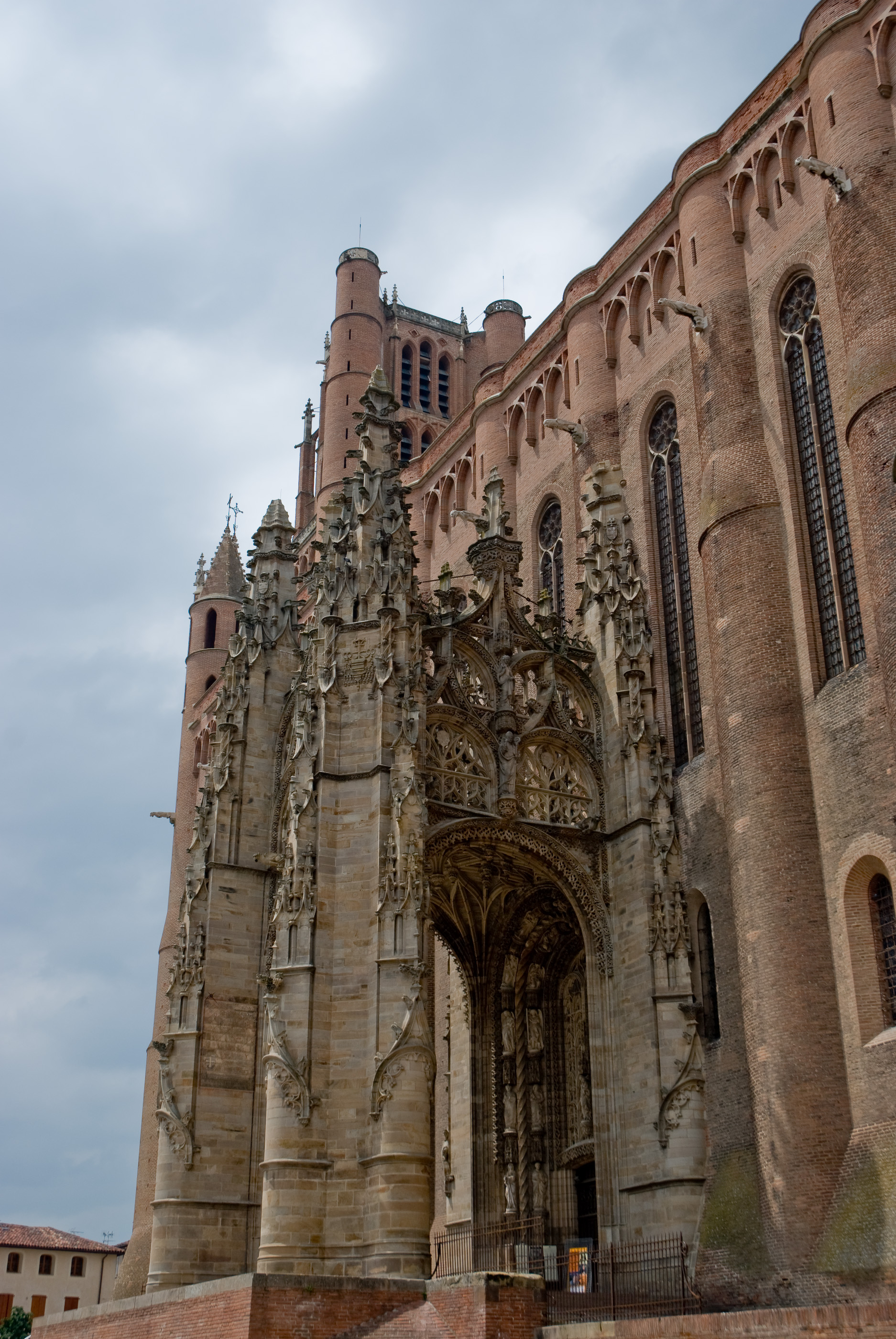
Baldaquin, ajout du XVIe siècle.
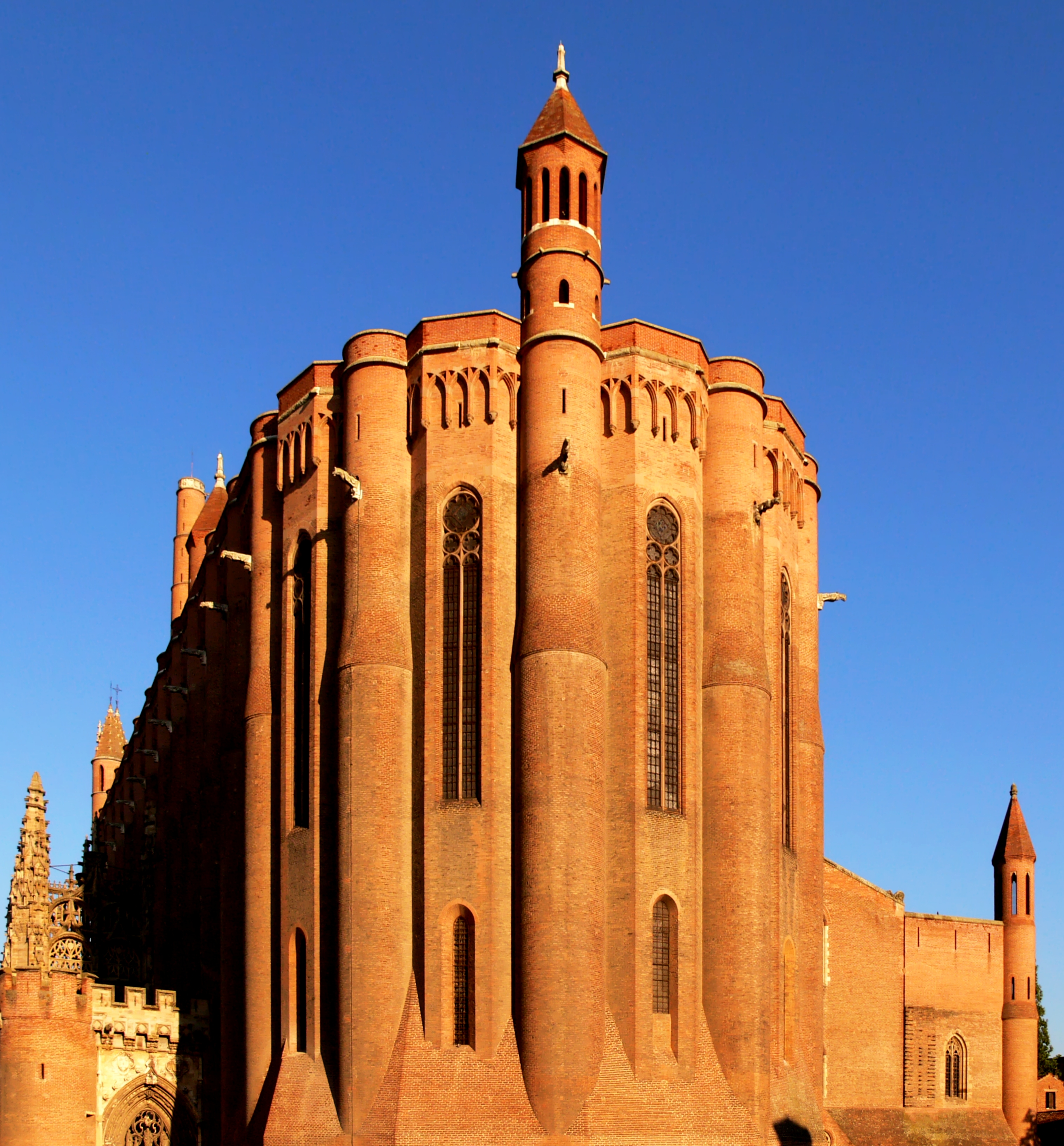
Machicoulis factices et clochetons du XIXe siècle.
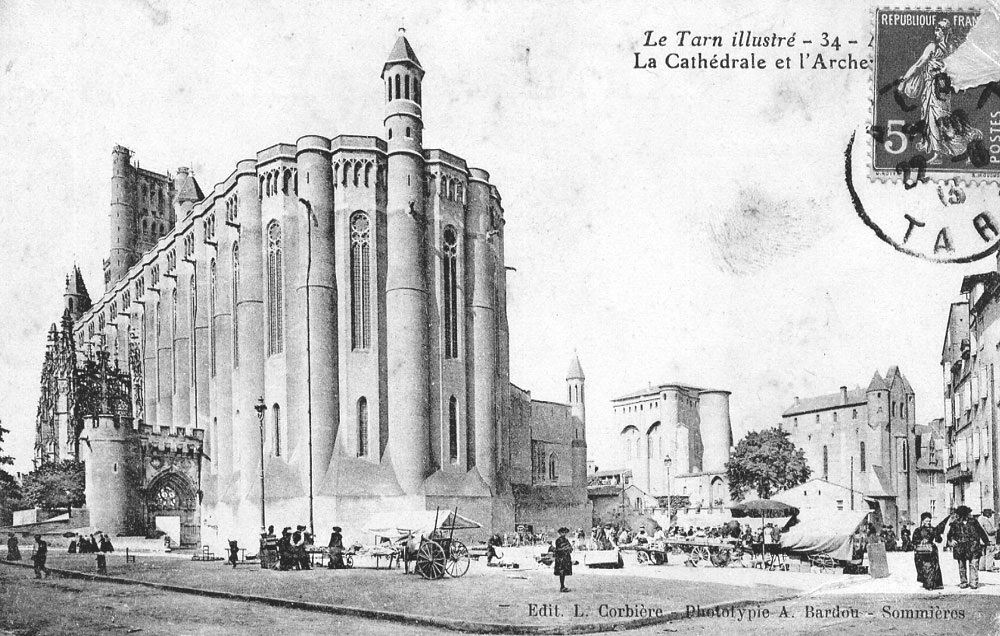
Parvis de la cathédrale en 1913.

## Extérieur

### Dimensions
- hauteur du clocher-donjon: 78 m
- longueur totale: 113,5 m
- longueur intérieure: 100 m
- largeur totale: 35 m
- largeur intérieure: 30 m
- hauteur des murs: 40 m
- hauteur des voûtes: 30 m
- épaisseur des murs à la base: 2,5 m

### Description

#### Murs
La cathédrale d'Albi est fermée comme un navire de haut bord, presque totalement en brique foraine. Ses murs sont régulièrement renforcés de contreforts semi cylindriques. Le bas des murs est taluté, englobant les contreforts.
C’est d’ailleurs la plus grande cathédrale en briques du monde, on estime qu’il a fallu environ 25 millions de briques pour l’édifier. C’est aussi la plus grande cathédrale peinte d’Europe.

#### Clocher
Le clocher occupe le côté occidental, remplaçant le portail monumental à vocation pédagogique que l'on trouve dans les cathédrales gothiques du nord de la France. Initialement construit à hauteur de la toiture, il a été rehaussé à la fin du XVe siècle. La différence de style est visible au niveau des deux derniers étages qui adoptent une forme polygonale plus conforme à la mode en vigueur à cette époque.
Il abrite les cinq cloches. Elles portent des noms familiers. « Notre-Dame-du-Mont-Carmel » (380 kg), la plus ancienne, a été fondue en 1773. « Tiburce » (780 kg) date du XIXe siècle. « Émilie-Carissime » (1 150 kg) a été fondue grâce à une souscription dans les années 2010. Enfin, « Cécile » (1 250 kg a été fondue en 1929, et le bourdon « Valérien » (3 020 kg) date du XIXe siècle.
« Tiburce » et « Notre-Dame-du-Mont-Carmel » ont été restaurées au début des années 2010 : chauffées à huit cents degrés, elles ont reçu une recharge de métal pour compenser leur usure naturelle. Les trois cloches ont été hissées en 2010 pour rejoindre les deux autres.

Clocher de la cathédrale
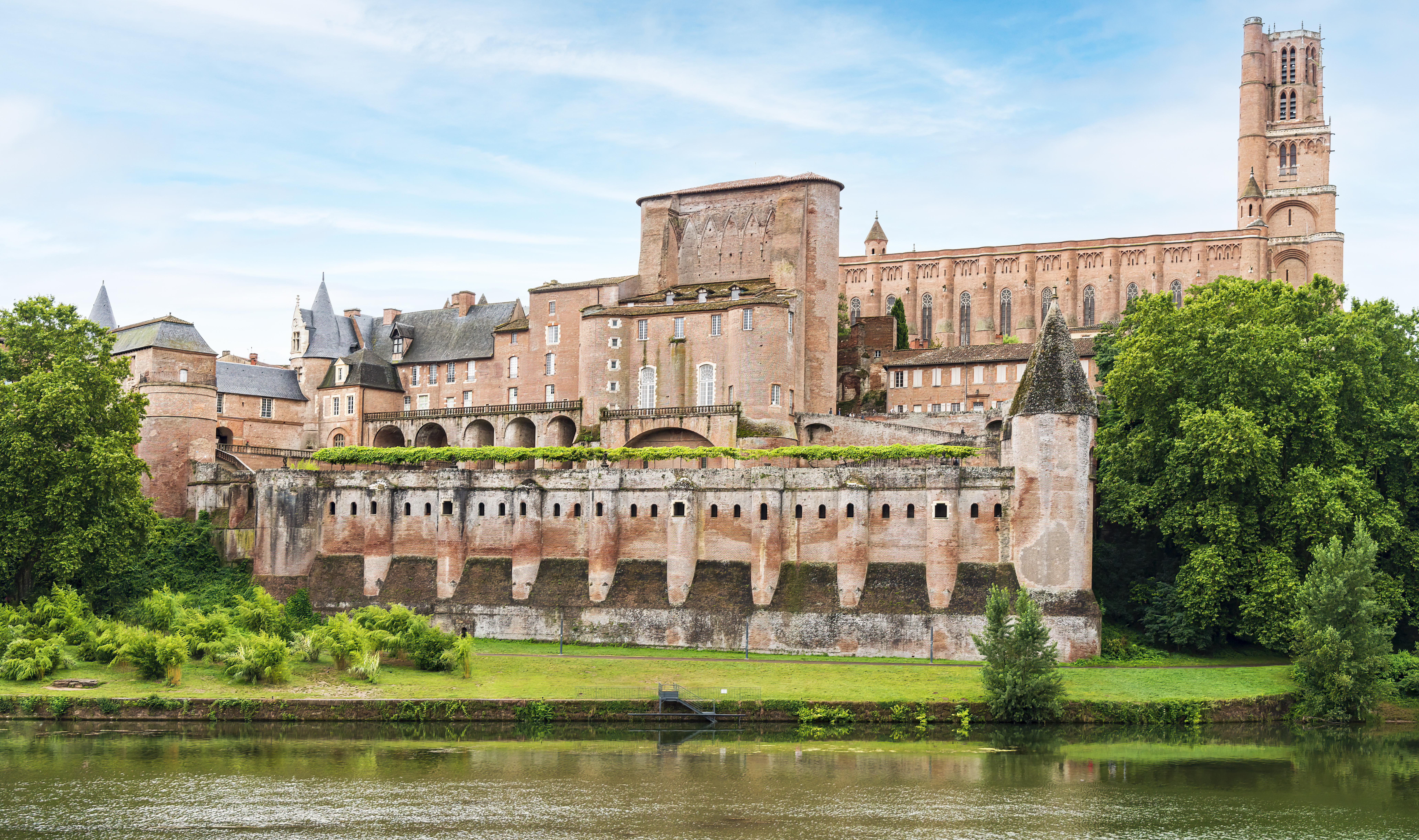
Ressemblance de conception entre les remparts du palais de la Berbie et les murs de la cathédrale.
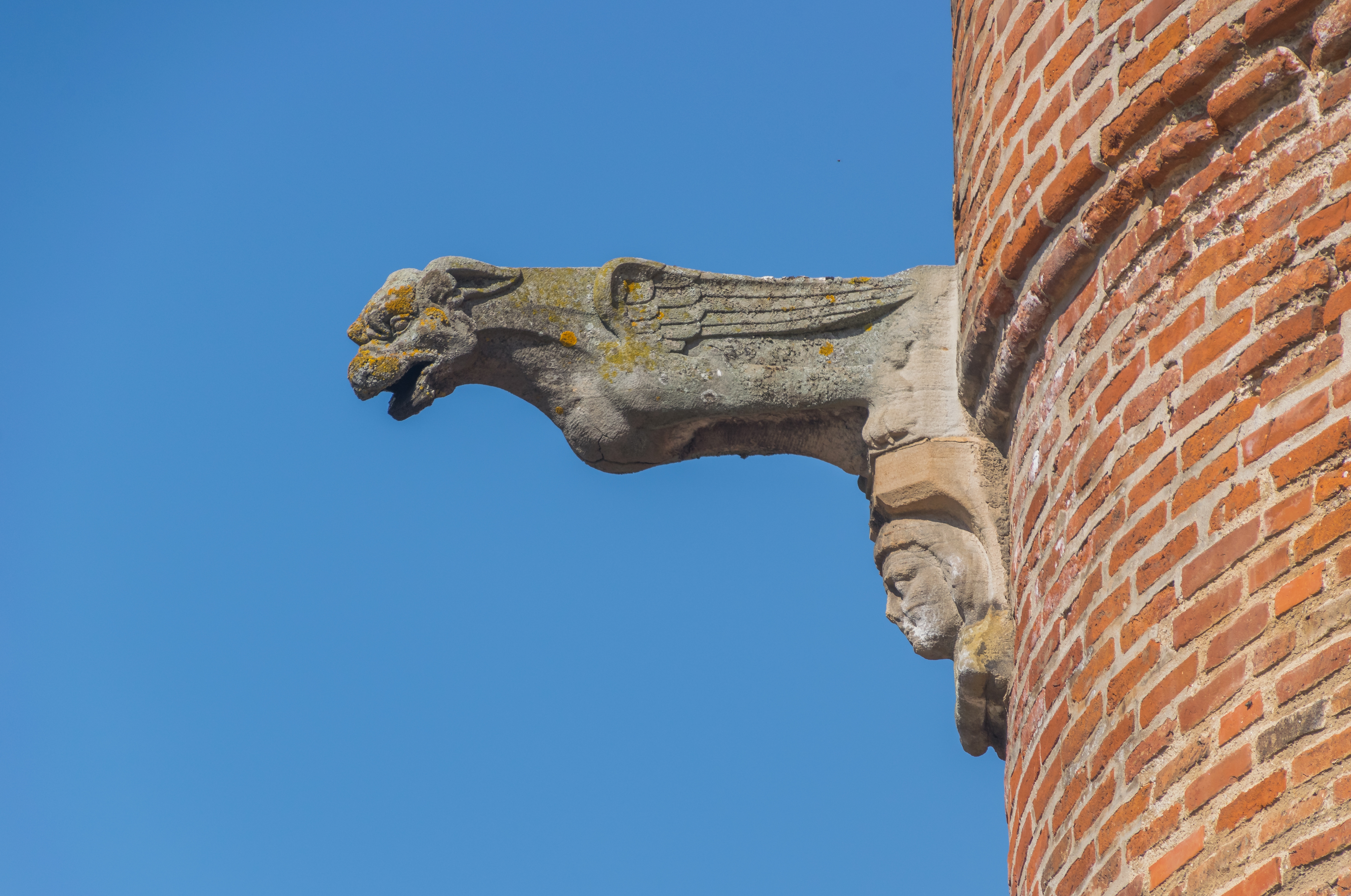
Une sculpture au-dessus du porche de la cathédrale.

## Intérieur

### Les fresques et peintures murales
Sainte-Cécile possède le plus grand ensemble français de fresques de la Renaissance. Avec environ 18 500 m2, elle est aussi la seule cathédrale d'Europe aux murs et voûtes entièrement peints.

#### Mise en œuvre
Un tel chantier ne pouvait s'envisager sans un financement adapté. Si les comptes sont perdus, une analyse technique met en évidence le caractère exceptionnel des moyens déployés. Outre une surface considérable, la hauteur posait un défi : les artistes ont dû travailler juchés sur des échafaudages atteignant 30 mètres.
Les maîtres devaient tracer des scènes visibles depuis le sol ; la précision était donc requise pour les visages ou les draperies. D'autres peintres ont dessiné, de manière répétitive, les frises et les bordures. Enfin, des aides moins expérimentés, employés à broyer les couleurs et à monter les matériaux, ont étalé les aplats sur de larges espaces, tel le ciel.
La fresque se réalise sur un enduit frais (« fresco » signifie « frais » en italien). Le chantier doit s'organiser avec précision : aussitôt gâché, le mortier est monté sur les échafaudages puis appliqué aux murs, avant que les peintres entament leur travail.
À l'évidence, les pigments furent coûteux. Couleur bleue issue d'un composé de carbonate de cuivre, l'azurite provient de Chessy dans le Lyonnais, à quelque 300 km. La malachite, un pigment vert, est plus rare encore. On a aussi employé des feuilles d'or.

### Jugement dernier

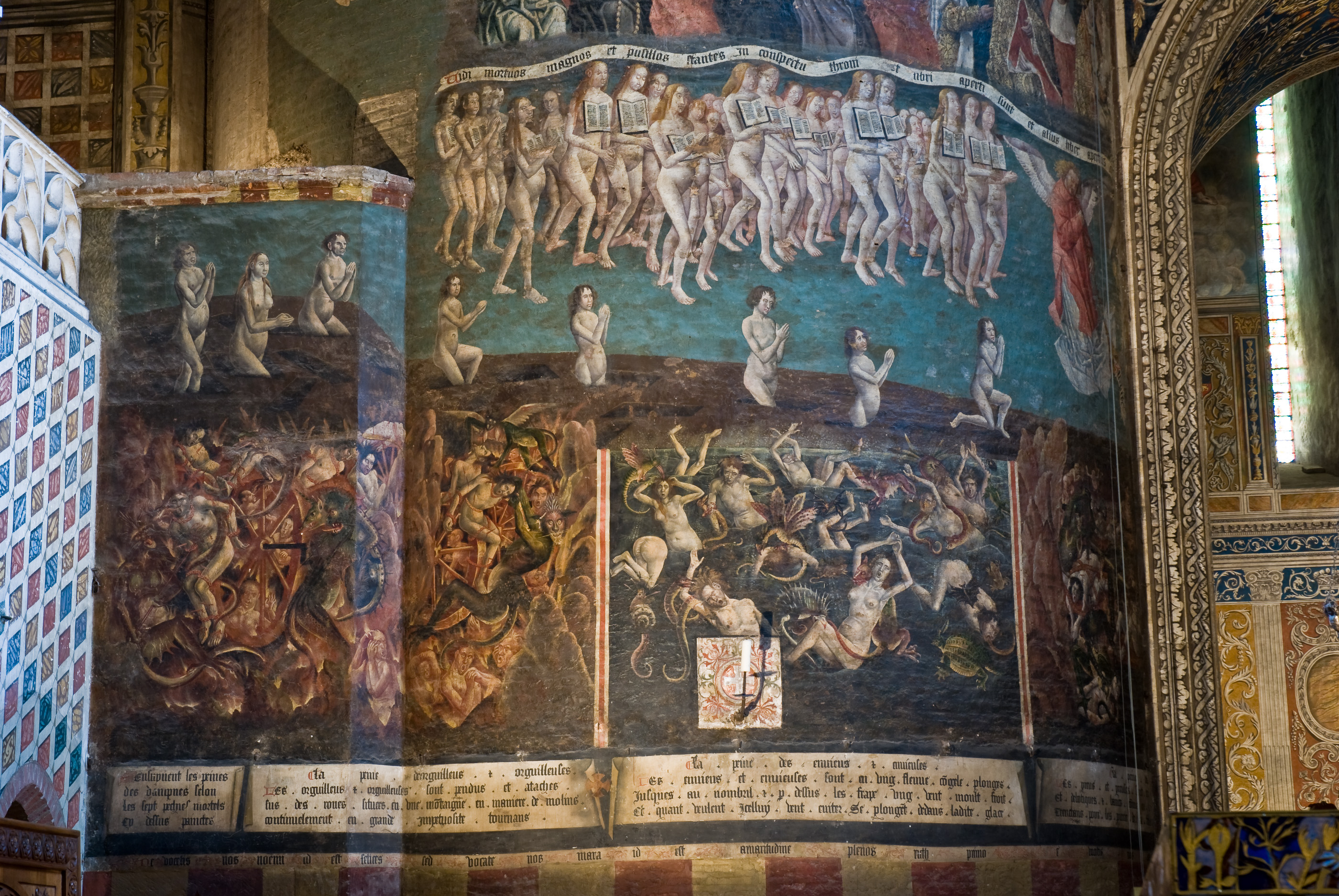
Détail du pilier gauche.

La peinture située sous le grand orgue représente le Jugement dernier. L'ensemble est remarquable par sa surface, sa qualité et sa disposition en miroir où, à la Création du monde, répond le Jugement dernier. Exécutée entre 1474 et 1484, cette gigantesque composition à la détrempe recouvrait à l'origine 270 m2. On y distingue trois registres : le ciel, la terre et l'enfer, où gesticulent des impies incarnant les sept péchés capitaux. L'œuvre fut mutilée au XVIIIe siècle : au centre de la paroi, on ouvrit l'accès à une chapelle située sous le clocher. L'endroit servit de chœur jusqu'en 1885. Cette disposition permit de sauvegarder le jubé, quand beaucoup furent détruits pour mieux associer les fidèles à la célébration eucharistique.

### Les voûtes
Exécutées de 1509 à 1512, les fresques de la voûte offrent une riche polychromie. Leurs dimensions exceptionnelles (97 m de long sur 28 m de large) en font l'ensemble peint de la Renaissance italienne le plus vaste et le plus ancien de France. Un bleu profond - le « bleu de France » aussi appelé « bleu de roi » - surplombe le chœur.

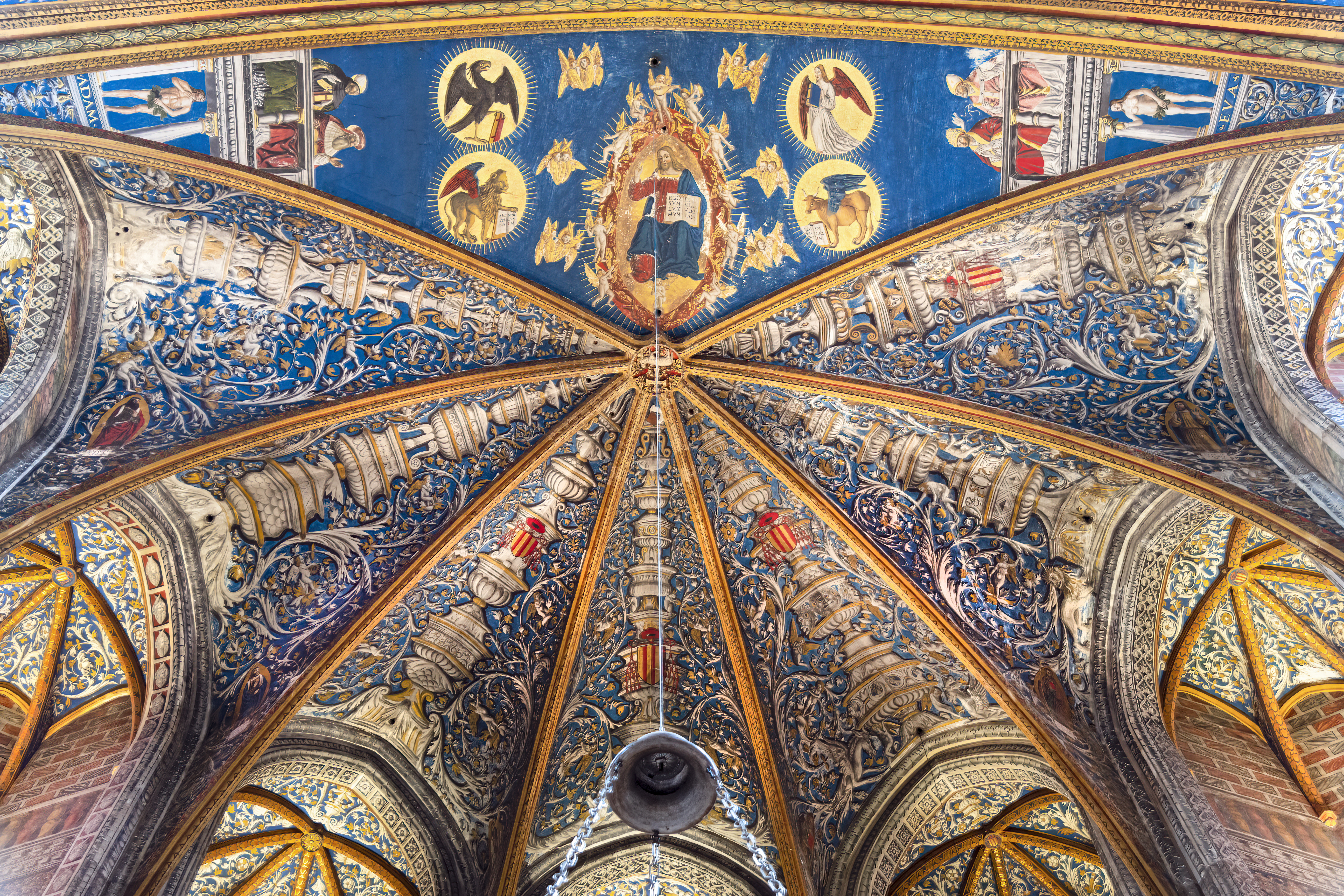
Plafond du chœur.

### Peintures décoratives
Dans le triforium sud, des peintures en trompe-l’œil imitent de multiples losanges veinés de marbre. On y devine un étonnant ensemble d'anamorphoses érotiques, invisible depuis la nef.

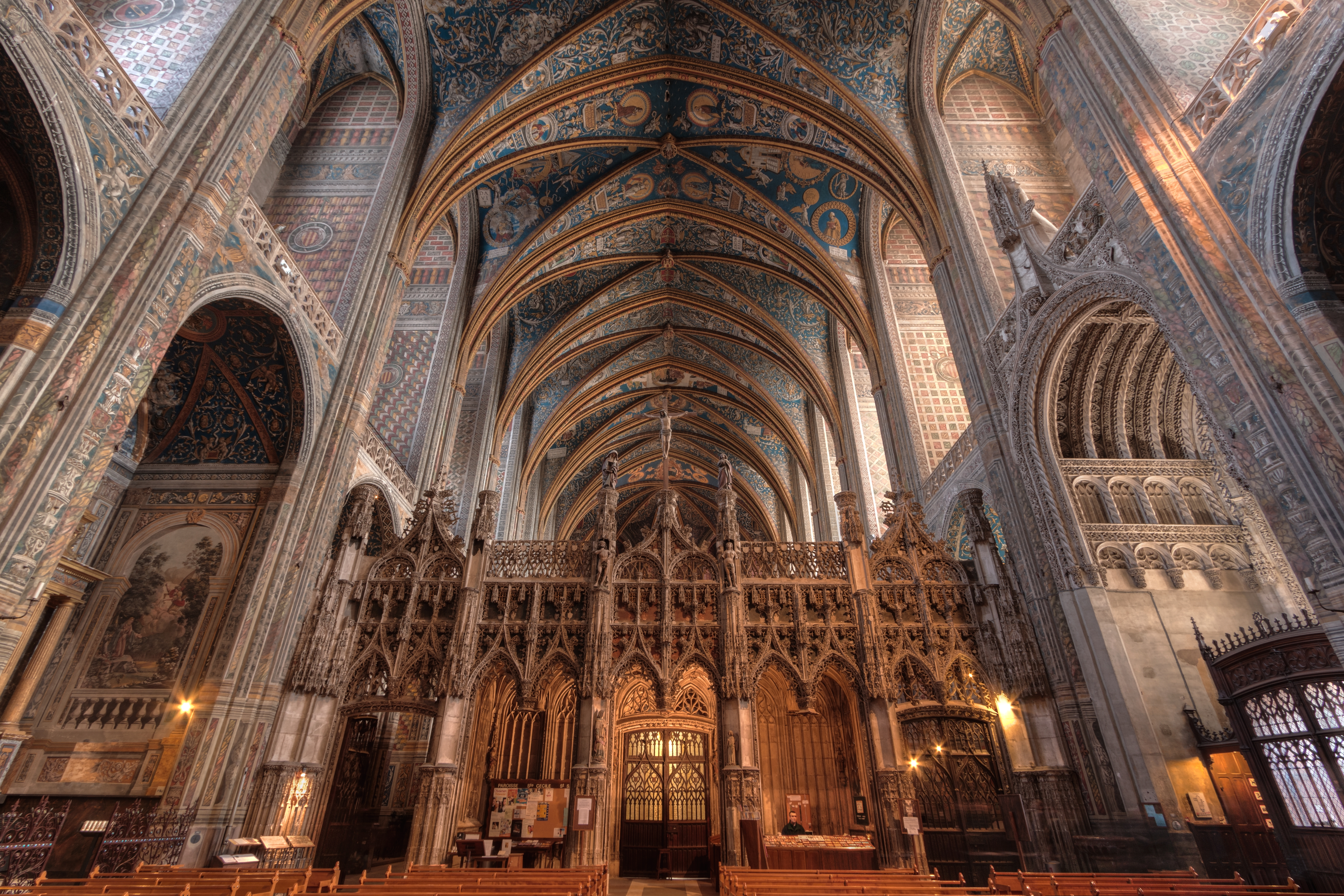
La nef.
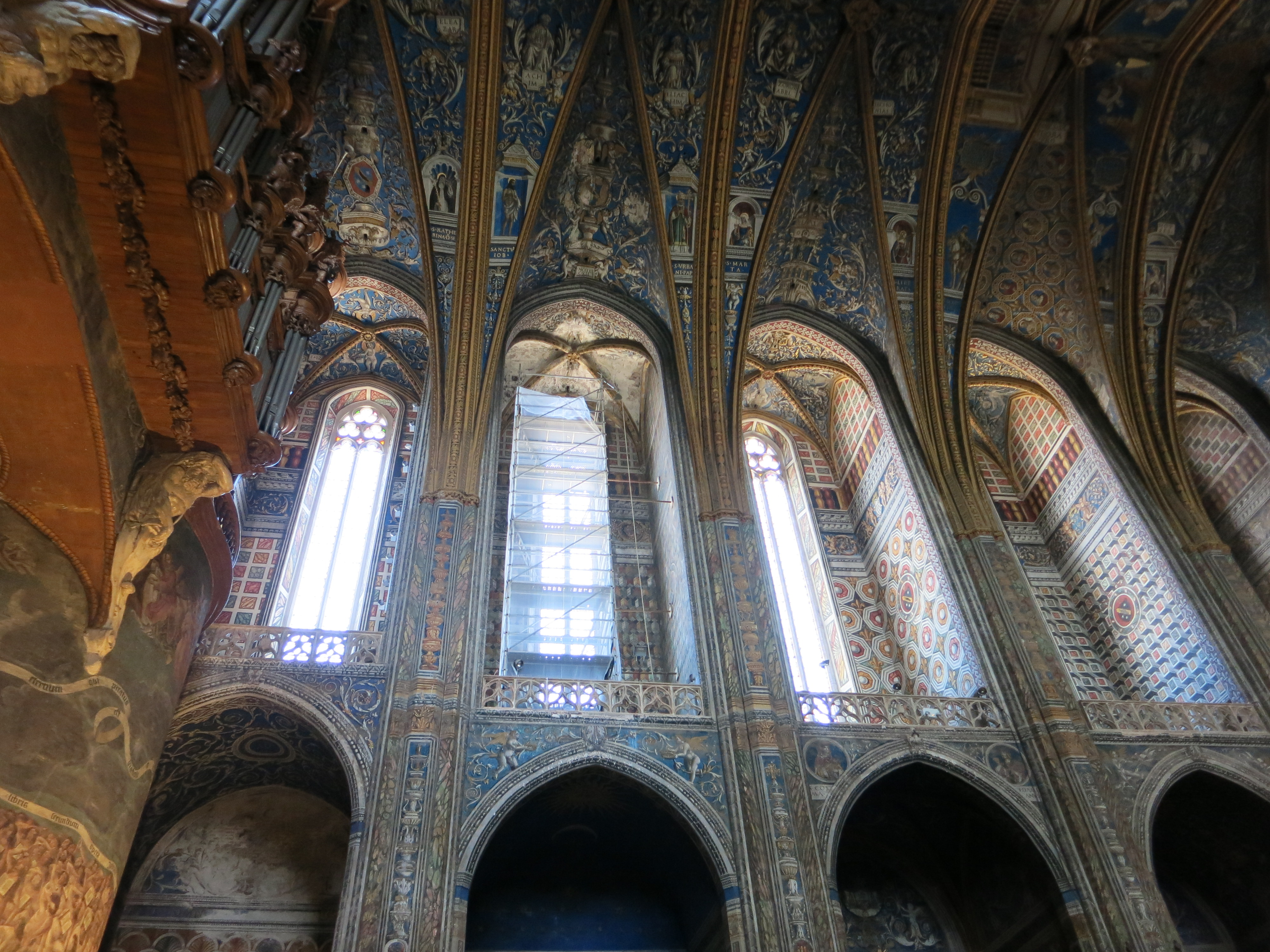
Les voûtes.
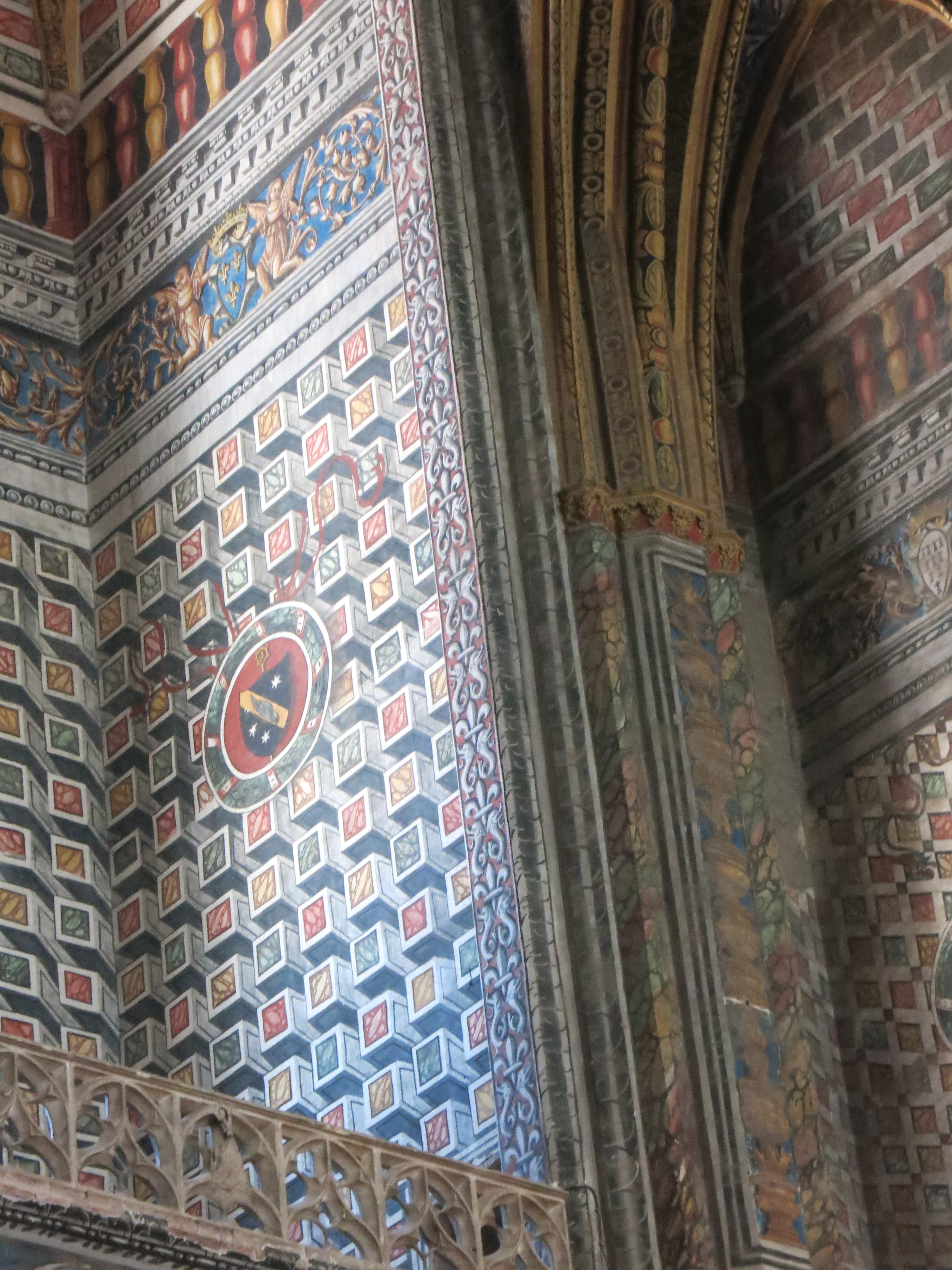
Les murs en trompe-l’œil.
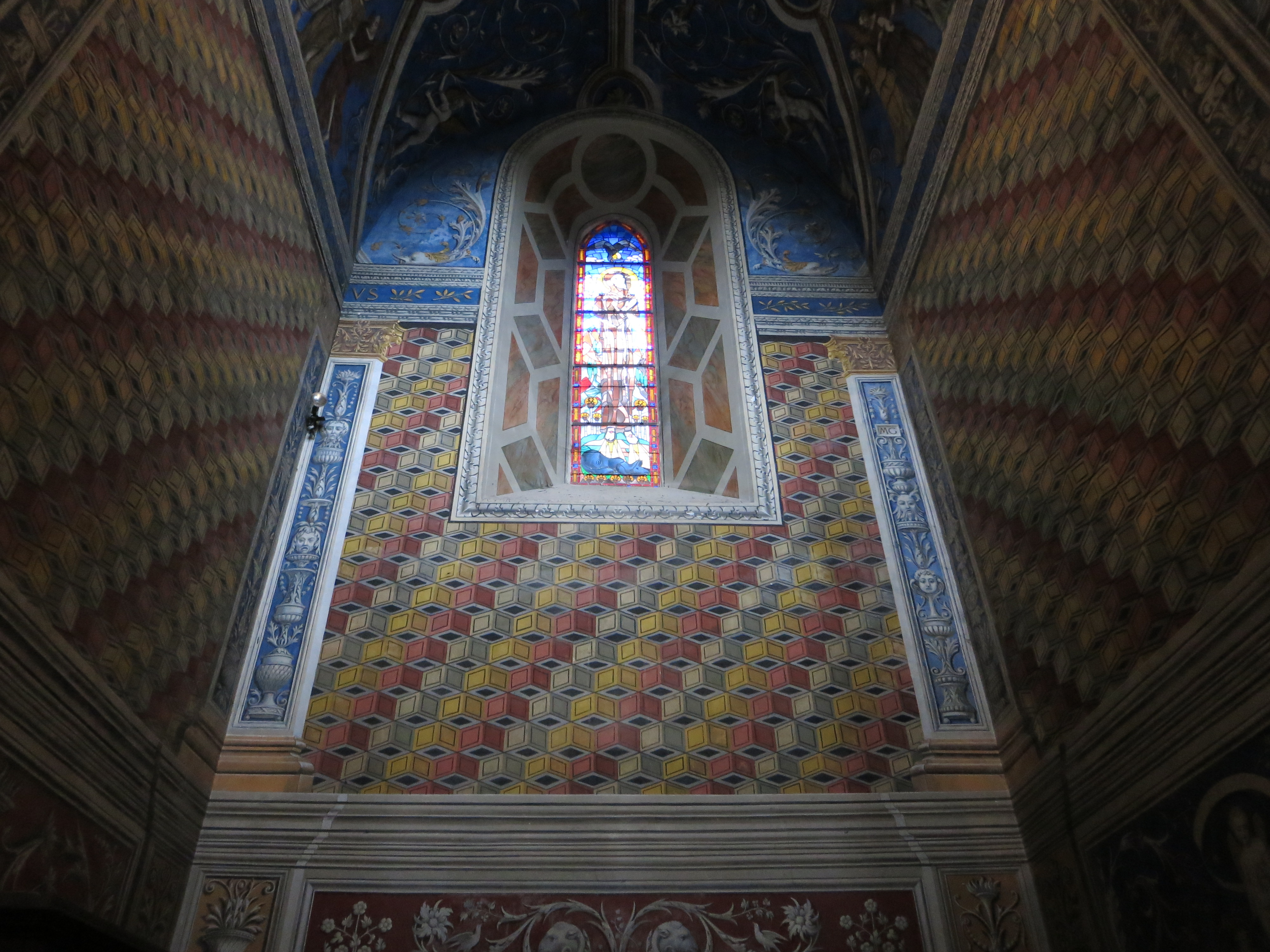
Les murs en trompe-l’œil.

### Le jubé et le chœur

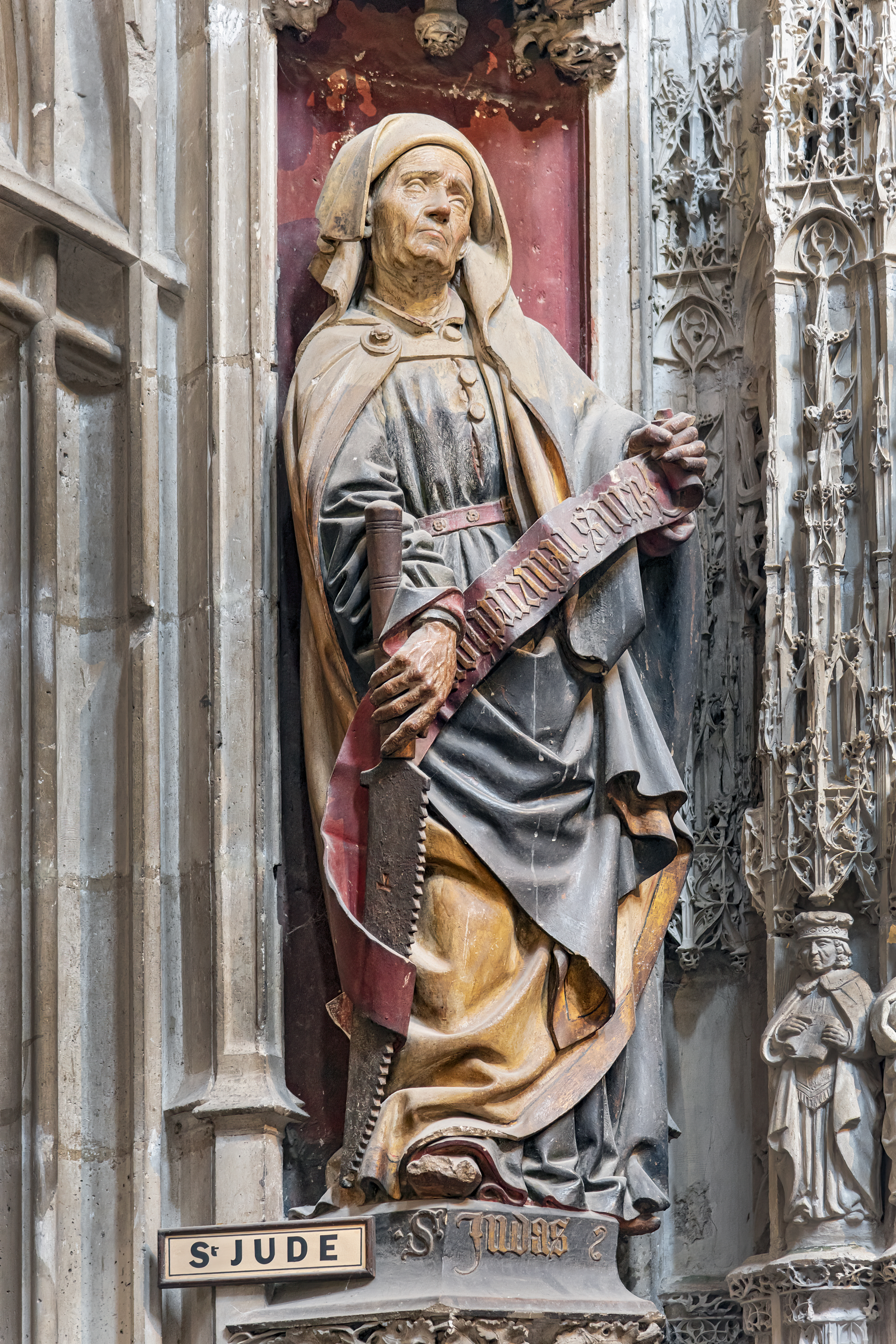
Statue de St Jude.

Le jubé est une clôture de pierre qui isole le chapitre de chanoines du reste des fidèles lors des offices. Celui d'Albi, de style gothique flamboyant présente une façade de 18 m de longueur, de 8,20 m de haut, et de 7,15 m de profondeur (sous tribune). La tribune de la façade externe comporte trois registres. Le registre inférieur est décoré à chaque travée de deux arcs jumelés en accolade dont la pointe en fleuron affleure dans le registre médian. Les retombées pendantes des trois arcades à polylobes redentés, ouvertes sur le porche logé sous la tribune, se terminent par des sculptures en forme de gros cabochons. Le registre supérieur comporte des arcs jumelés en plein cintre et, dans les travées intermédiaires, une balustrade ajourée ornée de blasons. Le battant de chaque porte comporte au registre inférieur une grande arcade à claire-voie et en accolade, surmontée d'un tympan à soufflets et mouchettes, et au registre supérieur une suite de petites arcades, groupées deux à deux.
Sa présence dans le remarquable état de conservation où il se trouve est d'autant plus précieuse que la plupart des jubés ont été détruits ; il n'en reste qu'une dizaine en France.
Dans les niches des 35 piliers qui divisent la clôture de chœur haute de 6,54 m, sont placées de courtes statues en pierre polychromée des Prophètes de l'Ancien Testament à l'extérieur, et à l'intérieur 15 statues figurant l'Église (12 apôtres, la Vierge Marie, saint Jean-Baptiste et saint Paul, et 72 statues d'anges groupées autour de sainte Cécile, puis enfin Charlemagne et Constantin dominant les portes). Le jubé clôt cet ensemble avec des arches gothiques ajourées. Le pourtour de cette clôture est orné sur deux rangées de 120 stalles surmontées de dais délicatement sculptés, et ses 72 statues d'anges aux figures symboliques
Le portail ouest est la seule partie voûtée avec la stalle de l'évêque surmontée d'un baldaquin ouvragé. La fine découpe des pierres du jubé et le foisonnement de sculptures l'ont fait appeler « dentelle de pierre ».

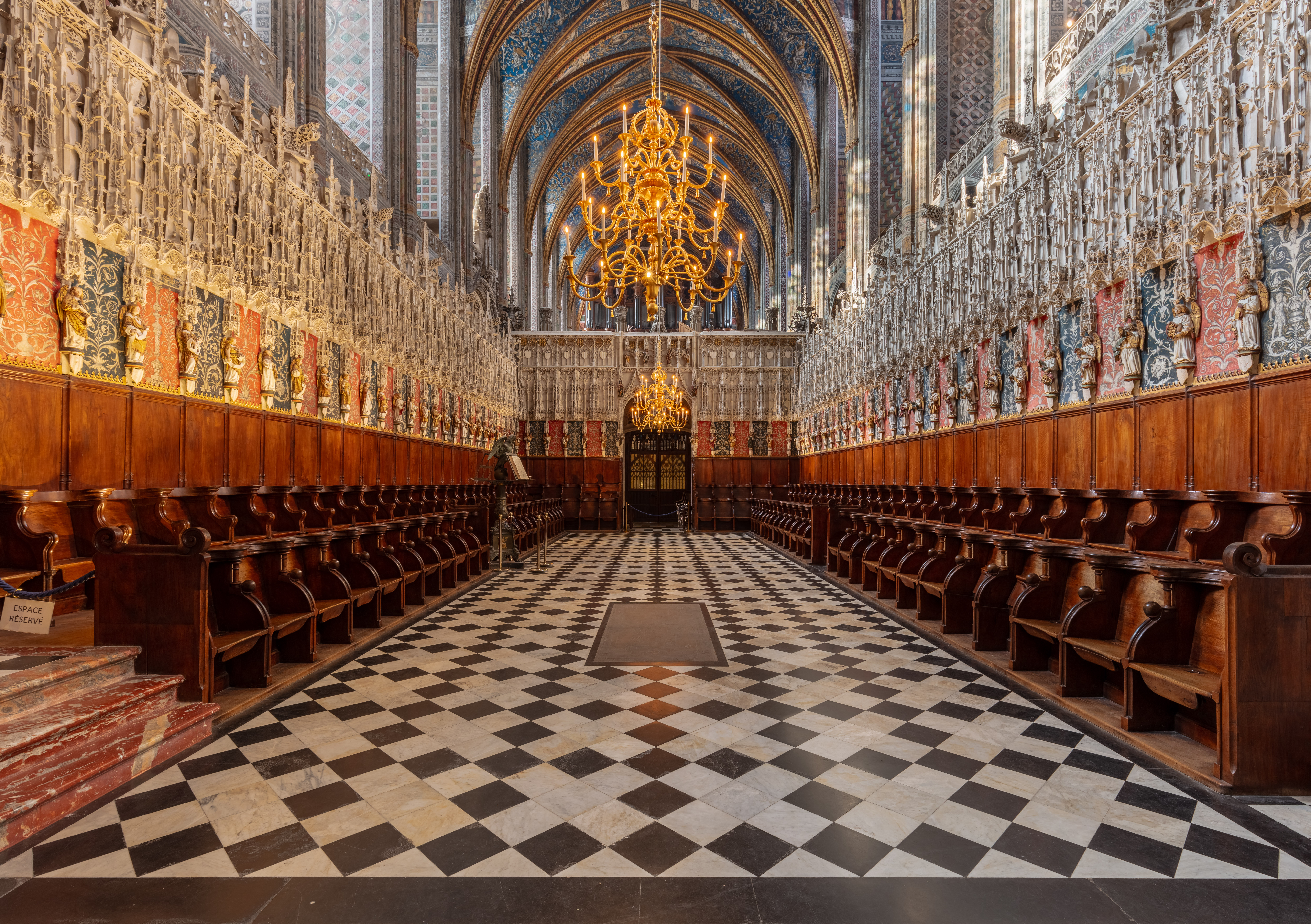
Le grand chœur de style gothique flamboyant (1545 - 1585) et la façade interne du jubé.
La façade externe du jubé présente cinq travées, encadrées par des piliers creusés de niche à dais et qui se terminent à leur sommet en consoles[17].
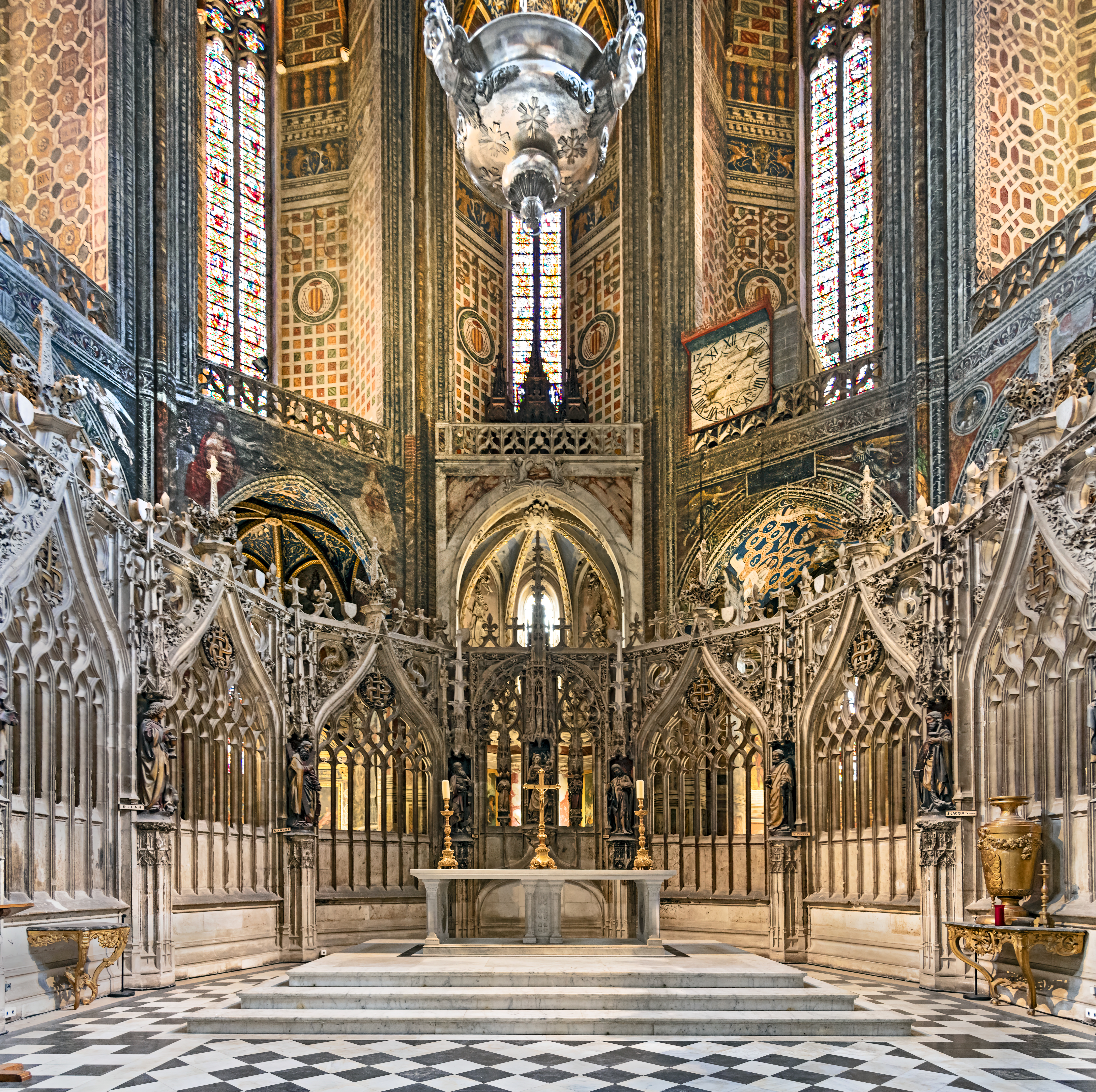
Le chœur.
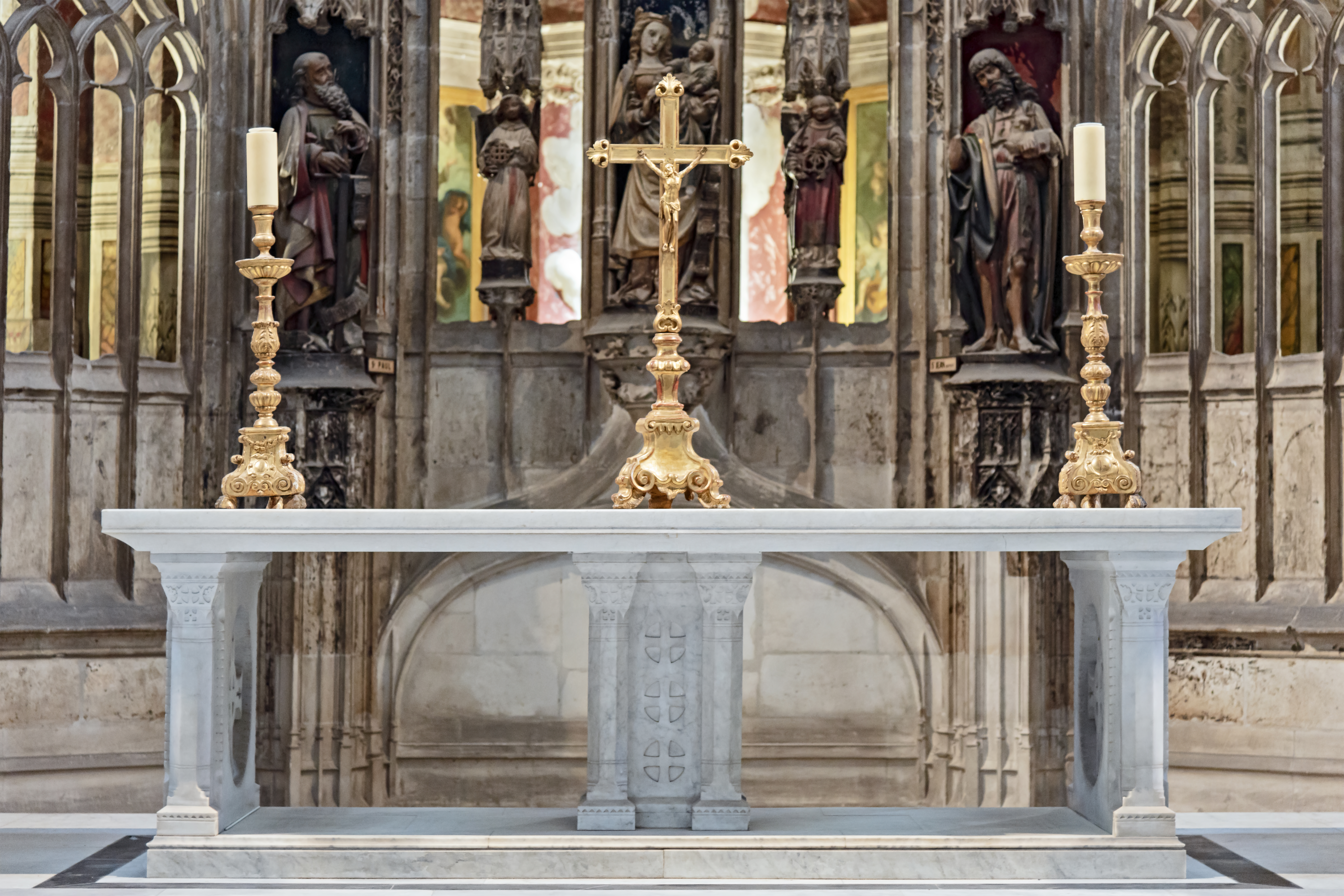
Le maître-autel.

### Graffitis
Thierry Cabayé, responsable de la sécurité de la cathédrale, a été attiré par les graffitis gravés sur les murs. Il en a répertorié plus de 5 000. Le plus ancien date de 1515. Hébrard, un enfant de chœur, laisse une trace en 1728, puis d'autres jusqu'en 1780. Un graffiti de la période 1830-1848 mentionne également À bas Louis-Philippe 1er.

### Le grand orgue

#### L’orgue gothique duXVIesiècle
Un orgue a été construit vers le XVIe siècle sous les ordres de Louis Ier d'Amboise, mais - en mauvais état au XVIIIe siècle - il dut être remplacé.

#### Reconstruction par Christophe Moucherel
L'ancien orgue, trop abîmé, ne peut être réparé. Il est remplacé par un magnifique instrument, œuvre du facteur d’orgues Christophe Moucherel, venu de Toul en Lorraine ; durant son séjour à Albi, il réalise aussi un orgue pour la collégiale Saint-Salvi. C’est avec lui que l’archevêque d’Albi, Mgr Armand Pierre de La Croix de Castries passe commande en 1734 d’un grand orgue neuf. Après seulement deux ans de travaux, le grand orgue est achevé. Il comporte alors trois claviers, un pédalier et 61 registres. Il devient très célèbre (notamment en raison des dimensions exceptionnelles de son buffet : 16,20 m de large pour 15,20 m de hauteur).

#### Les aménagements ultérieurs
En 1747, les facteurs d’orgues toulousains François et Jean-François Lépine (père et fils) interviennent sur le grand orgue. Ils y ajoutent quatre registres. Durant l’année 1778-1779, le Provençal Joseph Isnard réalise un important travail sur l’instrument en y ajoutant huit registres et surtout un clavier supplémentaire (essentiellement composé de jeux éclatants).
En 1824, le facteur d’orgues toulousain Antoine Peyroulous, qui entretient l’instrument depuis 1810, effectue une restauration, avec divers aménagements de la composition et quelques ajouts de registres. Le grand orgue se retrouve avec cinq claviers, un pédalier et 45 registres ; c’est alors qu’il devient le chef-d’œuvre de la facture d’orgues méridionale et aussi l’un des plus grands instruments de France.
En 1838, l’orgue est en très mauvais état. Une opération de restauration est confiée aux frères Claude, originaires de Mirecourt (Vosges). L’instrument sort fortement transformé. Durant la deuxième moitié du XIXe siècle, plusieurs interventions seront menées sur l’instrument, pour le mettre au goût du jour, en particulier par Frédéric Junck en 1856 et Thiébaut Maucourt en 1865.

#### Restauration à la fin duXXesiècle
Cinquante ans plus tard, l’instrument se trouve encore dans un état très préoccupant et se pose la question d’une restauration. Un premier projet, porté par Kurt Schwenkedel, voit le jour en 1971. Il s’agit de reconstruire le grand-orgue Puget et de le transformer en un instrument de type « classico-romantique » qui aurait 45 registres, cinq claviers et un pédalier. Les travaux sont entrepris, l’orgue Puget est démonté, mais la société Schwenkedel cesse brutalement son activité.
Dans les années 1900, le grand orgue est à nouveau en très mauvais état et nécessite de gros travaux. Le Toulousain Jean-Baptiste Puget (dit Théodore) propose un projet de reconstruction complète de l’instrument. C’est en 1903 que le marché est passé. L’instrument est inauguré le 20 novembre 1904 à l’occasion des fêtes de Sainte-Cécile. C’est maintenant un orgue symphonique, bien loin de l’esprit de l’orgue de Christophe Moucherel. L’instrument possède désormais cinq claviers, un pédalier et 74 registres. Les derniers perfectionnements en matière de facture instrumentale sont présents (par exemple, un système permet d’appeler tous les registres de l’orgue en même temps par une simple pression sur une pédale et de les repousser aussi facilement par un mouvement inverse).
Le grand orgue devient alors le quatrième plus grand orgue de France, après ceux, dans l'ordre suivant, de Saint-Eustache, de Notre-Dame et de Saint-Sulpice à Paris.}
Alors on fait appel au facteur franco-italien Bartolomeo Formentelli, spécialiste de la facture d’orgues traditionnelle française, pour reprendre les travaux commencés. À la suite d'un inventaire très précis de la tuyauterie de l’orgue, on s’aperçoit que les trois-quarts des tuyaux sont anciens (les tuyaux avaient été réemployés lors des reconstructions successives). Constatant la présence de tant de tuyaux anciens, on décide de reconstituer l’orgue classique (avec des procédés et techniques anciens) après les travaux d’Antoine Peyroulous en 1824. C’est-à-dire l’orgue de Christophe Moucherel, revu et augmenté par Lépine, Isnard et Peyroulous.
Cette restauration, achevée en 1981, sera une réussite et l’orgue sonne aujourd’hui comme il pouvait sonner à la fin du XVIIIe siècle. La mécanique, elle aussi reconstituée avec les mêmes matériaux qu’au XVIIIe siècle, fonctionne comme pouvait fonctionner celle de Christophe Moucherel en 1736. Aucun système « moderne » n’existe dans cet orgue. Seul un ventilateur électrique (à la place des souffleurs) et un éclairage électrique à la console sont les signes du temps présent.
Chaque année, en novembre, les fêtes de Sainte-Cécile sont l'occasion de découvrir les grandes orgues lors de concerts à entrée libre. Ces concerts sont organisés par l’association Christophe Moucherel. Le Grand Orgue se fait aussi entendre chaque dimanche lors des messes de 11 h et 18 h ainsi qu'à tous les offices des grandes fêtes (Noël, Pâques, Ascension, Pentecôte, 15 août, Toussaint et bien sûr la solennité de sainte Cécile en novembre).

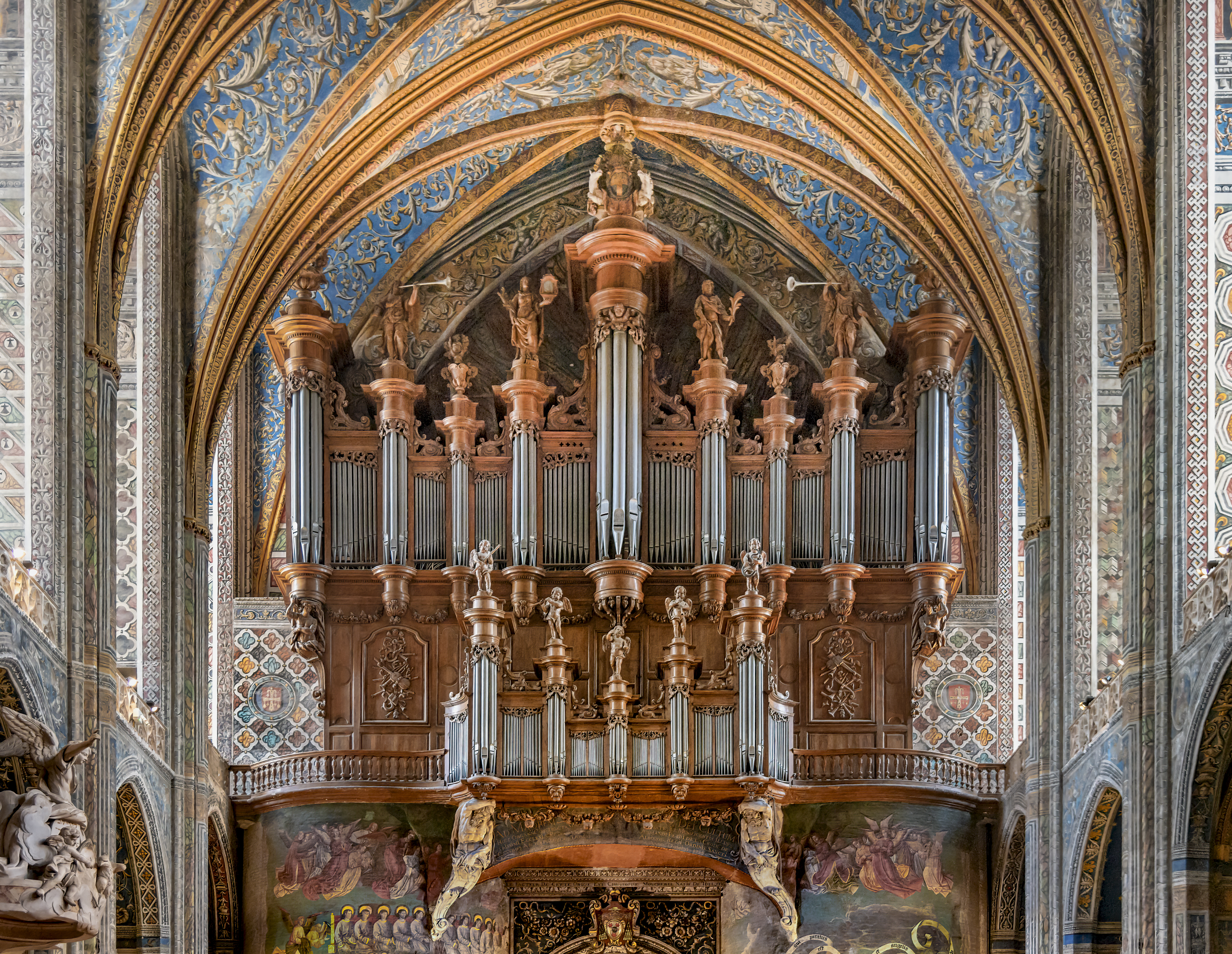
Grand orgue, cathédrale Sainte-Cécile.
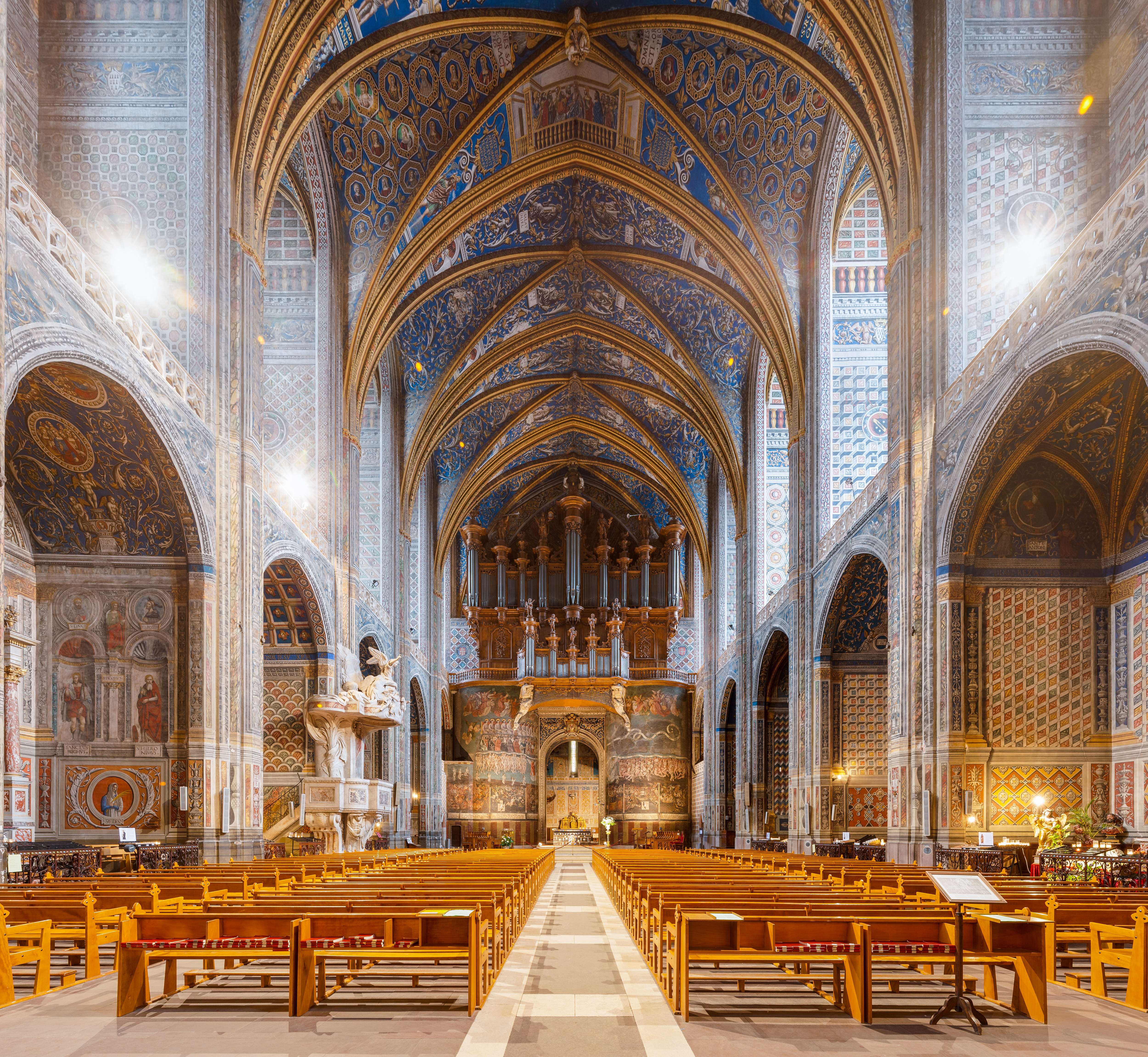
La nef et l'orgue de la cathédrale Sainte-Cécile d'Albi.
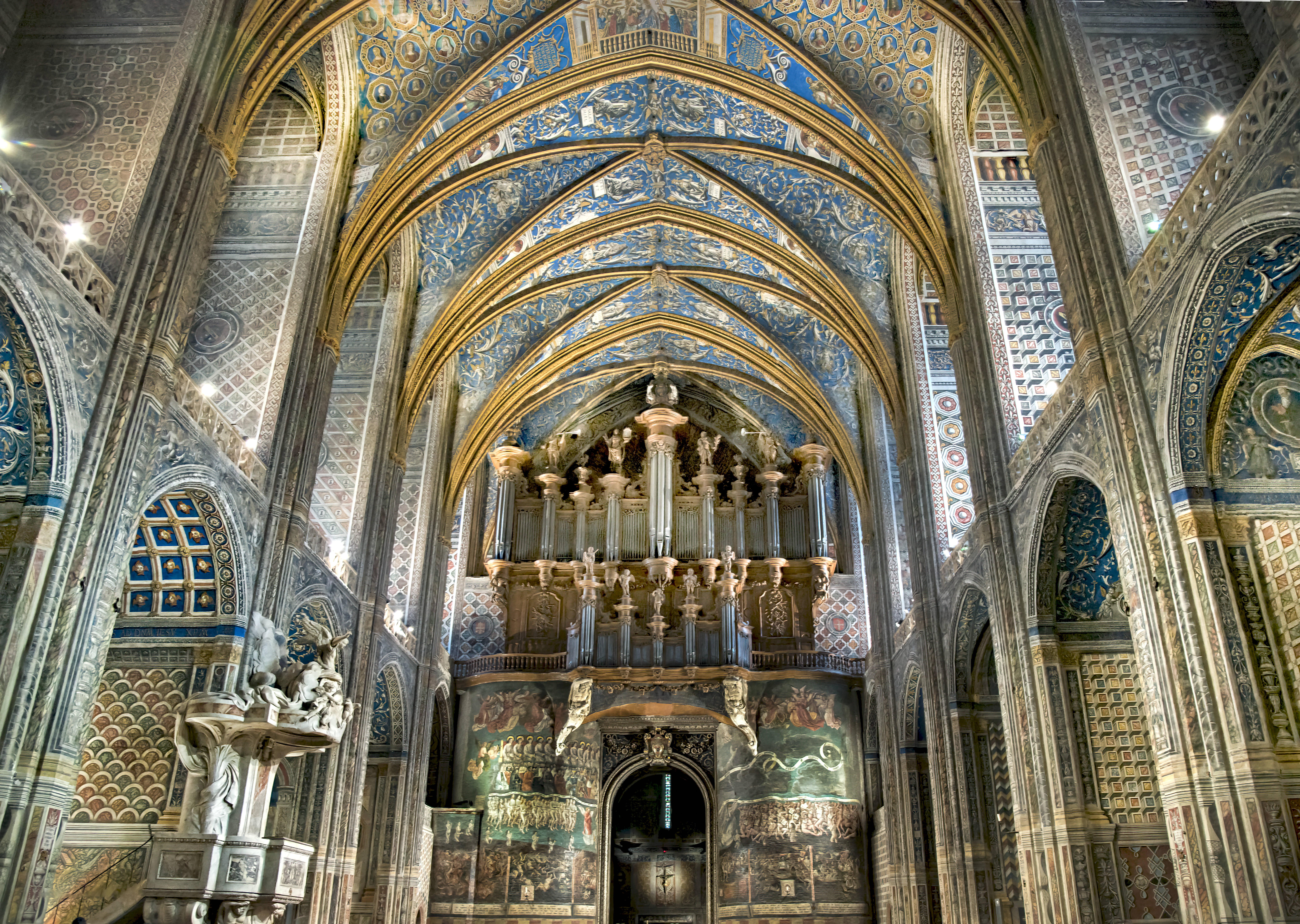
Le plafond de la nef et l'orgue.

### Reliques
La cathédrale d'Albi est l'une des rares églises et l'unique cathédrale française placée sous l'invocation de Cécile de Rome. Les cathédrales successives de la ville, depuis le VIIe siècle, ont été dédiées à Cécile de Rome, dont on pense que la ville possédait des reliques. En 1466, l’évêque d'Albi, Jean Jouffroy, a rapporté de Rome un coffret de reliques de la sainte. La châsse est exposée tous les 22 novembre.
Chaque année les fêtes de sainte Cécile sont célébrées par des concerts et la célébration de la messe solennelle (généralement le dimanche précédent la fête calendaire), entrée en procession des reliques portées par les chevaliers du saint Sépulcre et accompagnées par les dames de saint Sernin, séminaristes, diacres, prêtres, l'archevêque d'Albi et souvent présidée par un évêque invité. Cette célébration est souvent animée par le chœur diocésain accompagné par une chorale invitée. Les concerts gratuits ont lieu sur deux dimanches après-midi.

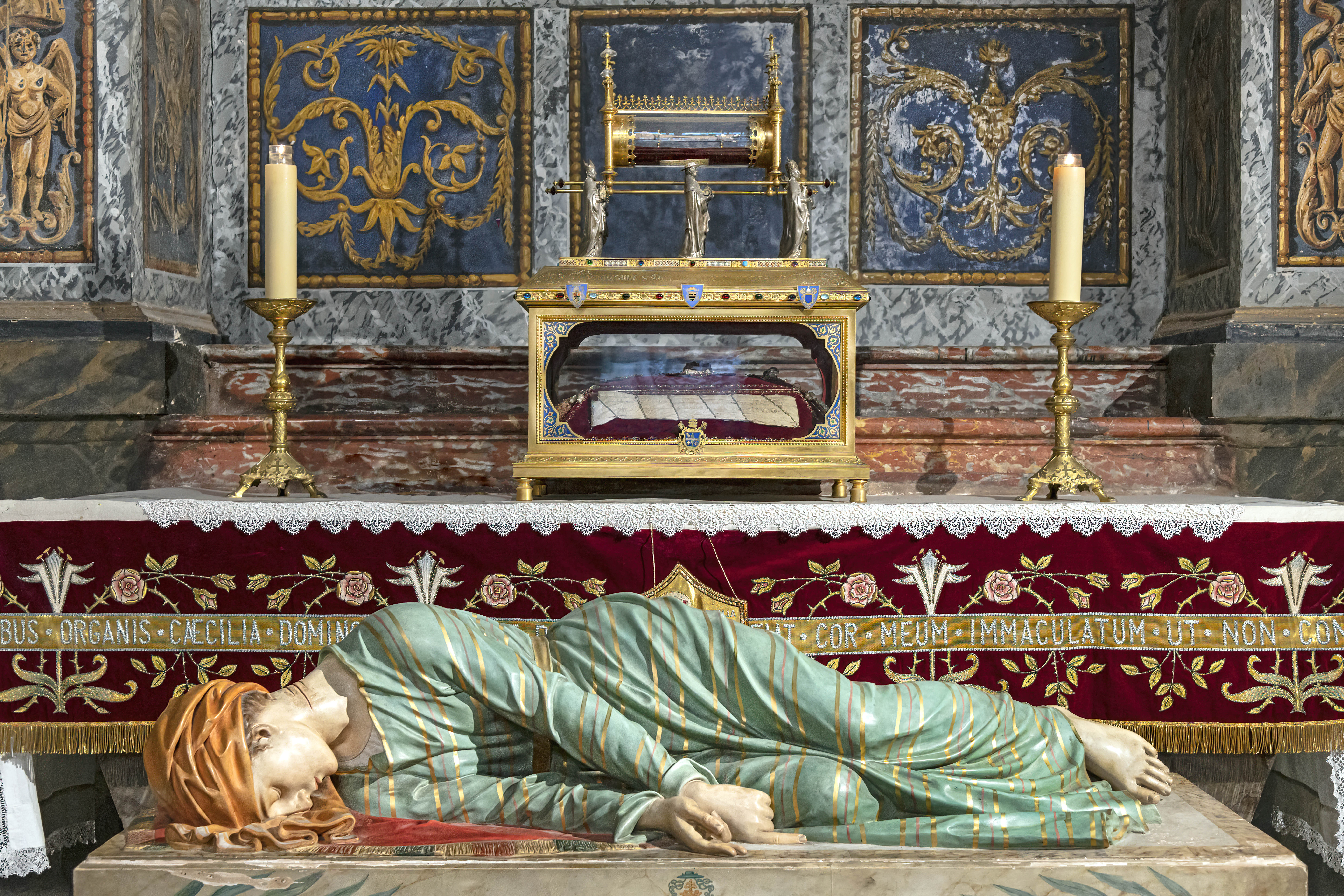
Reliquaire et statue
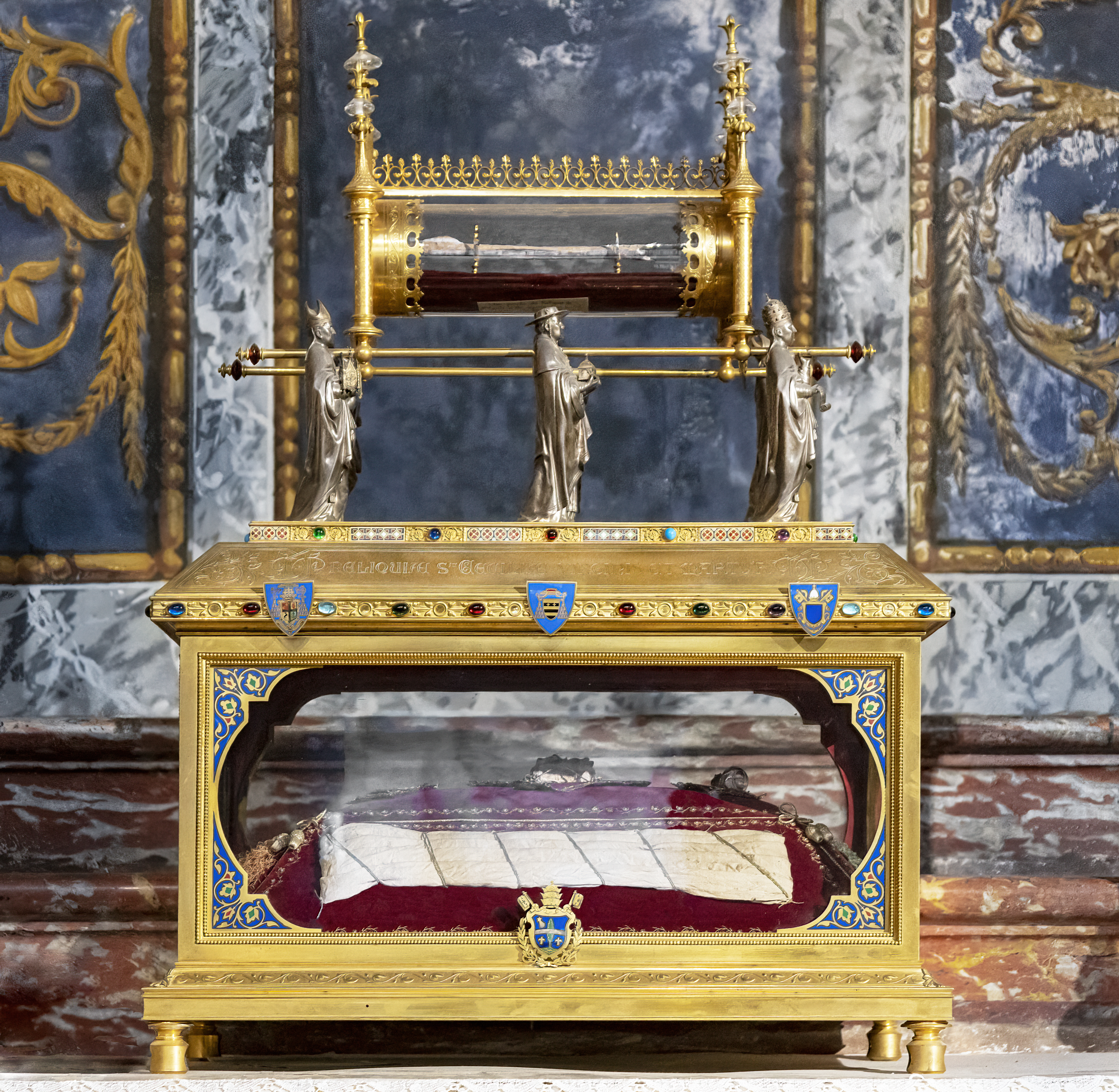
Reliquaire de Sainte Cécile
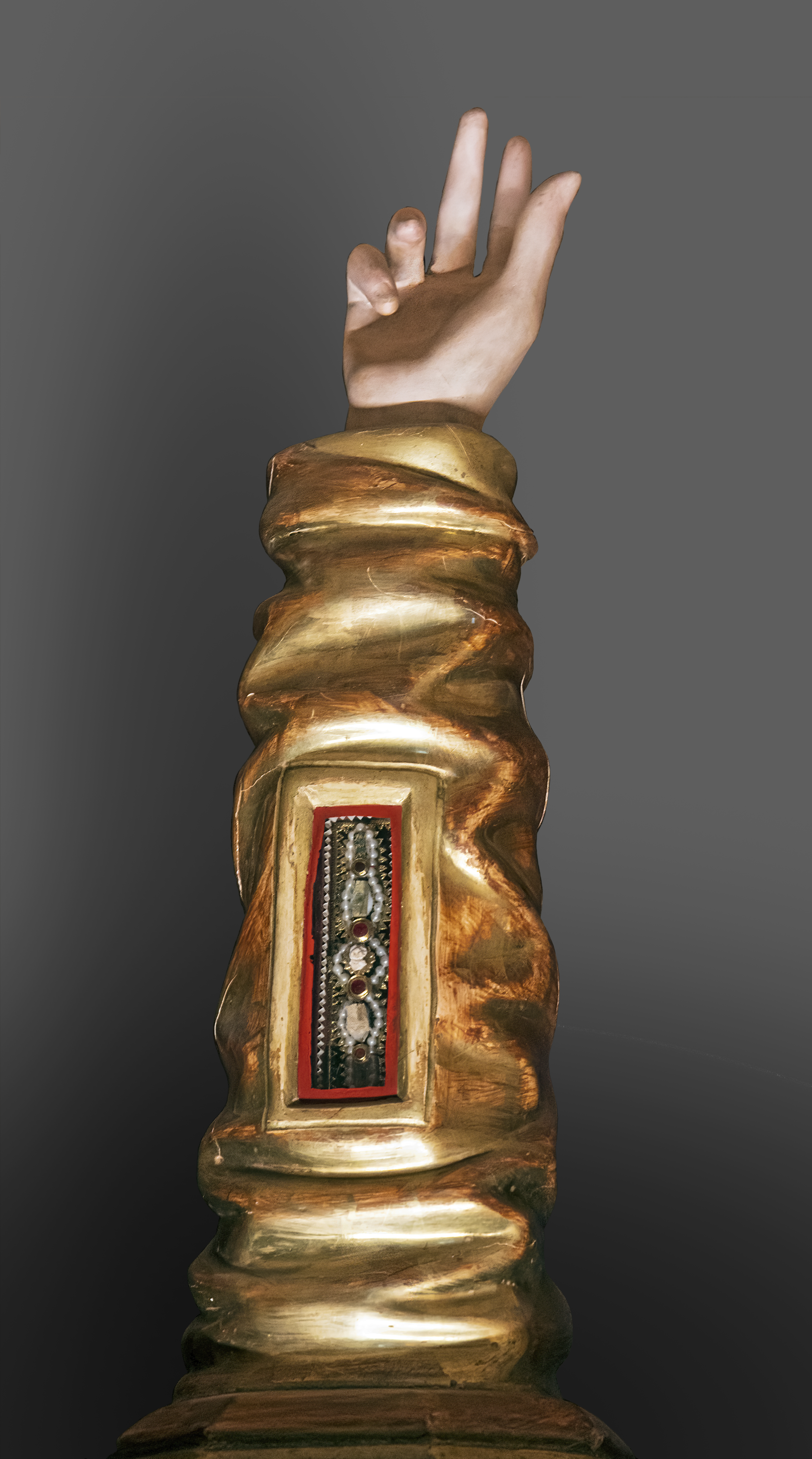
Bras reliquaire de sainte Cécile XVIIIe siècle Trésor de la cathédrale[22].
Bras reliquaire de sainte Martianne XVIIe siècle

### Tableaux et sculpture
La cathédrale est décorée de plusieurs tableaux : parmi les plus intéressants, on remarque un polyptyque italien du XIVe siècle (1345) représentant des Scènes de la vie de Jésus ainsi que la première peinture connue de Jacques Blanchard : Jésus remettant les clés à Saint Pierre (1628).
À la fin du XVIIe siècle, vers 1690, la chapelle du chœur de la cathédrale abritait une importante série de douze portraits d'apôtres et le christ bénissant peints par Georges de La Tour. Don du chanoine Jean-Baptiste Nualard, cette série des apôtres d'Albi fut ensuite dispersée après 1795 et n'ont été localisés que cinq des apôtres, dont deux se trouvent désormais au musée Toulouse-Lautrec accompagnés de copies des autres portraits disparus.
Un Ecce homo en bois polychrome est classé au titre de monument historique.
Dans la chapelle St Dominique une toile : Sainte Martianne recevant la bénédiction du Père dans un lieu architecturé est inscrite au monuments historiques.
- Dans le trésor 
  - Châsse dite de Saint-Ursule
  - Bras reliquaire de sainte Martianne XVIIIe siècle[26].
  - Le repentir de saint Pierre Huile sur toile, fin XVIIe siècle[27].
  - La sainte famille avec sainte Anne et saint Jean-Baptiste, huile sur bois fin XVIIe siècle par Karsten van Limbos[28].

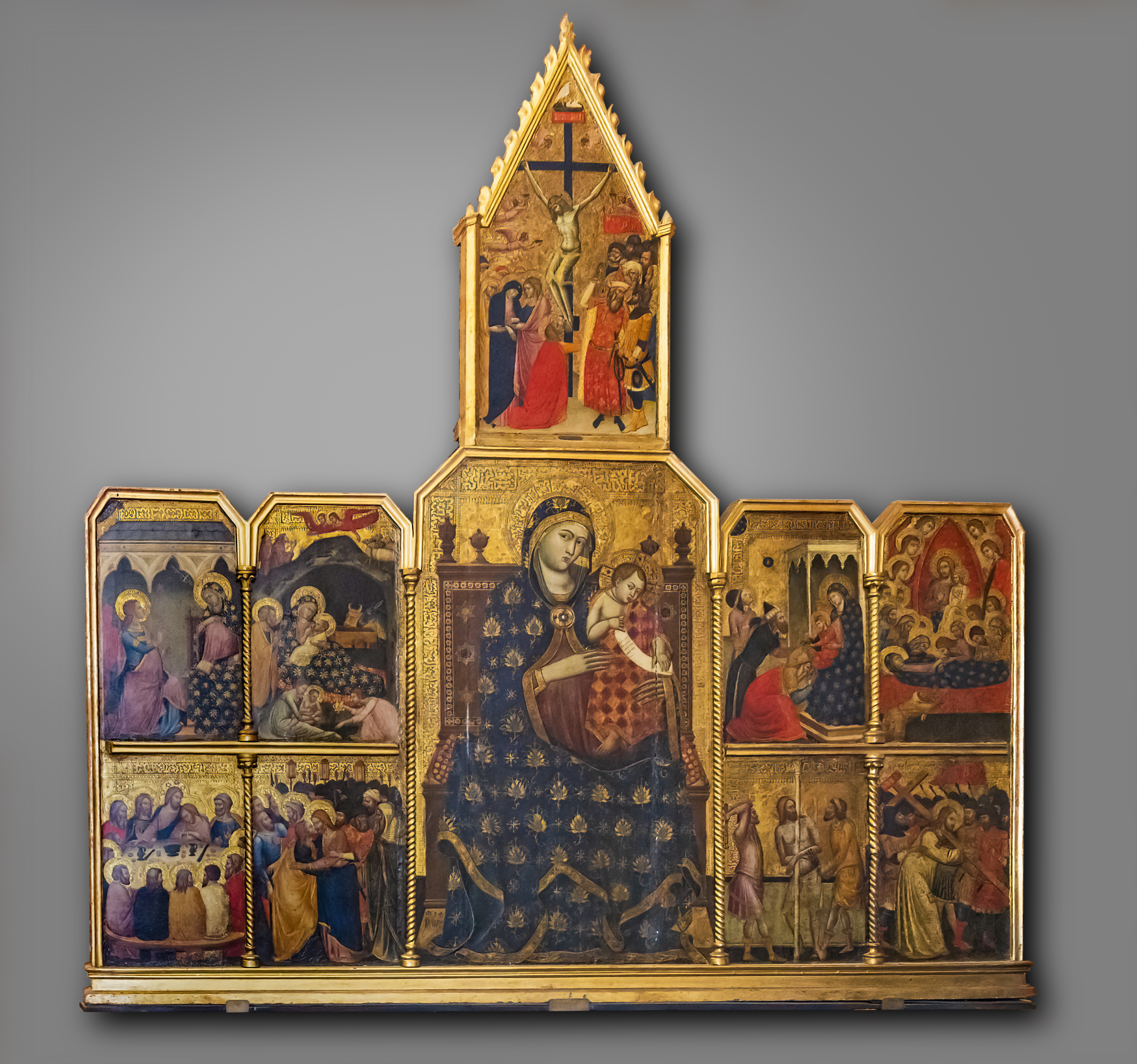
Polyptyque de la vie du Christ
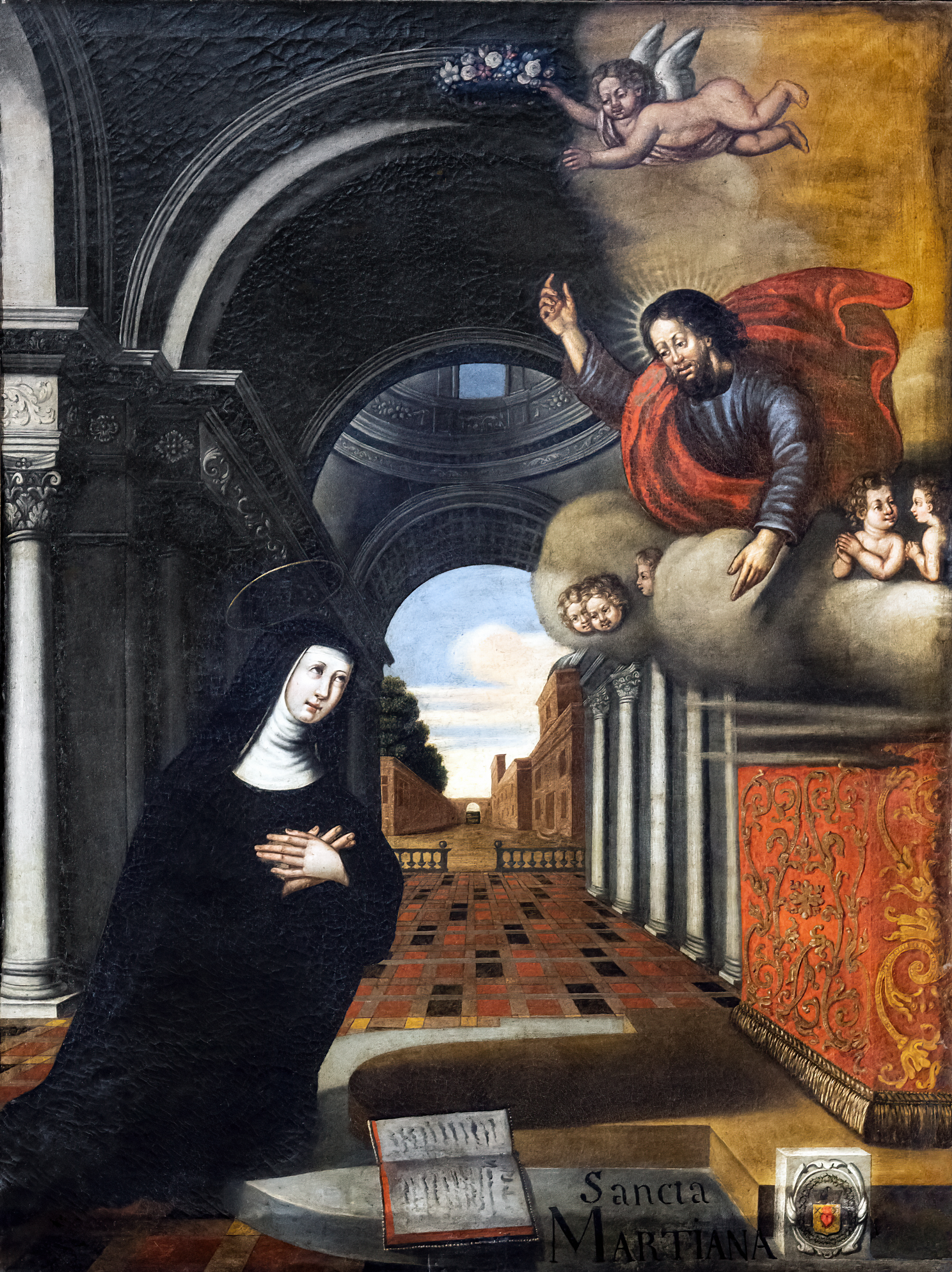
Sainte Martianne recevant la bénédiction du Père dans un lieu architecturé
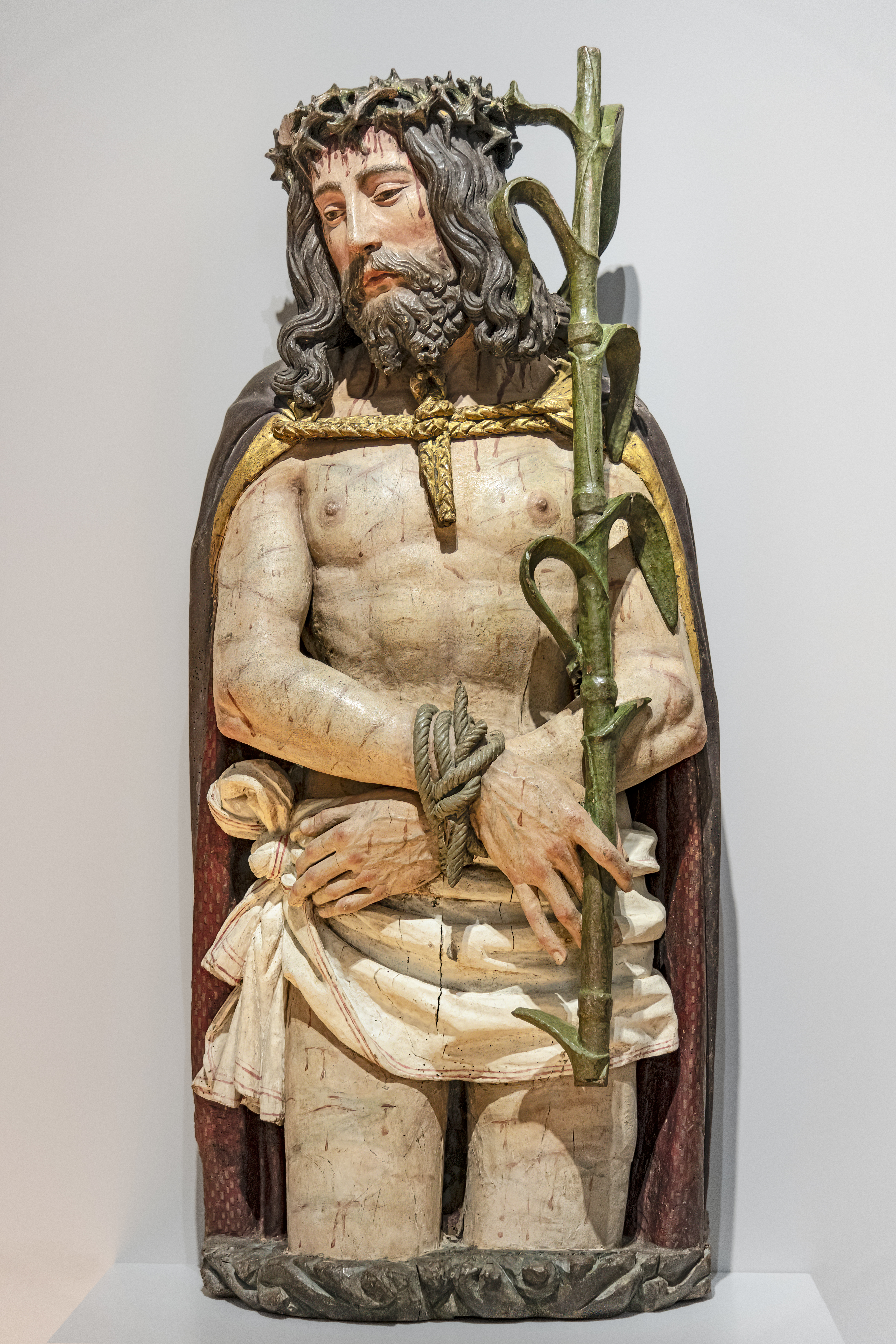
Ecce homo (1510-1520)
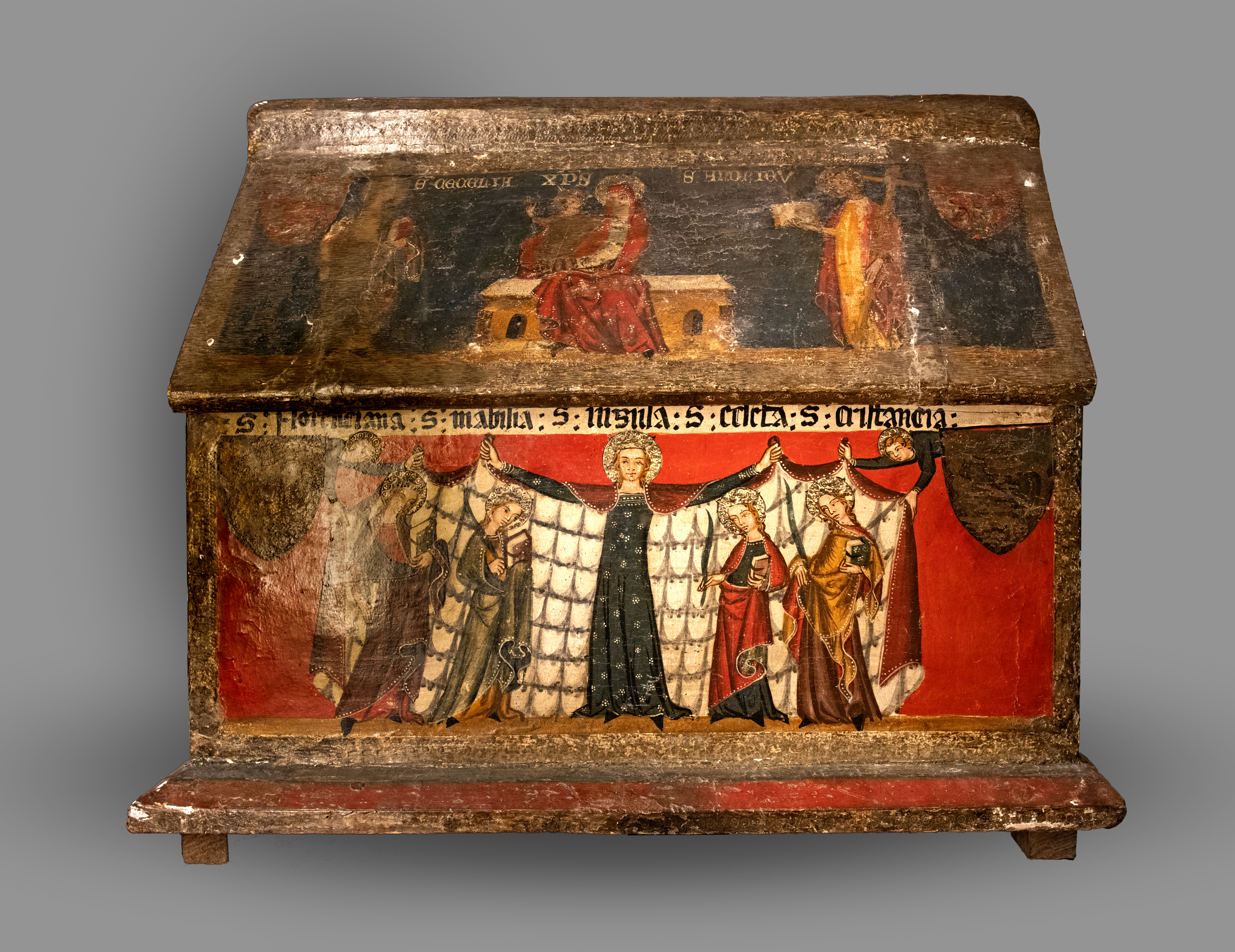
Châsse dite de Saint-Ursule
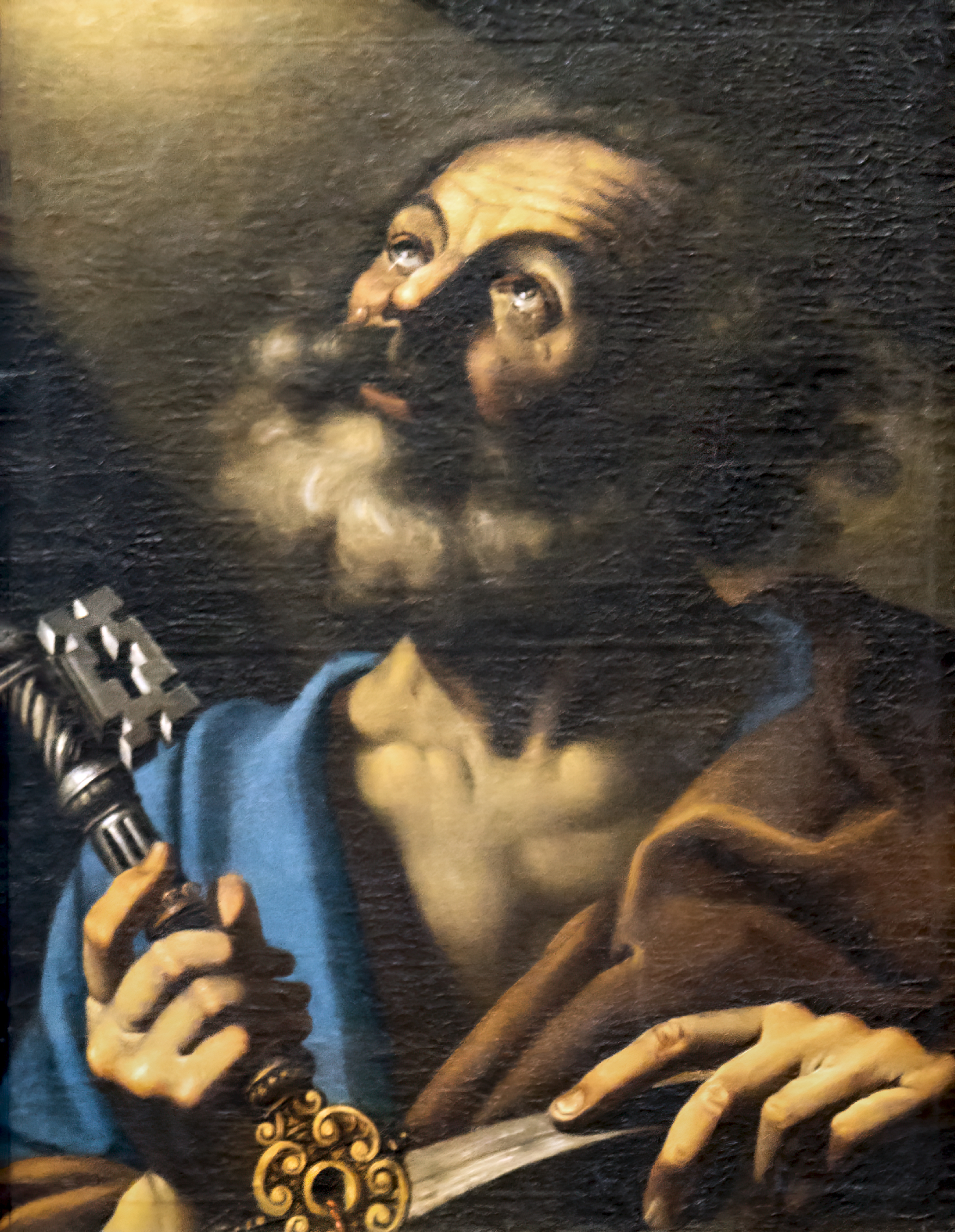
Le repentir de saint Pierre Huile sur toile fin XVIIe siècle
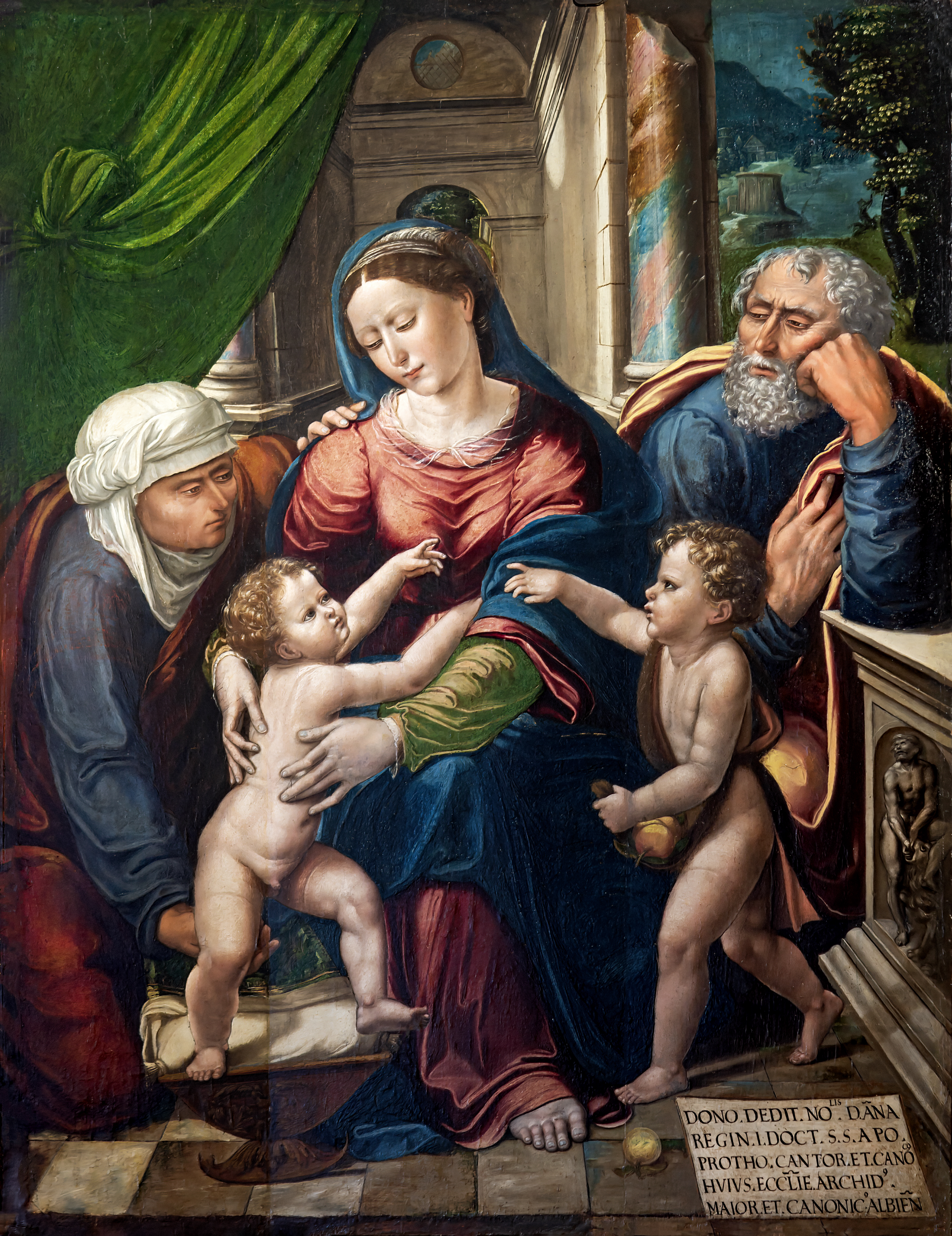
La sainte famille avec sainte Anne et saint Jean-Baptiste - Karsten van Limbo
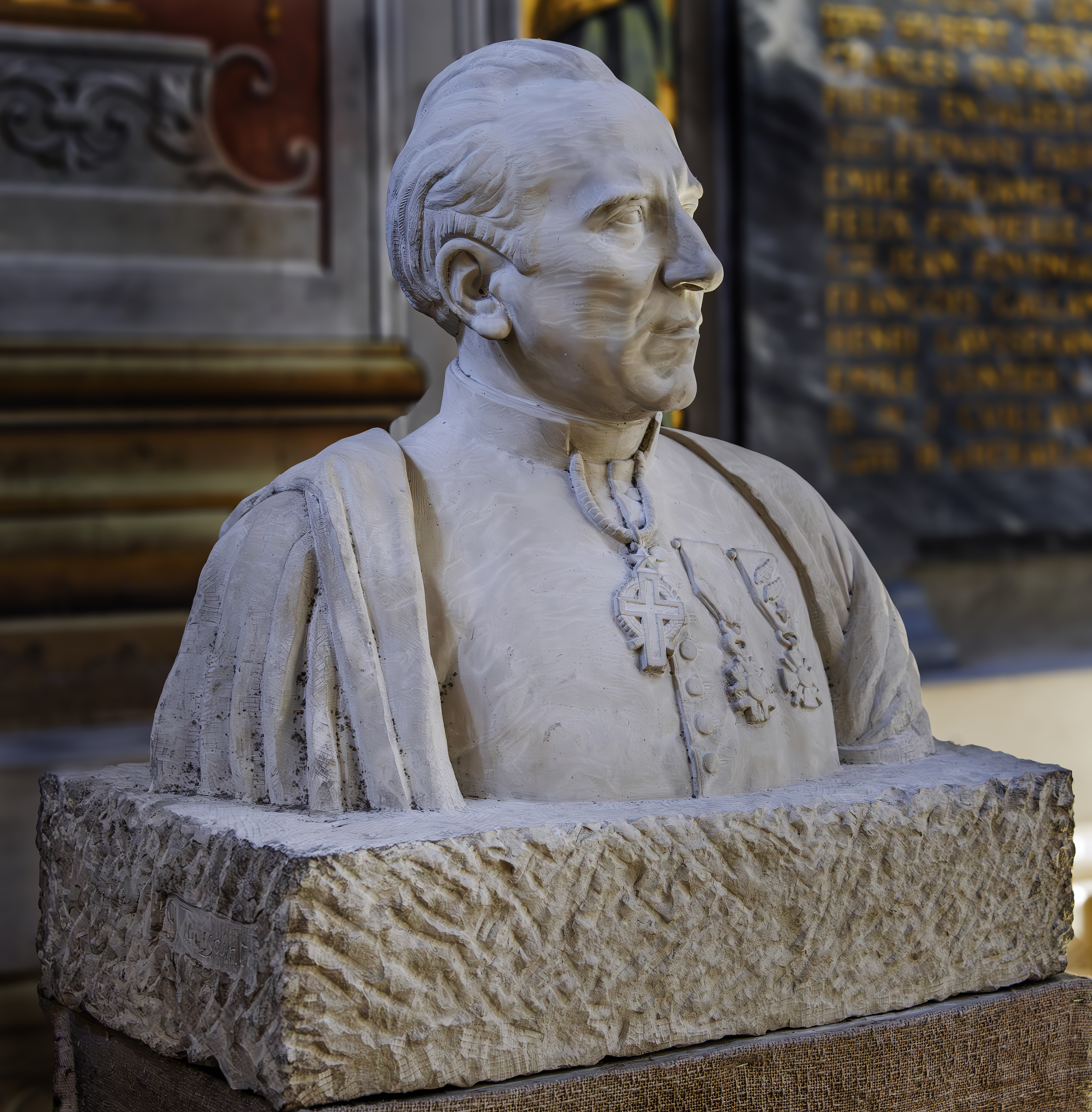
Buste du Chanoine Louis Birot
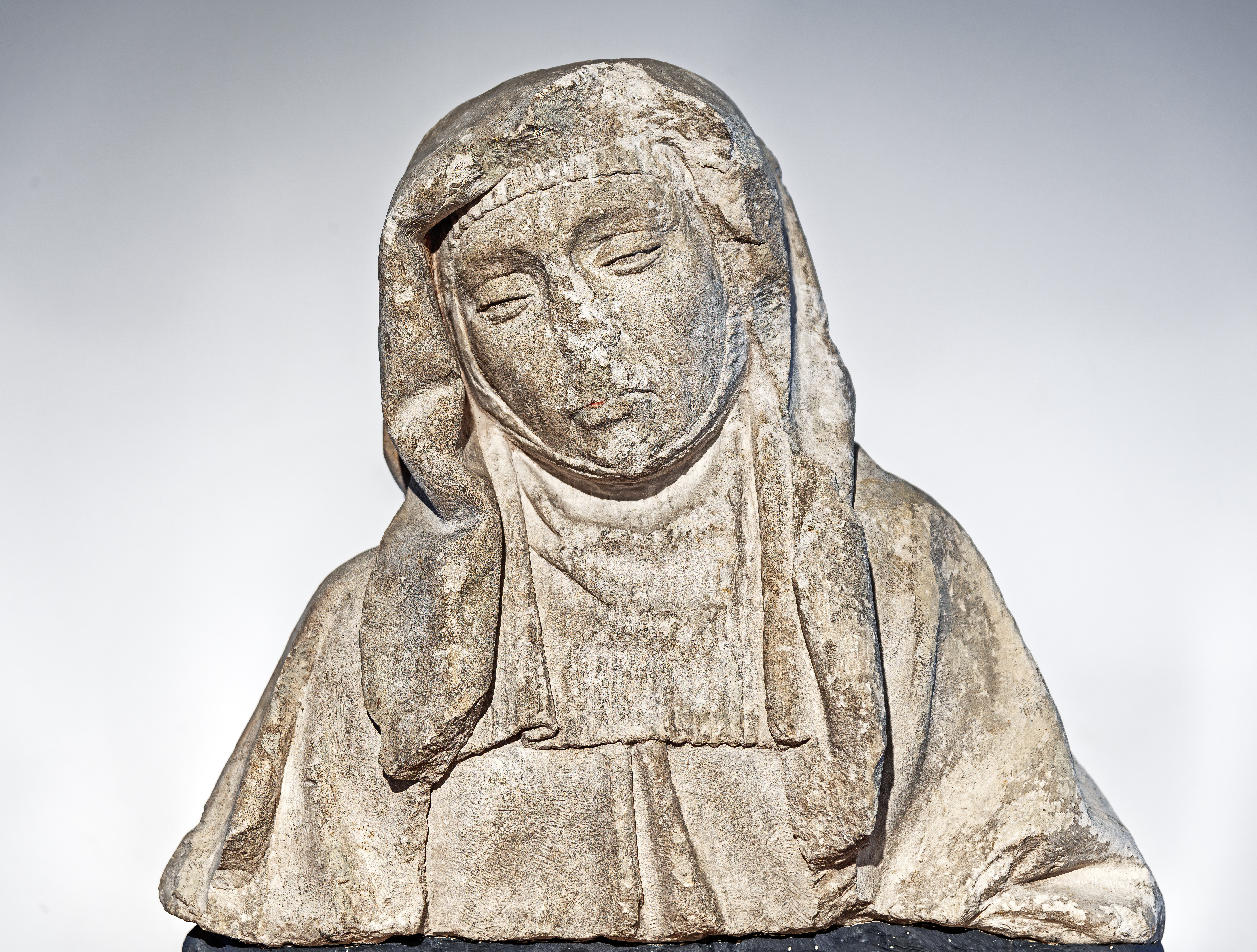
Trésor de la cathédrale - Buste de sainte femme XVe siècle
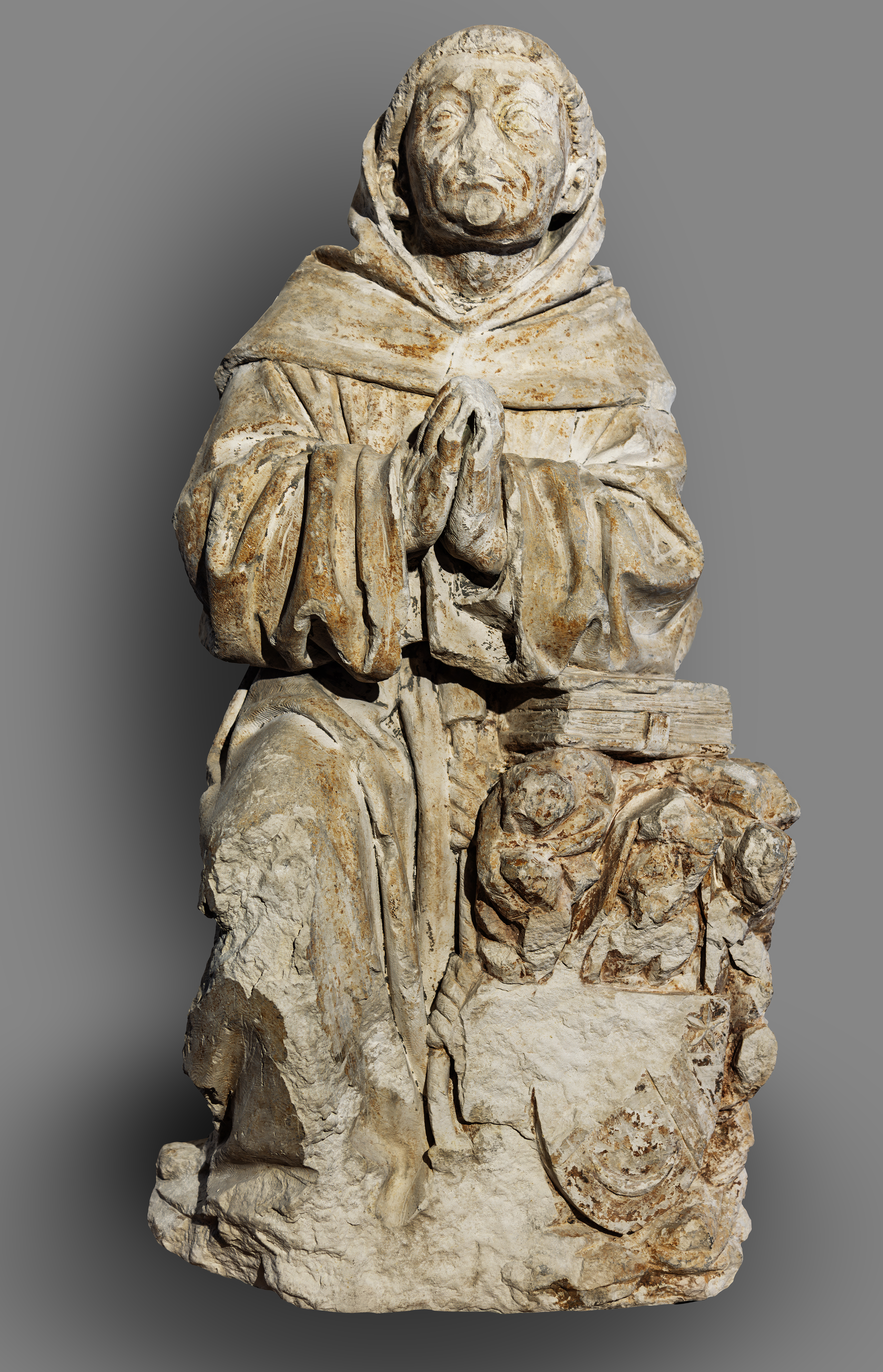
Trésor de la cathédrale : Moine cordelier XVe siècle
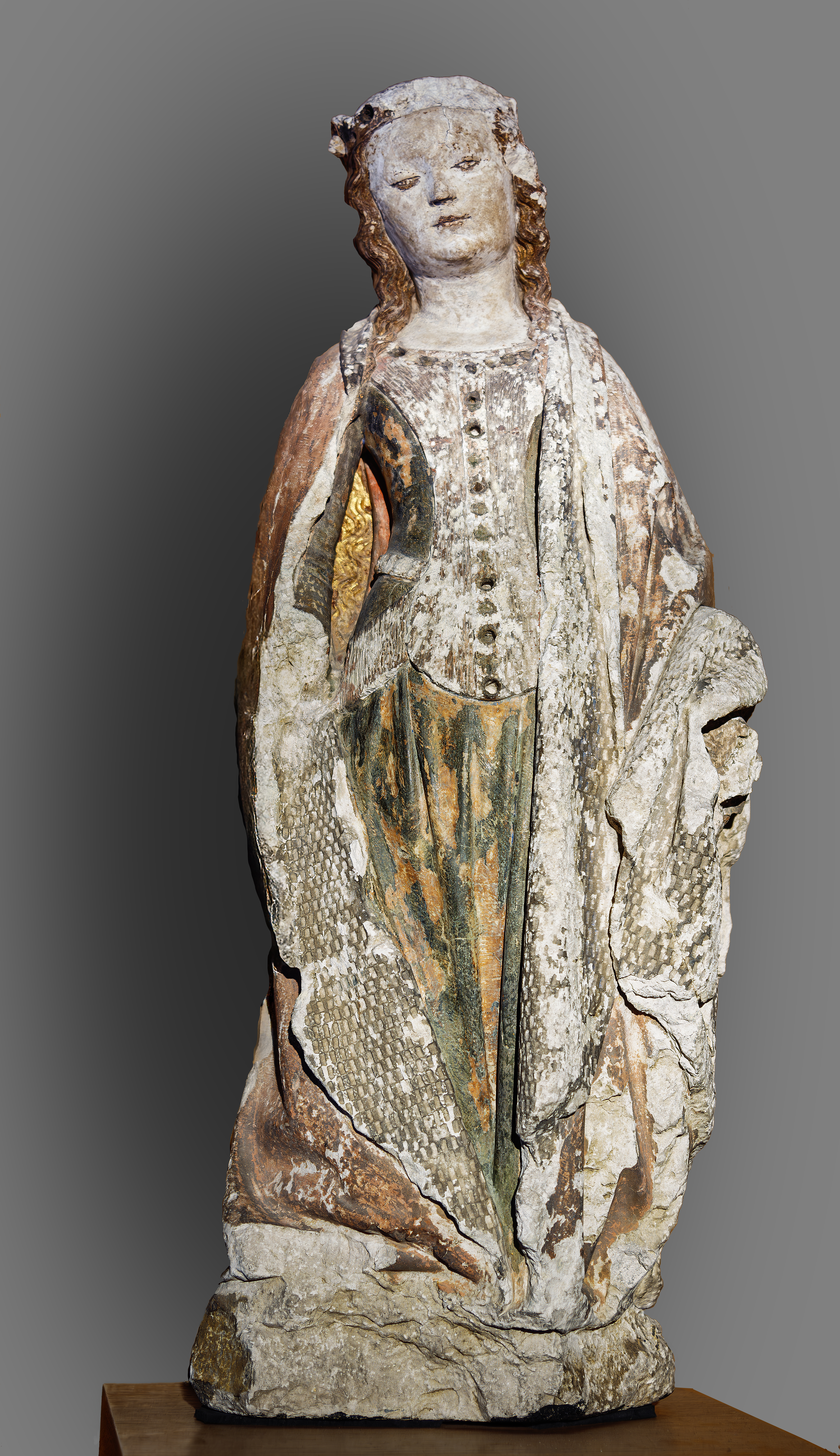
Sainte couronnée XVe siècle Dépôt du musée Toulouse-Lautrec

### Vitraux
Le maître verrier Maurice Tastemain (1878-1944), y a réalisé certaines pièces. Les deux baies de la nef devront privilégier la lumière et le monochrome afin de ne pas nuire à la perception des scènes figurées des peintures murales. Les deux baies des transepts pourront proposer des effets de lumière, de couleur et de matière adaptés à l’orientation nord et sud.[réf. nécessaire]

## La cathédrale dans les arts et la culture

### Dessins et peintures

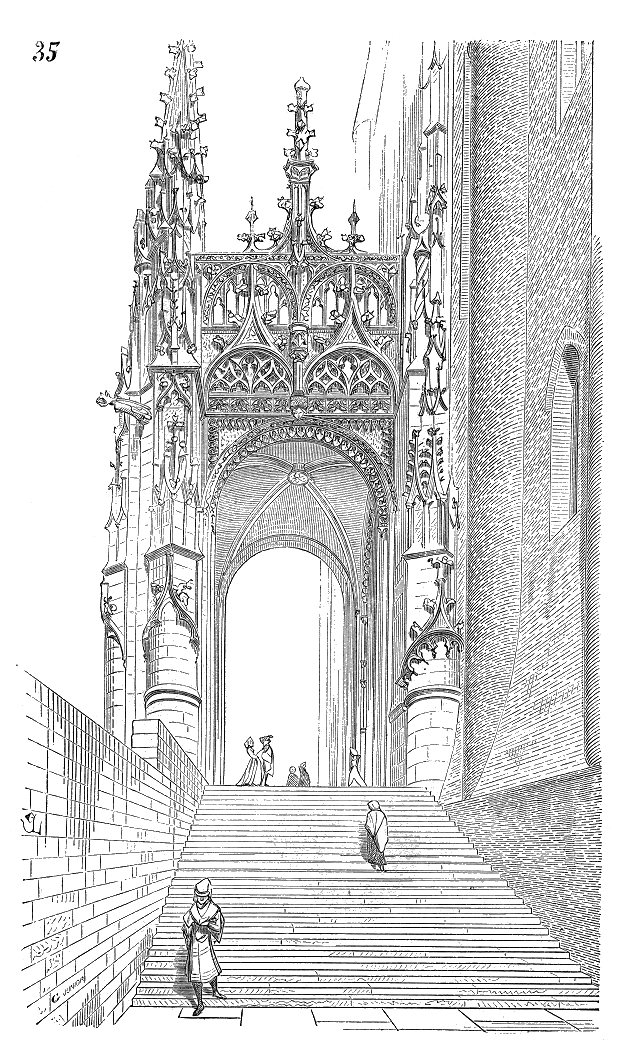
Baldaquin par Viollet-le-Duc.

Ce vaisseau de brique reconnaissable entre tous est l'élément marquant de la ville d'Albi. Très souvent dessinée ou peinte, elle a inspiré autant de grands artistes que de moins connus. Eugène Viollet-le-Duc a croqué des détails, plus inspiré par les parties en pierre que par la brique.
Le logo de l'office de tourisme d'Albi, par exemple, est représenté par une signature évoquant les formes de la cathédrale et du clocher. La couleur orange évoque la brique.

## Sources